# Karl Marx
Karl Marx, elterjedt magyaros formában Marx Károly (Trier, 1818. május 5. – London, 1883. március 14.) német filozófus, közgazdász, szociológus, a kommunista munkásmozgalom teoretikusa, egyben a marxizmus ihletője; munkássága óriási mértékben járult hozzá a társadalomtudományok fejlődéséhez. A világtörténelem egyik legnagyobb befolyást elérő gondolkodója, nézetei és eredményei rendkívüli hatást gyakoroltak a baloldali munkásmozgalomra és az ahhoz kapcsolódó filozófiai-gondolati irányzatokra, de az azokkal ellentétben álló eszmeáramlatokra is, emiatt életműve a mai napig megkerülhetetlennek számít a gondolkodásban. Művei közül kiemelkedik a Kommunista kiáltvány (1848) és A tőke (1867–1894), melynek csak első kötete jelent meg életében, a további köteteket barátja, Friedrich Engels rendezte sajtó alá.
A poroszországi Trier városában született jómódú, középosztálybeli, kikeresztelkedett, asszimilálódott zsidó családba. A Bonni Egyetemen és a Humboldt Egyetemen tanult, ahol Georg Wilhelm Friedrich Hegel bölcselete és az ifjúhegelianizmus filozófiai irányzata iránt érdeklődött. 1841-ben szerzett doktori címet a jénai egyetemen, kiváló minősítéssel. 1842-ben találkozott először Friedrich Engelsszel, akivel később életre szóló barátságot kötött. 1843-ban Párizsba költözött, mely szellemi horizontját jelentősen kitágította. Eljárt a francia radikális munkásmozgalom gyűléseire, szinte valamennyi jelentős képviselőjével megismerkedett. Társaival megalapította a Deutsch–Französische Jahrbücher című folyóiratot, melynek csak egyetlen dupla száma jelent meg. Ekkoriban írta valláskritikai korszakát lezáró munkáját, A hegeli jogfilozófia kritikájához című munkáját, valamint A zsidókérdéshez című tanulmányát. Ettől az időszaktól fordult a közgazdaság tanulmányozása felé, melynek eredményeképp megszületett Gazdasági-filozófiai kéziratok 1844-ből című munkája. 1844 nyarától bekapcsolódott a német emigránsok Vorwärts! („Előre!”) című lapjának szerkesztésébe, melynek politikai vezetőjévé vált. Párizsi tartózkodásának legnagyobb terjedelmű alkotása az Engelsszel közösen írt A szent család vagy a kritikai kritika kritikája című szatirikus mű, mely a dialektikus és történelmi materializmus kidolgozásában fontos szerepet töltött be. 1845 januárjában a porosz kormány kérésére egy cikke miatt kiutasították Franciaországból, s családjával Brüsszelbe kellett áthelyeznie lakóhelyét. 1849-ben politikai tevékenysége miatt száműzték Poroszországból és Franciaországból, ezért feleségével és gyermekeivel együtt Londonba költözött, ahol azután egészen haláláig háborítatlanul folytathatta munkásságát.
Marx tanai társadalomelméleti, gazdasági és politikai ideológiák együttese, melyet róla marxizmusnak neveztek el. A Kommunista kiáltványban kijelentette, hogy „minden eddigi társadalom története osztályharcok története”. Azt gondolta, hogy az ellentétes érdekű társadalmi osztályok közötti osztályharc a nincstelenek osztálya, a proletariátus győzelméhez vezet, és ezáltal létrejöhet az osztály nélküli társadalom. Azt hirdette, hogy a kapitalista társadalmi rendszert felváltja majd a szocialista. Az oda vezető utat a forradalomtól várta, és azt is gondolta, hogy megszüntethető a magántulajdon.
Elsősorban kapitalizmuskritikájáról és a történelem materialista értelmezéséről, osztályharcok történeteként való leírásáról ismert. Elméleti munkásságával és közvetlen részvételével több európai munkásszervezetben, köztük a Kommunisták Szövetségében és az I. Internacionáléban fejtett ki jelentős forradalmi tevékenységet. Az általa lefektetett marxista ideológia mind jobb-, mind baloldalról éles bírálatokat kapott, és munkássága adta a 20. században működő baloldali diktatórikus rendszerek fő ideológiai hátterét.

## Élete

### Származása, gyerekkora

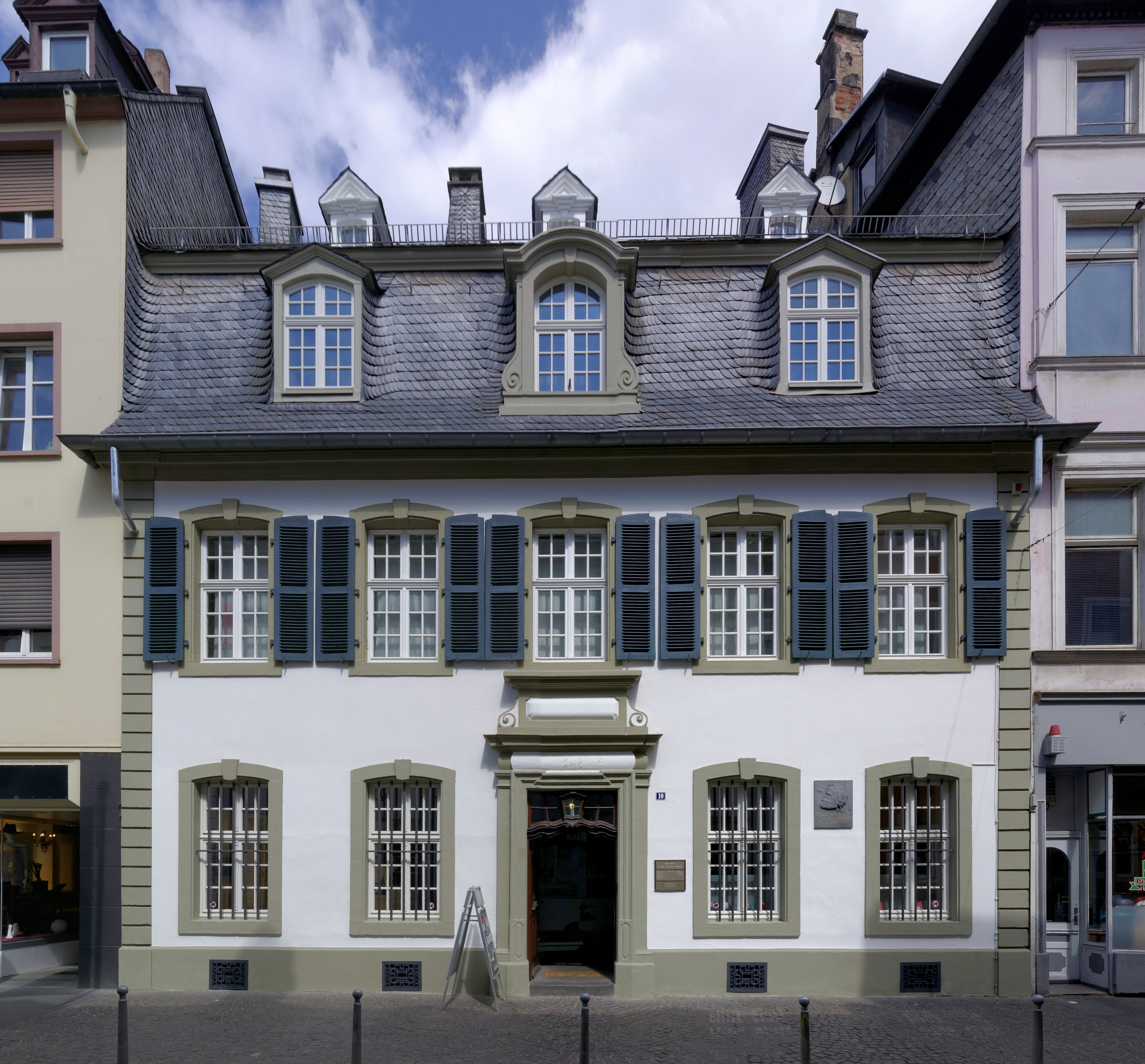
Marx szülőháza Trierben

Trier városában, a Rajna-vidéken (akkor a Porosz Királyság egy tartománya, ma Trier Németország Rajna-vidék-Pfalz szövetségi tartományának területén található) született 1818-ban, zsidó családba. Apja, Heschel Marx Levi Mordechai rabbik és zsidó kereskedők leszármazottja, 1819-ben azonban mégis áttért az evangélikus vallásra, Heinrich Marxként keresztelkedett meg, hogy ügyvédi hivatását gyakorolhassa. Anyja Henrietta Pressburg Hirshel holland szintén Mózes-hitű asszony, az ő felmenői közül is számos rabbi került ki. Karl Marxot és testvéreit 1824-ben, anyját 1825-ben vették fel az evangélikus egyházba, ami megóvta a családot a Rajna-vidéken ekkoriban fellobbanó antiszemitizmustól.
Gyermekkoráról nagyon kevés forrás maradt fenn. Eleanor lányának visszaemlékezése szerint akaratát sikeresen rá tudta kényszeríteni testvéreire, többek között azért, mert már akkor kitűnt rendkívüli elbeszélő tehetsége, és testvérei elviselték „zsarnokoskodását” az érdekes történeteiért cserébe.
Apjához való különleges viszonya meghatározó volt Marx életében. Heinrich Marx szegény sorban nőtt fel, a társadalmi asszimiláció a szegénységből való kitörés lehetőségét jelentette számára. Teljesen áthatották a felvilágosodás eszméi, nagy rajongója volt Voltaire és Rousseau műveinek, de franciás műveltségén kívül a német és az angol kultúra ismerete is jellemezte. Marx 12 éves koráig nem járt iskolába, magántanuló volt, apja otthon tanította, ami megalapozta kettejük mély és bensőséges kapcsolatát, illetve részben magyarázatot ad arra, hogy ifjúkorában Marx miért használta egy ideig apja nevét. Apjával ellentétben anyja iskolázatlan, meglehetősen szűk látókörű volt, a háztartásvezetésen, a családon kívül nem nagyon érdekelte más, németül sem tanult meg jól. Marx felnőtt korára egyre jobban elhidegült és eltávolodott tőle.

### Tanulmányok

#### Gimnázium
Tanulmányait 1830 októberében, 12 éves korában kezdte meg a trieri Fridrich Wilhelm Gymnasiumban, és 1835-ben tett érettségit. A nagy múltú gimnáziumot 1563-ban jezsuiták alapították, de amikor Marx ott tanult, már állami iskola volt és a berlini porosz kormány fennhatósága alá tartozott. Igazgatója a felvilágosodás és az 1789-es francia forradalom iránt lelkesedő Johann Hugo Wyttenbach volt, az iskola tanári karát a franciabarát republikanizmus és a Rajna-vidék általános poroszellenessége jellemezte. A serdülőkorú Marxot a haladó szellemiségen túl közvetlen ellenzéki politikai hatások is érték, melyek közül a legjelentősebb, az apját is érintő Kaszinó Társaság ügye volt. 1834. január 12-én a liberális polgárság gyülekezőhelye, a trieri Kaszinó Társaság bankettet rendezett a rajnai landtag trieri küldöttei tiszteletére, melyen Heinrich Marx, mint a szervező bizottság elnöke, lojális és mérsékelt hangú beszédet mondott. Január 25-én pedig a társaság megalapításának évfordulóján a résztvevők a La Marseillaise-t és a La Parisienne-t énekelték, letérdeltek a francia trikolór előtt, megcsókolták, és olyan kijelentések hangzottak el nyilvánosan, amelyek a kormányt retorziókra késztették. A Kaszinót rendőri felügyelet alá helyezték, egy ideig be is zárták, házkutatást tartottak a gimnáziumban felforgató irományokat keresve. Marx apját és a gimnázium tanárait is figyelmeztetésben részesítették, Wyttenbachot nyugdíjazással fenyegették meg a tüntetésszámba menő esemény és az igazgatása alatti intézményben uralkodó liberális légkör miatt. „A fiatal Marxra utolsó tanulmányi éveiben feltétlenül hatást kellett gyakorolnia ennek a politikai agitációnak, amelyben apja, több tanára és iskolatársa is részt vett. Bár nincs bizonyítékunk arra, hogy ő maga is részt vett volna az agitációban, nem fér hozzá kétség, hogy ez a légkör nagymértékben hozzájárult első politikai tájékozódásához.”
Tanárai közül a történész Wyttenbach tette rá a legnagyobb hatást, aki a tanítás mellett figyelemre méltó tudományos tevékenységet is folytatott. Marx jól tanult a gimnáziumban, de nem volt osztályelső. Érettségi bizonyítványa alapján, 2,4-es összteljesítményét tekintve (az 1-es volt a legjobb) két diáktársával együtt a 32 fős osztályból a 8. helyet foglalta el. Tanulmányai során külön dicséretet kapott az ókori nyelvekben elért eredményei miatt, az utolsó évben pedig több alkalommal német dolgozataira. Ez beleillik abba a képbe, hogy ekkor még költő akart lenni, és fő érdeklődési körét az irodalom jelentette. Egy ifjú elmélkedése pályaválasztáskor című, 1835 augusztusában írt német érettségi dolgozata meglepően kiforrott gondolkodásról tett tanúságot. A társadalmi környezetnek az egyént döntően meghatározó sajátosságáról, mely későbbi tanaiban az osztálymeghatározottság fogalmaként nyert kifejtést, már ekkor a következőképpen vélekedett: „De nem mindig választhatjuk azt a foglalkozást, amelyre hivatottnak érezzük magunkat, viszonyaink a társadalomban bizonyos mértékben már megkezdődtek, még mielőtt módunk lenne meghatározni őket.” A dolgozat végső következtetéseként az egyén legfőbb célját életpályájának megválasztásában az emberiségért folytatott tevékenységben jelölte ki: „A fő irányító azonban, amelynek a pályaválasztásban vezetnie kell bennünket, az emberiség java, önmagunk tökéletesítése. Ne vélje senki, hogy ez a két érdek ellenségként hadakozik egymás ellen, hogy az egyiknek meg kell semmisítenie a másikat; olyan az ember természete, hogy csak akkor érheti el tökéletesedését, ha embertársai tökéletesedéséért, javáért tevékenykedik.” A dolgozatból sugárzik a mély vallásosság, az „istenség” fogalma az első hét bekezdésből négyben megtalálható, és az alapvetően morális indítékok vallási jelleget öltenek azáltal, hogy példaképül a krisztusi önfeláldozást állította.

#### Egyetemek

##### Bonn

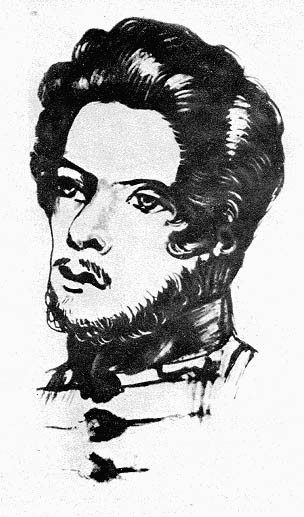
Marx 1836-ban

1835 októberétől szülei kívánságának megfelelően jogi tanulmányokat kezdett a híres Bonni Egyetemen. Mivel ekkoriban még költői ambíciói voltak, a jogi stúdiumok mellett irodalmi és esztétikai tanulmányokat is folytatott. Ott tanított August Wilhelm Schlegel, a romantika neves teoretikusa, s Marx ebben az időszakában addigi racionalizmusát feladva a romantika hatása alá került. A stúdiumokat nagy szorgalommal végezte, annyira túlhajtotta magát, hogy 1836 elejére lebetegedett. A diákok ez idő tájt társadalmi helyzetük vagy lakóhelyük szerinti diákegyesületekbe tömörültek, Marx a mintegy 30 tagból álló trieri söregylet, a „Landsmannschaft” tagja, majd később egyik elnöke lett. Barátja ebben az időben Christian Heinrich Wienenbrügge, egy évvel korábban érettségizett gimnáziumi társa volt, akivel közösen béreltek szobát. A filozófiai fakultáson tanuló Wienenbrüggével lezajlott beszélgetéseiknek, vitáiknak bizonyára jelentős szerepe volt abban, hogy Marx érdeklődése ekkoriban a filozófia és a történelem felé kezdett fordulni, de e változáshoz hozzájárult az is, hogy a filozófiai karon sokkal ismertebb tanárok adtak elő, mint a jogin. Schlegel ekkori hatása Marxra vitathatatlan, de Friedrich Gottlieb Welcker klasszika-filológus is kiemelkedett az egyetemi oktatói karából, mint aki magával ragadta hallgatóságát.
A tanulás mellett Marx aktívan részt vett a söregylet összejövetelein, melyet erős poroszellenesség jellemzett, így sokszor verekedésekig fajuló összeütközéseik voltak a többnyire nemesi származásúakat tömörítő bajtársi egyletekkel. 1836 augusztusában Marx párbajban is részt vett a „Borussia”-egylet egyik tagjával, melyben vágást szerzett a bal szeme fölé. Az eset apja mélységes felháborodását váltotta ki, aki elérkezettnek látta az időt az azonnali egyetemváltásra. „Amikor 1836 augusztus végén Marx elment Bonnból, már folyt az egyetemi bírónál a vizsgálat, s ezt végül csak a diák távozása miatt szüntették be.” Ez azonban alapvetően nem a párbaj miatt következett be, apja előrelátóan 1836 elején figyelmeztette fiát, hogy ne vásároljon túl sok könyvet, mert Berlinben fogja tanulmányait folytatni. Heinrich Marx nyilatkozata az egyetem részére fia egyetemváltásával kapcsolatban 1836. július 1-jén kelt, Marx tehát a párbajt valószínűleg annak tudatában vállalta, hogy a vizsgálatot elegendő idő hiányában nem lehet lefolytatni ügyében, így nem kockáztatta az eltanácsolást. 1836. augusztus 22-én kelt egyetemi végbizonyítványa a stúdiumok esetenként „kiváló szorgalommal és figyelemmel” történt elvégzéséről tanúskodik. Magatartására vonatkozóan, a párbaj ügy mint „tiltott fegyverviselés” bekerült végbizonyítványába.

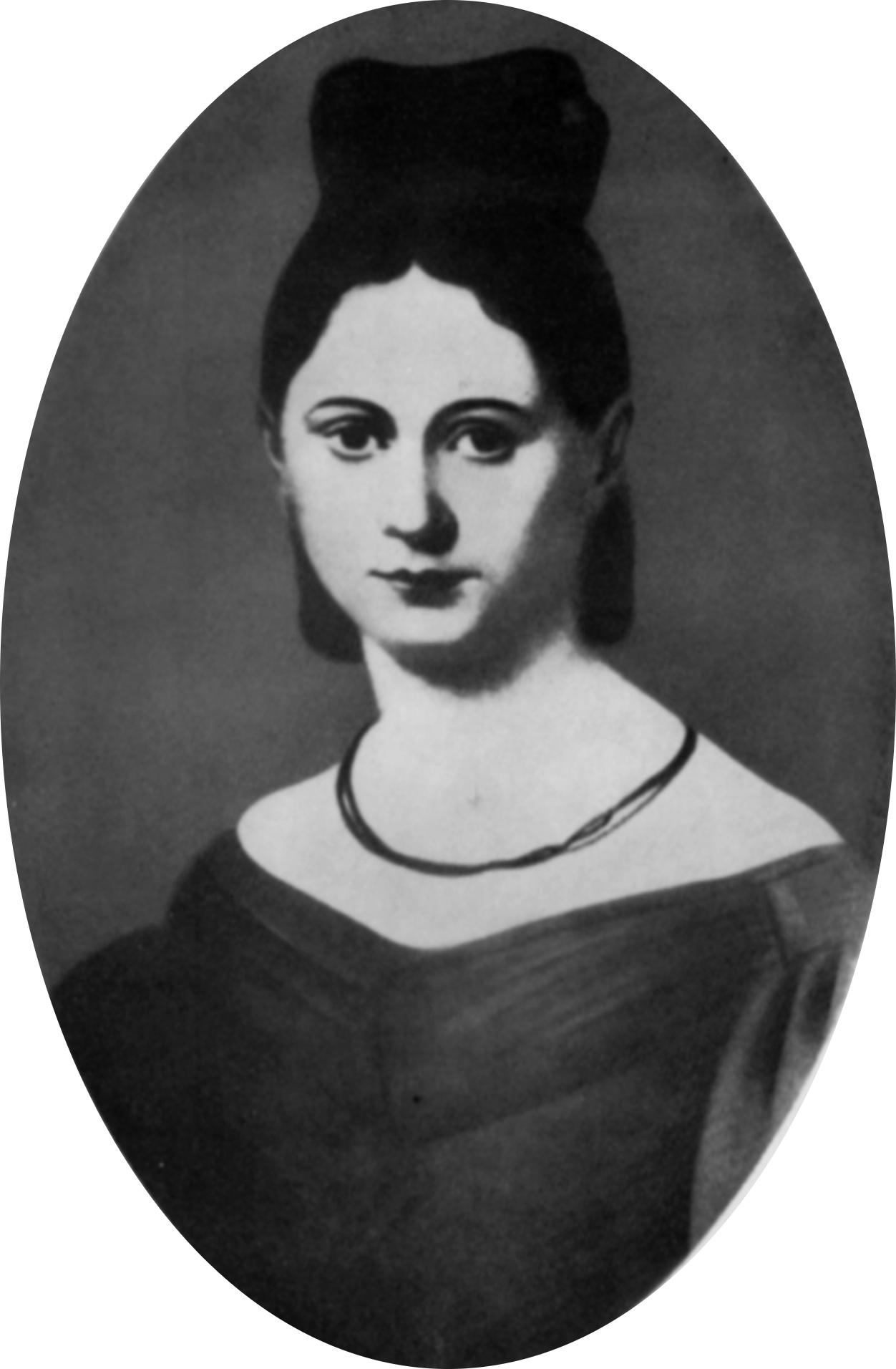
Jenny von Westphalen (1830 körül)

A 18 éves Marx a bonni egyetem befejezése után nyári szünetre hazautazott és titokban eljegyezte gyerekkori játszópajtását, a nála négy évvel idősebb, nemesi származású Jenny von Westphalent. Ezzel egyszerre három vonatkozásban hágta át kora uralkodó rendi erkölcsi normáit, először a titkos eljegyzés, másodszor a polgári és nemesi rendi elkülönülés megsértése, harmadszor pedig akkoriban elképzelhetetlen volt, hogy a menyasszony idősebb legyen kérőjénél. Marx beavatta az apját a dologba, de leendő apósa, Ludwig von Westphalen – akit már gyerekkora óta ismert és atyai jó barátként szellemi fejlődésére nagy hatást gyakorolt – csak 1837 márciusában adhatta hozzájárulását az eljegyzéshez. „Szerelmük mélységes és bensőséges volt, s az is maradt mindvégig. Leányuk, Eleanor mondta egyszer: Jenny von Westphalen nélkül apja sohasem lehetett volna az, aki volt.” Ez a szenvedélyes szerelem erőteljesen hozzájárult Marxnak a következő évek folyamán lezajlott gyors szellemi és személyiségbeli fejlődéséhez. Számos akadályt leküzdve, hét évnek kellett eltelnie, mire feleségül vehette jegyesét.

##### Berlin
1836 október közepén Berlinbe utazott. Mivel ekkoriban még nem volt vasút Trier és Berlin között, az utat postakocsin, öt nap alatt tette meg. Október 22-én beiratkozott a Friedrich Wilhelm Egyetem jogi karára. Az európai hírű berlini egyetem a bonnitól nemcsak méretében tért el – háromszor annyi hallgatója volt –, hanem követelményeinek lényegesen magasabb színvonalában is. Az oktatói karban igazi nemzetközi szaktekintélyek voltak: Christoph Wilhelm Hufeland (orvostudomány), Johann Gottlieb Fichte (filozófia), Friedrich Schleiermacher (teológia), Heinrich Julius Klaproth (orientalisztika), Barthold Georg Niebuhr (római történelem), Friedrich Carl von Savigny (római jog), Leopold von Ranke (történelem) és a legbefolyásosabb Georg Wilhelm Friedrich Hegel, aki 1818-tól haláláig, 1831-ig tanított az egyetemen.
Marx első berlini évét a száraz jogi tanulmányok és a bizonytalan jövőjű, beteljesületlen szerelemmel átitatott romantikus költészeti próbálkozások töltötték ki. Jenny nem levelezett addig vele, míg jegyességüket apja előtt nem legalizálták. Marx viszont attól tartott, hogy Jenny apja nem egyezik bele házasságukba, s ez az ellentmondás rendkívül felfokozta háborgó lelki állapotát. Három füzetnyi verset küldött szerelmének 1836 karácsonyára. Marx életében radikális változások következtek be e szerelmi kapcsolat hatására. Felhagyott korábbi szertelen, kicsapongó életmódjával és egyéni teljesítményével igyekezett méltóvá válni kedveséhez, amire apja is nyomatékosan figyelmeztette leveleiben. Azt tanácsolta, hogy jogi vagy filozófiai mű írásával csiszolja tehetségét, s a lehető legrövidebb úton egyetemi professzori állást szerezzen.
Az első téli szemeszteren két jogi tantárgyat hallgatott, így a konzervatív Savigny és a haladó nézeteket képviselő, liberális Hegel tanítvány, Gans jogfelfogásbeli vitáinak kellős közepébe került. Harmadik stúdiumként a Schelling tanítvány, Steffens antropológiai előadásait látogatta. Egyre jobban érdeklődésének előterébe került a filozófia, 1837 elején apja tanácsát is megfogadva egy monumentálisnak szánt jogfilozófiai művet kezdett írni, amiből megszületett mintegy 300 oldal, de annyira elégedetlen volt vele, hogy félbehagyta. Tudományos alkotási kísérletének kudarca visszatérítette az irodalomhoz, Oulanem címmel belekezdett egy sorstragédia írásába, ami szintén befejezetlen maradt. Scorpion und Felix címmel szatirikus regényt, továbbá verseket írt, melyek kevés irodalmi értékkel bírnak, viszont jól tükrözik szellemi fejlődését. Ekkoriban sokat és sokfélét olvasott; élete végéig megtartott szokásává vált, hogy olvasmányairól kivonatokat készített. „Az első félév végére egészségét aláásta a szellemi túlterhelés és az idegfeszültség, amelyet a menyasszonyával és annak szüleivel való kapcsolatának tisztázatlansága okozott. Jenny ugyanúgy szenvedett ettől a helyzettől; nehezen viselte el, hogy jegyességét titkolnia kell családja előtt.” Marx a kritikussá váló helyzetet azzal próbálta megoldani, hogy 1837 márciusában levélben megkérte Jenny kezét szüleitől, akik hozzájárultak a frigyhez. Jenny tartós hallgatása a túlhajtott munkával társulva súlyos pszichés és szellemi válságot, illetve betegséget okozott az ifjú Marxnál. Orvosi javallatra kiköltözött vidékre, Stralau faluba, ami jelentős mértékben hozzájárult gyógyulásához. Szellemi tekintetben eltávolodott a romantikától, illetve Kant, Fichte idealizmusától, s Hegel filozófiája ragadja meg egyre jobban. Hegel bölcseletét azonban nem egycsapásra fogadta be, hanem egy hosszabb folyamat eredményeként. Marx 1837 tavaszán még epigrammákban gúnyolta Hegel „vulgáris gondolkodásmódját” és „homályos nyelvezetét”, a nyáron azonban Stralau nyugalmában elolvasott minden hozzáférhetőt Hegeltől, s egyre jobban a hatása alá került. Csatlakozott az ifjúhegeliánusok „Doktorklub” nevű köréhez, melynek ekkoriban legfontosabb tagjai Adolf Friedrich Rutenberg, Karl Friedrich Köppen és Bruno Bauer voltak. A mindössze huszadik életévében járó Marx intellektuális erejére jellemző volt, hogy a Doktorklub nála 9–10 évvel idősebb, bölcsészdoktor tagjai befogadták maguk közé, s egyenrangú szellemi partnerként ismerték el, annak ellenére, hogy még évekig semmilyen jelentős publikációt nem mutatott fel. Az első berlini év alatt hatalmas változások zajlottak le benne, aminek történetét egy összegző levélben világította meg apjának. Ebben kifejezte azt a szándékát is, hogy apja tanácsainak megfelelően az egyetemi pálya felé menjen a jogi (ügyvédi vagy államigazgatási) helyett. Apja válaszlevelében mélységes csalódását tolmácsolta, viszonylag erélyesen korholta fiát, amiért nem iparkodik teljesíteni szülei elvárásait, és számára értelmetlen dolgokra pazarolja energiáját. Az elkerülhetetlenül érlelődő összecsapás apa és fia között elmaradt, mivel Heinrich Marx 1838. május 10-én elhunyt, és így Marx élete végéig szeretettel őrizhette meg emlékezetében.

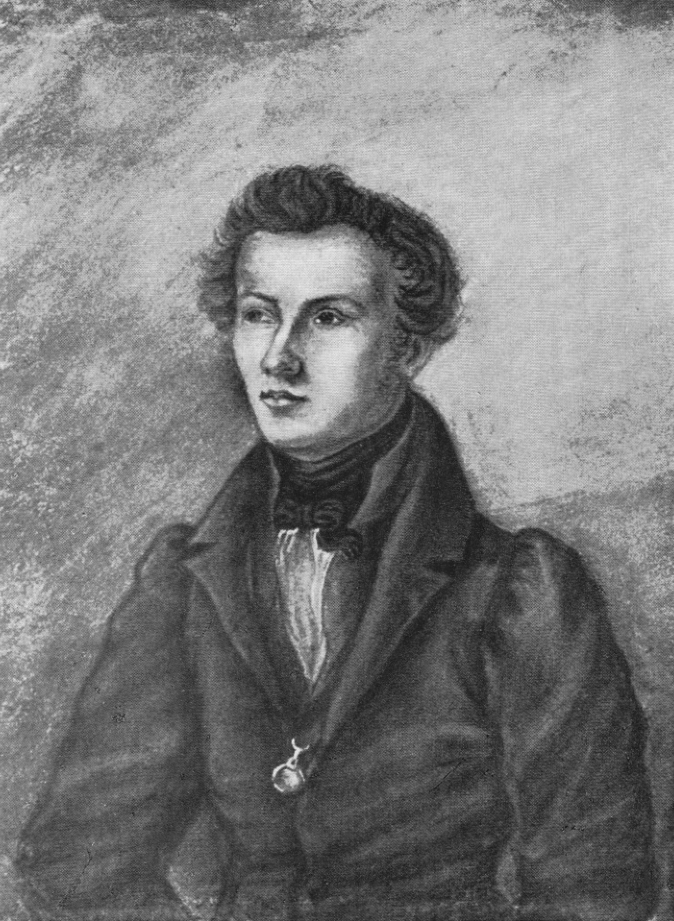
Bruno Bauer

Legjobb barátja hamarosan a teológus, valláskritikus Bruno Bauer lett, aki a bonni egyetemre való 1839-es kinevezéséig nagy hatást gyakorolt rá. Szellemi társként és egyfajta mentorként ekkor még leendő egyetemi karrierjének elindulását szándékozott segíteni. Bauer Bonnba való eltávozása után Marx Köppent fogadta legjobb barátjául. Az ifjúhegeliánusok közül elsőként politikai harcba bocsátkozó Köppent ez az intellektuális kapcsolat valósággal lenyűgözte, 1840-ben megjelent könyvét Marxnak dedikálta, egy későbbi levelében pedig „gondolat-gyárnak” titulálta.
Végbizonyítványa arról tudósít, hogy Marx 1839-től jogi tanulmányait nem folytatta, egyetemi stúdiumait pedig minimalizálta. Az 1839-es nyári szemeszteren csupán barátja, Bruno Bauer előadásait hallgatta Ézsaiásról, az 1839–40-es téli és az 1840-es nyári szemesztereken semmilyen tantárgyat nem vett fel, illetve az 1840-es téli szemeszteren is csupán egy Euripidész-stúdiumot végzett. Idejének nagy részét filozófiai vizsgálódásainak szentelte: „1839 és 41 között feljegyzéseinek tanúsága szerint elsősorban Hegel természetfilozófiáját, Arisztotelész értekezését a lélekről, Spinoza leveleit, Leibniz, Hume és a kanti iskola filozófiáját tanulmányozta.” A Füzetek az epikuroszi, a sztoikus és a szkeptikus filozófiáról című hét jegyzetfüzete szerint az 1838–39-es téli szemeszterben nekilátott az Arisztotelész utáni ókori filozófia megismeréséhez, abból a célból, hogy összefoglaló munkát írjon róla, melynek részét képezte volna doktori disszertációjának tárgya: Epikurosz és Démokritosz természetfilozófiájának összehasonlítása. A téma megválasztásánál egyfelől Hegel Religionsphilosophie című műve, másfelől Bauer hatása érvényesült. Hegel rendkívül elmarasztalóan ítélte meg e három filozófiai irányzatot, ellenben Bauer az emberi öntudat fejlődésének filozófusait látta bennük, akik gondolataikkal megtermékenyítették az őskereszténységet, s tanaiknak fontos szerepet tulajdonított a kortárs liberális burzsoázia forradalmi ideológiájának formálásában. Marxot azonban ezentúl a filozófia alapkérdése, a gondolkodás és a lét viszonya érdekelte, az, hogy a filozófiának milyen szerepe lehet a világ gyakorlati átalakításában.

##### Doktori disszertációja
Marx először a berlini egyetemre, nyomtatásban szándékozott beadni doktori dolgozatát, de a dolgozat ateista szellemisége miatt számíthatott rá, hogy az egyetem teista professzorai – többek között Friedrich Julius Stahl – akadályokat gördítenek disszertációja elfogadása elé. Időközben barátai, főleg Bauer sürgették, hogy gyorsítsa fel a doktori cím megszerzését. Így a jénai egyetem mellett döntött, amelyről köztudott volt, hogy ott könnyebben lehet doktori fokozatot szerezni, s lemondva a dolgozat időigényes kinyomtatásáról, kézírásos példányt adott be elbírálásra. 1841. április 6-án küldte el A démokritoszi és epikuroszi természetfilozófia különbsége (Differenz der demokritischen und epikureischen Naturphilosophie) című disszertációt Karl Friedrich Bachmann professzornak, a jénai egyetem filozófiai dékánjának, aki már 13-án a kari tanács elé terjesztette „kiválóan érdemesnek ítélem” kifejezéssel summázott értékelését. A dolgozat színvonala magasan a követelmények fölötti tudományos teljesítményt mutatott fel, így 15-én, vizsga nélkül, rekordidő alatt kapta meg a minősítést.
Marx a doktori diplomával a birtokában Trierbe utazott azzal a szándékkal, hogy feleségül veszi több mint négy éve eljegyzett kedvesét, Jenny von Westphalent. Anyja azonban nem járult hozzá az apai örökrész kifizetéséhez – minthogy fia ügyeit rendezetlennek ítélte –, s ezáltal meghiúsította az esküvőt. Ettől fogva anyjával való kapcsolata meglehetősen hűvössé vált. Ugyanakkor Jenny is konfliktusba került féltestvérével, Ferdinand von Westphalennel, aki makacsul ellenezte a házasságukat.

### Az egyetemi karrier akadályai
Marx és Bauer elégedetlen volt az Arnold Ruge kiadásában megjelenő Hallische Jahrbücher radikalizmusával, ezért 1841. március végén felvetették, hogy Archiv des Atheismus címmel alapítanak egy új folyóiratot, amely kendőzetlenül képviseli az ateizmust. A lappal kapcsolatos teendők megbeszélésére júliusban Marx meglátogatta Bonnban barátját, ekkor még azzal a reménnyel, hogy valószínűleg hamarosan az ottani egyetemen fog tanítani. Néhány hét múlva azonban Bauer helyzete ingataggá vált, mivel augusztus 20-án Eichorn kultuszminiszter kikérte a teológiai fakultások véleményét azzal kapcsolatban, hogy Bauer nézetei összeegyeztethetők-e egyetemi állásával. A fakultások 15:11 arányban kiálltak mellette, de feltételeik a megbélyegzéssel voltak egyenértékűek. Októberben a király, IV. Frigyes Vilmos utasítására megindult a megtorlás az ifjúhegeliánusok ellen. Bauernek megtiltották az előadásokat az egyetemen, Köppen megrovásban részesült és a már korábban állásából eltávolított Rutenberggel együtt mindketten rendőri felügyelet alá kerültek. Marx esélyei az egyetemi karrierre vonatkozóan néhány hónap leforgása alatt jelentősen csökkentek, bár egy ideig még nem tett le tervéről teljesen. Időközben világnézeti, politikai fejlődése folytatódott, s kezdett fokozatosan eltávolodni Bauer elvont ateizmusától. August von Cieszkowski nyomán a tett, a gyakorlat filozófiája izgatta, ami logikusan elvezette a politikai érdeklődés felé, s ezáltal közeledett a radikalizálódó Rugéhoz.
Mintegy féléves Bonni tartózkodása alatt megismerkedett az egyetem befolyásos professzoraival, a közélet helyi szereplőivel, és számos új barátságot kötött. Az egyetem professzorai igen negatív benyomást tettek rá, viszont a „Kölni Kör” tagjaival létrejött ismeretségei jelentősen befolyásolták életét. Közeli barátságba került a kör egyik vezető tagjával, Georg Jung jogi doktorral, akivel még a berlini Doktorklubból futólag ismerték egymást, illetve Moses Hess filozófussal, aki a kommunizmus korai, utópista elméletének egyik legelső németországi képviselője és egyúttal rendkívüli agitációs képességekkel rendelkező egyéniség volt. A körhöz tartoztak a felemelkedőben lévő liberális rajnai burzsoázia reprezentánsai, Ludolf Camphausen, 1848-ban porosz miniszterelnök, David Hansemann, 1848-ban porosz pénzügyminiszter, Gustav Mevissen, a Rajna Vasúttársaság későbbi elnöke, s számos haladó értelmiségi, akik családilag kötődtek e nagyvállalkozói körhöz, például Dagobert Oppenheim, a Salomon Oppenheim & Cie bankház tulajdonosának testvére, de Johann Heinrich Stein kölni bankár vejeként Georg Jung is. A poroszországi liberális ellenzék vezetőjének számító Kölni Kör, 1841 őszén egy napilap, a hamarosan megjelenő Rheinische Zeitung alapítását készítette elő, így a fiatal Marx a kialakulóban lévő rajnai burzsoázia politikai szervezkedésének kellős közepébe került.

### Forradalmi demokratává válása
Időközben a hatóságok 1841 nyarán betiltották a Hallische Jahrbüchert, mire kiadását Ruge áthelyezte a Poroszországon kívüli Drezdába, a nevét pedig Deutsche Jahrbücherre változtatta. Amint a folyóiratterv híre eljutott Rugéhoz, a szerzők és az olvasók átpártolásától való félelmében azonnal radikálisabbá tette a Deutsche Jahrbücher politikai irányvonalát. Marxék, tapasztalván a felzárkózást Ruge részéről – új folyóiratának programjában a polgári demokratikus szabadságjogokért, a radikális humanizmusért folytatott harc szerepelt – bár nem adták fel teljesen laptervüket, már semmilyen gyakorlati lépést sem tettek realizálása érdekében. Ebben annak is része volt, hogy Marx és Bauer együttműködése 1841 végétől gyengülni kezdett, ami nagy sikert aratott közös szatirikus művük – Az utolsó ítélet harsonája az ateista és antikrisztus Hegel felett (Die Posuane des Jüngsten Gerichts über Hegel den Atheisten und Antichristen) – második kötetének munkálatainál jelentkezett. Miközben Bauer szokásos gyorsaságával megírta részét a könyvben, Marx halogatta a keresztény művészetet és a hegeli jogfilozófiát taglalandó saját penzumának formába öntését. Az írást Marx személyes krízishelyzete akadályozta. 1842 januárjától Trierben tartózkodott, mivel Jenny apja és egyben atyai jó barátja, Ludwig von Westphalen súlyosan megbetegedett, majd 1842. március 3-án meghalt, ami nagyon megviselte. Az okokhoz hozzáadódott anyjával való konfliktusainak elmélyülése, melynek következményeként trieri tartózkodása alatt nem otthon lakott, ráadásul pedig saját betegsége is. „A dolog magyarázata nyilván az, hogy 1841 és 1842 fordulóján új szakasz kezdődött a fiatal Marx eszmei fejlődésében; ebben a szakaszban fejeződött be forradalmi-demokratikus nézeteinek kialakulása, Marx ekkor egyesítette közvetlenül a filozófiát a politikával.” Ez a változás Bauertól való eltávolodásában, illetve politikai tekintetben Rugéhoz, míg elméletileg Feuerbachhoz való további közeledésében nyilvánult meg. Marx a legkomolyabban vette az ifjúhegeliánusok gyakran hangoztatott elvét, hogy „a filozófiának gyakorlattá kell válnia”, első sajtóbeli nyilvános színre lépése a politikai publicisztika műfajában történt volna a sajtószabadság témakörében, Megjegyzések a legújabb porosz cenzúrautasításról című cikkével, ám a cenzúra ezt meghiúsította.

### Marx és Feuerbach

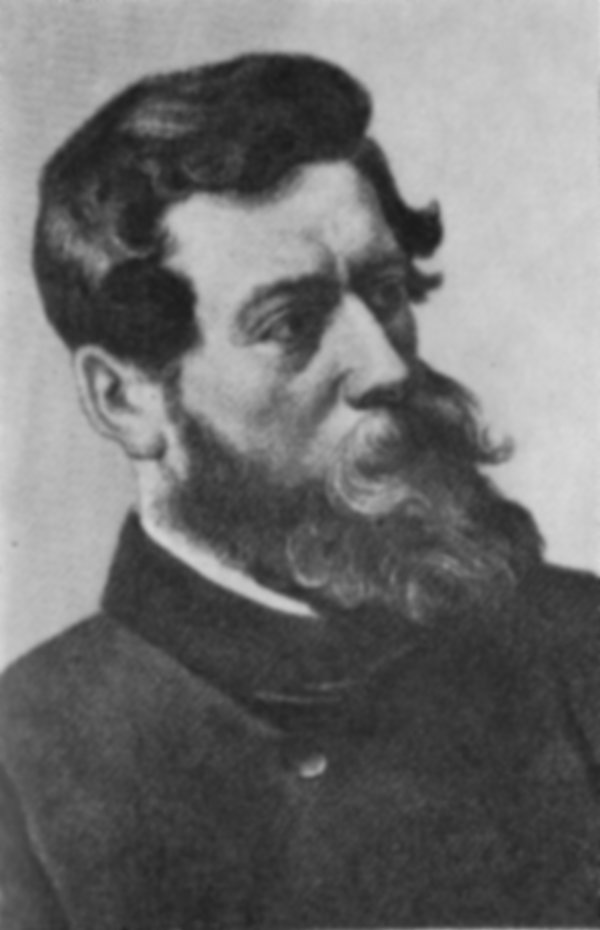
Ludwig Feuerbach 1840 körül

1841 novemberében megjelent, s hatalmas vitákat generált Ludwig Feuerbach fő műve A kereszténység lényege (Das Wesen des Christentum) címmel, melynek materialista valláskritikája kortársai idealista valláskritikájánál radikálisabb volt, s egyúttal Hegel filozófiáját alapjaiban bírálta. „A hagyományos marxista álláspont szerint Feuerbach »hatását« Marxra A kereszténység lényege (1841) megjelenésétől számítják, holott éppen ez a mű hatott legkevésbé Marxra. Viszont igen jelentős szerepet játszott Marx fejlődésében az 1839-es Hegel-kritika és az 1843-as Alapelvek.” Feuerbach materialista filozófiai fordulata A hegeli filozófia kritikájához című tanulmányával vált teljessé, amely harmadik publikációja volt a Hallische Jahrbücherben, Arnold Ruge folyóiratában. Ez akkora elismerést hozott számára a német ellenzéki mozgalomban, hogy egycsapásra egyik legbefolyásosabb filozófiai vezetőjükké vált. Mindez úgy, hogy Feuerbach materializmusának tényleges jelentőségét Marxon kívül senki sem fogta fel s fogadta el. Feuerbach Marxra gyakorolt hatása alapvetően természetfilozófiai jellegű volt, amely 1839-ből eredeztethető. Marx „Feuerbach-kultusza” a csúcspontját nem 1841-ben, A kereszténység lényegé-nek megjelenése idején érte el, hanem 1844–45-ben, amikor Marx reményeket fűzött Feuerbachnak a gyakorlati politikai küzdelembe való bevonásához. E hatásbeli tetőpont egyik legfontosabb eleme A jövő filozófiájának alapelvei publikálása 1843-ban. Marx 1843-as fokozódó érdeklődése Feuerbach filozófiája iránt annak tulajdonítható, hogy felismerte hasonló irányú fejlődési pályáját, így hatása nem pusztán abban nyilvánult meg, hogy átvett bizonyos gondolatokat, világszemléletet tőle, hanem tudati megerősítést jelentett számára az azonosság, hiszen „fej fej mellett”, mindketten a filozófia „terra incognita”-ján jártak. Filozófiai fejlődésük párhuzamosságát az a filológiai tévedés is szemlélteti, amely 1967-ig Marxnak tulajdonított egy álnéven publikált Feuerbach „önrecenziót”.

### ARheinische Zeitung

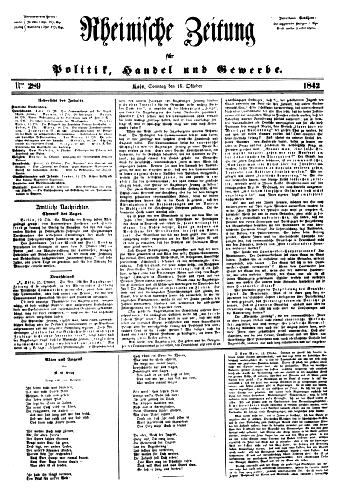
A Rheinische Zeitung 1842. október 12-i számának címoldala

A Rheinische Zeitung 1842. január 1-jétől jelent meg, s tulajdonosainak kívánsága szerint elsősorban a Rajna-vidéki burzsoázia gazdasági érdekeit kellett volna képviselnie. Első kvázi főszerkesztőjének a neves közgazdászt, Friedrich Listet nem sikerült megnyerniük, viszont ajánlására egyik tanítványa, dr. Höffken kapta meg a pozíciót. Moses Hess rendkívül csalódott volt, hogy a lap kulcspozíciója helyett csupán társszerkesztői posztot kapott, hiszen a lap elindulásának megszervezésében jelentős szerepet töltött be. Gyorsan kiderült, hogy Höffken alkalmatlan a feladatra, mivel az olvasók számára érdektelen közgazdasági cikkek túlsúlyba kerültek szerkesztői tevékenysége nyomán, nem volt érzéke a cenzorral való kapcsolattartáshoz, és mérsékelt liberális irányvonala miatt összekülönbözött a többi társszerkesztővel is, akik körében az agitátor Moses Hess ifjúhegeliánus radikalizmusa egyre nagyobb befolyásra tett szert. Marx kezdetben nem vett részt az újság gyakorlati szervezésében, de már a tervezési fázistól figyelemmel kísérte születését, s háttértanácsadóként, ötletgyárosként felkeltette alapítóinak figyelmét. Így amikor Höffken január 18-án lemondásra kényszerült, Marx javaslatára korábbi berlini barátját, a forradalmi nézetei miatt gimnáziumi tanári állásából felfüggesztett és rendőri felügyelet alatt álló Rutenberget tették meg főszerkesztőnek. Rutenberg azonban szintén alkalmatlannak bizonyult e szerepkör betöltésére, melyet Marx már néhány hónappal később, önkritikusan maga is beismert. A Rheinische Zeitung tényleges irányítása dr. Rave (a Rheinische Allgemeine Zeitung egykori főszerkesztője), illetve az energikus Hess kezébe került, s a lap februártól az ifjúhegeliánusok harcos ellenzéki orgánumává vált. Ettől fogva színvonalas és olvasmányos cikkei révén Bruno Bauer meghatározó munkatársa lett a Rheinische Zeitungnak, melynek híre országszerte gyorsan terjedt, előfizetőinek száma a kezdeti 400-ról néhány hónap alatt megduplázódott. A tulajdonosok, az előfizetők látványos növekedéséért cserébe, elnézték a számukra túlzott politikai radikalizmust, az ateizmust, a kormányellenességet, mely a cenzúra kezdeti mérsékelt szigora ellenére érvényesült. A berlini hatóságok hamar felfigyeltek a Rheinische Zeitung berobbanására a poroszországi sajtótermékek körébe, annál is inkább, mivel Rutenberg – kissé túldimenzionálva – félelmetes forradalmár hírében állt kormánykörökben. Von Rochow igazságügy miniszter már januárban a „felforgató tendenciájú” újság betiltását követelte, de von Bodelschwingh tartományi elnök közbenjárása egyelőre megmentette, ugyanis kijelentette, hogy „be fog avatkozni a lap irányzatának megváltoztatása érdekében”.
Marx 1842. március végétől körülbelül két hetet Kölnben tartózkodott, ahol személyes kapcsolatba lépett a Rheinische Zeitung stábjával, és megígérte közreműködését, ám mint egyik levelében írta: „Kölni letelepedésem tervét feladtam, mivel az élet ott számomra túl zajos, s a sok jó baráttól nem jut az ember a jobb filozófiához.” Ekkorra Bruno Bauert elbocsátották a bonni egyetemről, Marx pedig végleg elkötelezte magát a független publicista lét mellett. Nagyszabású tervei szerint öt kritikai cikksorozatot írt volna az 1841. május 23-tól július 25-ig tartó 6. rajnai Landtag tanácskozásairól, melynek jegyzőkönyvei akkoriban jelentek meg. Ebből csupán három realizálódott, az első a sajtószabadság kérdésének gyakorlati vonatkozásait, a második a kölni érsek és a kormány közötti konfliktust – ezt a cenzúra betiltotta, s az írás elveszett –, a harmadik pedig a falopási törvényjavaslat vitáját dolgozta fel. Marx április 10-től május végéig Bonnban tartózkodott, ezek voltak utolsó, vidámságban együtt töltött napjai Bruno Bauerrel, aki hamarosan Berlinbe távozott, hogy megpróbálja elintézni a kormánynál újraalkalmazását. Bauer elutazása után Marx beletemetkezett a munkába. A rajnai Landtag sajtószabadságról folytatott vitáinak kritikai elemzéseként megszületett első cikksorozata, amely május 5-től 19-ig jelent meg hat részben a Rheinische Zeitung hasábjain, s nagy sikert aratott.

Május végén öccse, Hermann halála miatt visszautazott Trierbe, ahol hat hetet töltött, kezdetben a szülői házban. Ekkortól anyja végleg beszüntette anyagi támogatását, ami által rendkívül nehéz anyagi körülmények közé került. Az állandó szemrehányások és viták odáig vezettek, hogy Marx az utolsó két hetet egy vendégfogadóban töltötte, s minden kapcsolatot megszakított anyjával. Ez alatt alig tudott valamit dolgozni, ideje nagy része teljesen szétforgácsolódott. Egyetlen jelentősebb cikket tudott csak befejezni, amely szatirikus visszavágás volt az ultramontán Kölnische Zeitung politikai szerkesztője, Karl Heinrich Hermes dühödt támadására.
Július közepén visszatért Bonnba, ahol filozófiai tanulmányainak folytatása során alaposan tanulmányozta Feuerbach műveit, s ekkor még idealista, baloldali hegeliánus álláspontról szándékozott bírálatot gyakorolni fölötte. Emellett megírta második cikksorozatát a kölni érsek törvénytelen letartóztatása ügyében, melyben mind az egyházat, mind az államot saját elvtelenségével szembesítette. A katolikus–protestáns ellentét miatt a vallási kérdés politikailag annyira érzékeny téma volt, hogy a cikk teljesen a cenzúra áldozatául esett, s végül elkallódott. Augusztustól Marx egyre inkább részt vett a Rheinische Zeitung szerkesztésében, s határozott koncepcióját stratégiai kérdésekben is kifejtette.

#### ARheinische Zeitungszerkesztője
Marx 1842. október 15-én vette át a Politika és a Hírek rovatainak szerkesztését, s ebbéli állásában évi 600 talléros fizetést kapott. Vezetése alatt az újság színvonala jelentősen javult, cikkei olvasmányosabbak lettek, s az előfizetők számának növekedése újra nekilendült. Von Schaper tartományi főprezidens november 10-én keltezett jelentésében csalódottan írta az alábbi sorokat: „Augusztus 6-i jelentésemben kifejezett azon reményem, miszerint a Rheinische Zeitungnak magától meg kell szűnnie előfizetőinek csekély száma miatt, sajnálatomra nem vált valóra, sőt megbízható forrásból származó értesüléseim szerint az utóbbi időben jelentékenyen emelkedett ezen újság forgalma, s most állítólag 1800 példány kel el belőle. Minthogy ezen előfizetői létszám elegendőnek látszik arra, hogy biztosítsa a lap fennmaradását, a lap irányzata pedig mind pimaszabbul és ellenségesebben fejeződik ki, ennélfogva most komoly rendszabályokat kell majd alkalmazni vele szemben.”

##### A kommunizmus problémája
Marx mindjárt első szerkesztői napján arra kényszerült, hogy megírja munkássága legelső kommunizmussal foglalkozó cikkét. Az augsburgi Allgemeine Zeitung – főleg Gustav Mevissen és Moses Hess külföldi tudósításai miatt nem alaptalanul – a kommunizmus eszméinek pártolásával vádolta meg a lapot, mivel többek közt tárcarovatában átvette Wilhelm Weitling folyóiratának egyik szeptemberi írását, illetve hírt adott egy tudóskongresszusról, ahol egy szekcióban furieristák javaslatait tárgyalták meg. Marx elismerte, hogy a kommunizmus „rendkívül komoly korkérdés Franciaország és Anglia számára”, és ironikusan kritizálta a konkurens lap felületességét: „Nem vagyunk olyan művészek, hogy egyetlen frázissal elintézzünk olyan problémákat, amelyek megoldásán két nép dolgozik.” Miután ellentámadással elterelte a figyelmet a vádakról, azzal vonult vissza, hogy túl keveset tud a témáról ahhoz, hogy érdemben tudna róla nyilatkozni:

„A »Rheinische Zeitung«, amely a kommunista eszméknek mostani alakjukban még elméleti valóságosságát sem ismerheti el, tehát még kevésbé kívánhatja, vagy akárcsak tarthatja lehetségesnek gyakorlati megvalósításukat, ezeket az eszméket alapos kritikának fogja alávetni. Hogy azonban olyan írásokat, mint amilyenek Leroux-éi, Considérant-éi és mindenekelőtt Proudhon éleselméjű műve, nem felszínes pillanatnyi ötletek alapján, hanem csak hosszantartó és mélyreható tanulmányozás után lehet kritizálni, azt az augsburgi is belátná, ha többet kívánna és többet tudna nyújtani, mint szalonfrázisokat.”

– Karl Marx,  

Marx ügyesen manőverezett, kitért a rá jellemző megsemmisítő intellektuális ütközet elől, de megsokszorozott erővel tanulmányozni kezdte a különböző utópista szocialista szerzők munkáit. Ezen az őszön olvasta Étienne Cabet Utazás Ikáriába (Voyage en Icarie, 1842), Victor Considerant Destinée Sociale (1834–38), Théodore Dézamy Calomnies et Politique de M. Cabet (1842), Charles Fourier A négy mozgás és az általános rendeltetések elmélete (Théorie des Quatre Mouvements et des Destinées Generales, 2. kiad. 1841), Pierre Leroux De l’Humanité (1840), Pierre-Joseph Proudhon Mi a tulajdon? (Qu’ est-ce que la Propriété?, 1841) című műveket.
Az inspirációk között, melyek figyelmét a kommunizmus kérdésére irányították, nem elhanyagolható szerepe volt Moses Hess lelkes, agitatív, személyes befolyásának sem, hiszen társszerkesztőként napi kapcsolatban voltak, másrészt annak a Hess által kezdeményezett, Marx által is látogatott „kommunista” vitaklubnak, melynek tagjai közt volt Georg Jung, Gustav von Mevissen, Heinrich Bürgers, Conrad Schramm, Gerhard Compes, Carl d’Ester, Karl Heinrich Brüggemann és Fritz Anneke. A közvetlen impulzusokon túl, fontos történelmi körülmény volt a brit chartista mozgalom 1842 augusztusi általános sztrájkja, amelynek híre Poroszországba is eljutott, s felélénkítette a munkásmozgalom iránti érdeklődést.

##### Szakítás aSzabadokkal
Azzal, hogy magasabbra tette a minőségi mércét, s konkrét, tényeken alapuló harcot várt el, egyre élesebb konfliktusba került a berlini Szabadok körével, ami hamarosan szakítással végződött. A nézetkülönbségek gyökerei némileg korábbra nyúltak vissza. Bruno Bauer öccse, Edgar Bauer Az arany középút címmel 1842 nyarán publikálta a Szabadok által programadónak tekintett cikksorozatát, amelyben bírálta a délnémet liberálisok elvtelen megalkuvását. Marx taktikai okokból nem értett egyet a cikk ultra radikális irányzatával, s Dagobert Oppenheimnek írott augusztus 25-i levelében alapos kritikát gyakorolt fölötte, felhívta a figyelmet, hogy ez csak arra alkalmas, hogy kiprovokálja a fokozott cenzúrát, s végül a lap betiltását. Már itt utalt rá, hogy a politikai harc mércéje a gyakorlati eredményesség a frázishősködéssel szemben. A konfliktus akkor éleződött ki, amikor 1842 novemberében Ruge és Herwegh látogatást tett Berlinben, s elvi összetűzésbe kerültek a Szabadokkal. Erről Herwegh – Rugéval egyetértésben – a Rheinische Zeitung hasábjain kifejtette kritikus véleményét egy november 29-én megjelent jegyzetében, ami a következő mondattal zárult: „A botrányt, az izgágaságot fennhangon és határozottan el kell ítélni egy olyan korban, amely komoly, férfias és higgadt jellemeket követel magasztos céljainak kiharcolásához.” Marx pedig Rugéhoz írott levelében összefoglalta az akkorra tolerálhatatlanná vált hiányosságokat a Szabadok írásaival kapcsolatban:

„Ön tudja már, hogy a cenzúra naponta kíméletlenül szétszabdal bennünket, úgyhogy a lap gyakran alig tud megjelenni. Ezáltal kiesett a »szabadok« egész tömeg cikke. Ugyanannyit, mint a cenzor, magam is bátorkodtam törölni, mert Meyen és társai halomszámra küldtek nekünk világfelforgatással terhes és gondolatszegény ömlengéseket, pongyola stílusban odakenve, megspékelve némi ateizmussal és kommunizmussal (melyet ezek az urak sohasem tanulmányoztak), hiszen Rutenberg idején, akiből hiányzott mindennemű kritika, önállóság, rátermettség, megszokták, hogy a »Rheinische Zeitung«-ot a maguk akaratnélküli orgánumának tekintsék, én azonban úgy véltem, hogy ezt a szócséplést a régi módon tovább nem szabad megengednem.” […] „Felszólítottam őket, hogy kevesebb homályos eszmefuttatást, nagyhangú frázist, önelégült tetszelgést és több meghatározottságot, több elmélyülést a konkrét állapotokba, több tárgyismeretet hozzanak felszínre.”

– Karl Marx 

Meyen további követelőzésére Marx szakító levéllel válaszolt, Ruge pedig teljes mértékben igazat adott Marxnak. Bruno Bauer még közvetítőként próbált fellépni, de mivel egyértelműen a Szabadok pártján volt, Marx már nem is válaszolt a levelére, így véglegessé vált a szakítás.

##### Országos sajtóbotrány
1842 őszén IV. Frigyes Vilmos király vissza akarván adni az állam keresztény jellegét, jelentősen meg kívánta szigorítani a házasság felbontásának lehetőségét. A törvényjavaslatot szigorú titokban dolgozták ki, de Georg Jung, barátja, Flotwell kelet-poroszországi elnök idősebb fia révén megszerezte, majd bírálatok kíséretében a Rheinische Zeitung október 20-án nyilvánosságra hozta, amivel hatalmas sajtóbotrányt robbantott ki. A liberális lapok mind átvették a közlést, melynek nyomán tömeges társadalmi tiltakozás alakult ki az országban. A király kénytelen volt lemondani a törvény életbe léptetéséről, de a Rheinische Zeitung elleni megtorlások nem maradtak el. Betiltással fenyegetőzve követelte a kiszivárogtató megnevezését, s nyitott kapukat döngetve, követelte a „veszélyes” Rutenberg eltávolítását (arról nem volt információja, hogy ez már megtörtént). Renard felelős szerkesztő erre november 17-én beadvánnyal válaszolt, amelyet természetesen Marx írt. Ebben kifinomult jogi érveléssel védelmébe vette a lap érdekeit, beleegyezett Rutenberg leváltásába, akinek helyére formailag dr. Rave került, s látszatengedményekkel Marx változatlanul vihette tovább a lapot.
Időközben, október végén és november elején, megjelent Marx 3. cikksorozata a 6. rajnai Landtag tanácskozásairól, Viták a falopási törvényről címmel, melynek nyomán vizsgálat indult az ismeretlen szerző kilétének kiderítésére, mert bírálta a „fennálló állami berendezkedést”. Írásával védelmére kelt az elszegényedett parasztoknak a szokásjogon alapuló rőzsegyűjtési joguk érdekében, mivel a szűk látókörű erdőbirtokosok szigorúan büntetendő bűncselekménynek nyilvánították az addigi kihágást. Ez volt az első alkalom, hogy Marx egy írásában gazdasági kérdésekkel foglalkozott, és e cikkének is szerepe volt abban, hogy érdeklődése a közgazdaság tanulmányozása felé fordult.

##### Az első találkozás Engelsszel
1842. november végén Angliába menet Friedrich Engels másodszor is útba ejtette a Rheinische Zeitung szerkesztőségét Kölnben, és ezúttal személyesen is megismerkedtek. Engels erre az eseményre egy 1895-ös levelében így emlékezett vissza:

„Amikor november vége felé (1842-ben) Angliába utaztomban elmentem a »Rheinische Zeitung« szerkesztőségébe, ott találtam Marxot, s ez volt első – igen hűvös – találkozásunk. Marx időközben fellépett Bauerék ellen, azaz visszautasította azt az igényt, hogy a »Rheinische Zeitung« elsősorban a teológiai propaganda, az ateizmus stb. szócsöve legyen ahelyett, hogy a politikai vita és cselekvés eszközéül szolgáljon, s ugyanígy szembeszállt az Edgar Bauer-féle, a puszta kedvtelésből »a legszélesebb gesztusokon« alapuló frázis-kommunizmussal, amelyet egyébként Edgar nemsokára más, ugyancsak szélsőségesen csengő frázisokkal cserélt fel; minthogy én leveleztem Bauerékkel, a szövetségesüknek számítottam, Marxot viszont ők tették gyanússá a szememben.”

– Friedrich Engels

 Első találkozásukat tehát a kölcsönös bizalmatlanság és gyanakvás légköre uralta. Ennek dacára megegyeztek, hogy Engels a lap angliai tudósítója lesz. Együttműködésük zökkenőmentesen indult, rendszeresen érkeztek a tudósítások, melyek magas színvonaluknak köszönhetően, rendre megjelentek.

##### Cenzúra és betiltás
Marx taktikai húzásainak következtében átmenetileg enyhült a cenzúra. Laurenz Dolleschall rendőrtanácsos volt az első cenzor, akivel vezető szerkesztőként napi kapcsolatban volt. Szellemi fölénye folytán azonban sokszor meggyőzte a cenzort egy-egy cikk átengedéséről. Ezért Von Schaper tartományi elnök indítványára leváltották, s december 1-jétől Wiethaus ülnök töltötte be a cenzori tisztséget. Marx azonban hamarosan „átnevelte” őt is, miáltal átengedett számos olyan cikket, amely felháborította a kormányt. Ezek közé tartozott Marx két cikksorozata, az egyik a Leipziger Allgemeine Zeitung betiltása kapcsán, míg a másik A moselvidéki ††-tudósító igazolása című. Marx átlátta, hogy a Leipziger Allgemeine Zeitung és a Deutsche Jahrbücher betiltása egy átfogó offenzívának a része, melyet a kormány a liberális sajtó ellen indított, ezért a kérdést a sajtószabadság általános perspektívájában elemezte. A Mosel-vidéki szőlőtermelő parasztok helyzetének taglalása pedig a Rajna-vidék egyik robbanásveszélyes szociális problémáját feszegette. Januárban megjelentettek egy bíráló cikket az orosz despotizmusról, ami diplomáciai tiltakozáshoz vezetett. Mindez már túl sok volt a kormánynak, és 1843. január 21-én betiltotta a lapot. Az újság megszűnésének határidejét április 1-jére tűzték ki, de addig is a cenzúrát rendkívüli módon megszigorították, sőt kettős cenzúrát vezettek be. Lemondatták Wiethaust, s helyére a belügyminisztérium újsághivatalából egy Saint-Paul nevű miniszteri titkárt küldtek, aki régebben rendszeres résztvevője volt a Szabadok körének, „[…] ennélfogva igen jártas volt az ifjúhegeliánus ideológiában, s így félelmetes cenzor vált belőle. Csodálta Marx jellemszilárdságát és szellemi erejét, s hamar felismerte, hogy ő a lap spiritus rectora, lelke. »Doktor Marx – írta – kétségtelenül a lap elméleti központja, elméleteinek eleven forrása. Megismerkedtem vele, feláldozná az életét is azokért a nézetekért, amelyek meggyőződésévé váltak.«”
A lap betiltása széles társadalmi felháborodást váltott ki. Először az újság részvényesei beadványt juttattak el a királyhoz, hogy semmisítse meg a döntést, majd számtalan levél érkezett ugyanilyen céllal, és végül aláírásgyűjtések indultak a lap megmentése érdekében, melyek egyikét Marx is aláírta, de mindezek sikertelennek bizonyultak. Marxnak az a furfangos ötlete támadt, hogy magára vállal minden kritikus ügyet, miáltal talán elérheti az újság fennmaradását. Addigi névtelenségét feladta, és azt terjesztette magáról – nem teljesen alaptalanul –, hogy tulajdonképpen ő a lapnál a legfőbb, az egyetlen „bajkeverő”, majd látványosan, mintegy politikai tiltakozásként kilépett a szerkesztőségből, de a hatóságokat ezúttal már nem tudta megtéveszteni. A porosz kormány mindazonáltal kísérletet tett Marx megvesztegetésére J. P. Esser revíziós titkos tanácsos, apja egykori barátja útján, aki magas államhivatalnoki állást ajánlott számára, amit Marx visszautasított. A Rheinische Zeitung ügye, harca a szabad sajtóért, összeforrott Marx nevével, mely a korabeli ellenzéki újságok, s egyéb kiadványok révén széles körű ismertségre tett szert és országos rokonszenv övezte.

### Emigrációs tervek

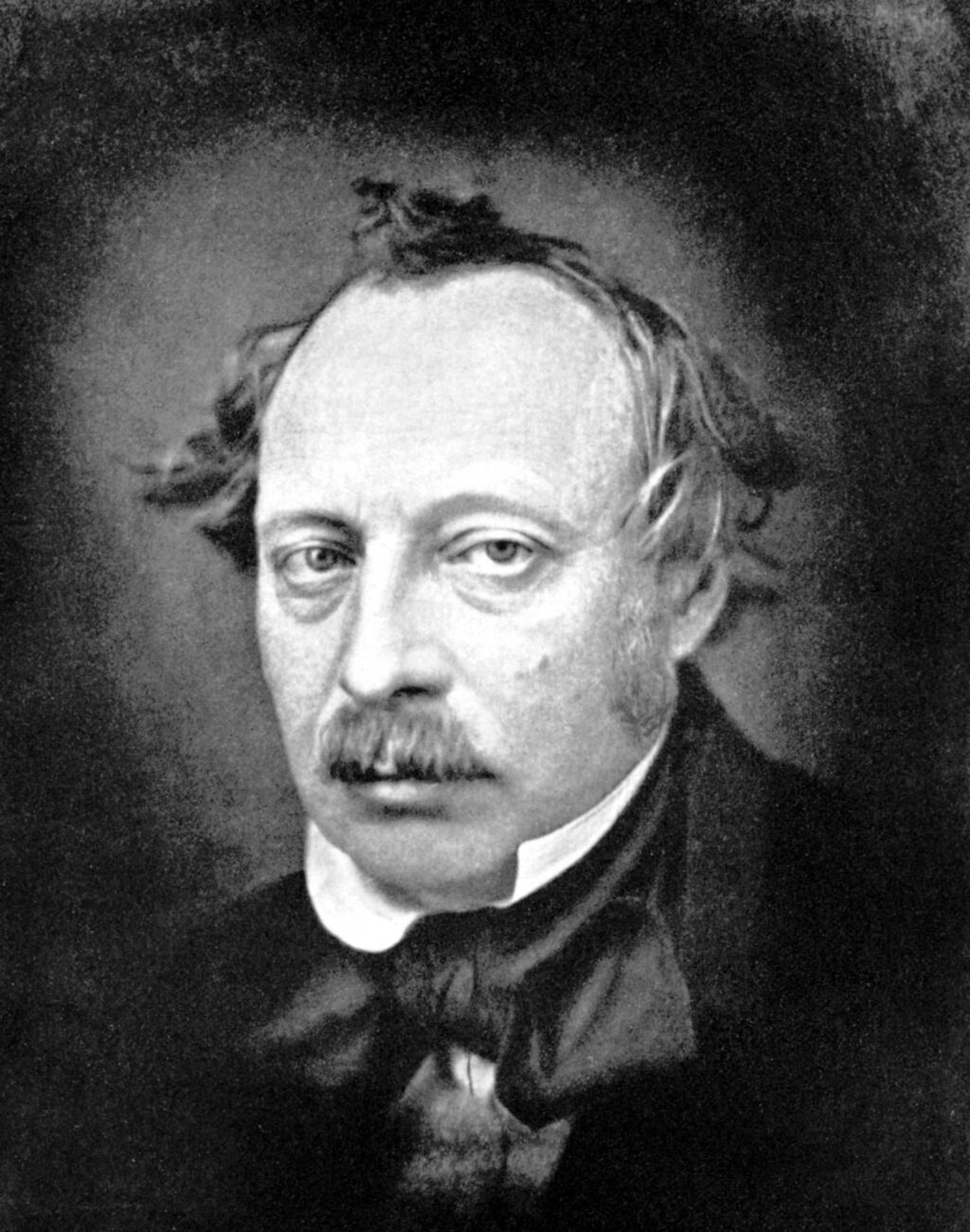
Arnold Ruge

Marx január 25-én így írt Arnold Rugénak: „Komisz dolog szolgamunkát végezni még a szabadság érdekében is, s tűkkel hadakozni husángok helyett. Belefáradtam a képmutatásba, az ostobaságba, a nyers tekintélybe, s a mi simulásunkba, hajlongásunkba, hétrét görnyedésünkbe és szőrszálhasogatásunkba. Tehát a kormány jóvoltából ismét szabad vagyok.” Következő sorai megvilágítják, hogy is érti ezt, további életét emigrációban képzeli el: „Ha úgy adódnék, hogy netán Zürichben Herweghgel a »Deutsche Boté«-t szerkesszem, ennek nagyon örülnék. Németországban semmit sem kezdhetek többé. Itt az ember meghamisítja önmagát.” Ezzel egyidejűleg, Ruge megújított formában szintúgy Svájcban szándékozott kiadni a Deutsche Jahrbüchert, s ő is hívta Marxot, hogy szerkesszék együtt. Ruge február 17-én már azt írta barátjának, hogy: „Megállapodásra jutottam ez ügyben Marxszal, aki elhagyja Kölnt.” Marx viszont hamarosan új koncepcióval állt elő, s március 13-án írt levelében felvetette a Deutsch–Französische Jahrbücher szimbolikus helyszínű, strasbourgi kiadásának ötletét. Forradalmi körökben már elterjedt törekvés volt a német és a francia erők egyesítése. Ruge ezt egy elsősorban filozófiai folyóirat, míg Marx a szociális elemet hangsúlyozó politikai folyóirat formájában képzelte el. Otto Wigand végül visszalépett az új folyóirat kiadásától, s Marxék Julius Fröbellel társultak. Marx és Fröbel májusban Drezdába utazott Rugéhoz, hogy személyesen üssék nyélbe közös tervüket. Marx Rugéval történt megállapodásának megfelelően évi 550–600 tallér fix jövedelemre, plusz 250 tallérig terjedő írói tiszteletdíjra számíthatott, s ez a biztosnak tűnő perspektíva elhárította az akadályt a hét éve várt házasság elől.
A Rheinische Zeitung politikai publicisztikája során szerzett konkrét társadalmi tapasztalatai előrevitték fejlődésében, de a feszített gyakorlati tevékenység azzal a hátránnyal járt, hogy nem maradt ideje a rendszerezésre, az elméleti általánosításra. Ezért az újságtól való kilépését felszabadulásként élte meg, s emigrációját megelőző fél évben a házasság realizálásával párhuzamosan belevetette magát az elméleti munkába. Ennek az időszaknak legjelentősebb műve A hegeli jogfilozófia kritikájához (Zur Kritik der Hegelschen Rechtsphilosophie) címet kapta, melynek megírását még 1842-ben kezdte, s most újra elővette, átdolgozta és kibővítette. A könyvnyi terjedelműre duzzadt mű kéziratban maradt, először 1927-ben jelent meg. Fontos állomásként tanúskodik Marx gondolkodásának fejlődéséről, az idealizmusról a materializmusra való áttéréséről.

### Házasságkötés
A jegyesség évei alatt egyre nagyobb nehézségek jelentkeztek az egybekeléssel kapcsolatban. Időközben a házasságot támogató Heinrich Marx és Ludwig von Westphalen elhunytak, s az ellenzők tábora mindkét családban megerősödött. Marxot anyja biztos pénzkeresettel rendelkező pályára ösztönözte, hogy apja elhunyta után átvegye a családfenntartó szerepét, aki viszont erre nem volt hajlandó, s saját útját járta. Mire ő beszüntette fia anyagi támogatását, sőt nem adta ki neki az apai örökséget sem, meghiúsítva ezzel házassági szándékát. Kedvese, Jenny von Westphalen családja, amely bár egyfelől, anyai ágon skót főnemesi ősökkel, másfelől, apja révén porosz arisztokrata felmenőkkel bírt, egyáltalán nem volt gazdag, mivel földbirtokkal nem rendelkezett. A házasságnak két határozott ellenzője volt a családban, az egyik Jenny bátyja, az „egoista” Heinrich Georg von Westphalen, másik pedig apja korábbi házasságából származó idősebb féltestvére, a pietista Ferdinand von Westphalen, aki 1850-től 1858-ig, az ország legreakciósabb korszakában Poroszország belügyminisztere lett. Csak tartós szerelmüknek köszönhető, hogy sikerült legyőzniük a mindkettejük családja részéről fennálló ellenállást.
Marx az anyagi kilátások biztosítása után Kreutznachba utazott menyasszonyához, ahol 1843. június 12-én közjegyző előtt aláírták házassági szerződésüket. Marx ekkor már materialista világnézetű volt, s hamarosan úgy vélekedett, hogy „A vallás a szorongatott teremtmény sóhaja, egy szívtelen világ lelke, mint ahogyan szellemtelen állapotok szelleme. A vallás a nép ópiuma.”, az egyházi esküvő elutasítását azonban már nem vállalta. A helyi protestáns templomban megrendezett ünnepélyes szertartásra, illetve a polgári anyakönyvi bejegyzésre június 19-én került sor.
Házasságuk alatt felesége hét gyermeket szült, de közülük csak három lány, Jenny Marx (1844–1883), Laura Marx (1845–1911) és Eleanor Marx (1855–1898) érte meg a felnőttkort. (A Marx-kutatók többsége által elfogadott, közvetett bizonyítékok sora utal arra, hogy 1851. június 23-án Marxnak a házvezetőnőjüktől, Helen Demuthtól is született egy házasságon kívüli gyermeke, Henry Frederic Demuth, akinek apaságát Engels átvállalta. Ezt Yvonne Kapp, Eleanor Marx életrajzírója, illetve Terrell Carver, Engels életrajzírója vitatja.) „Marxnak és feleségének kapcsolatáról tőlük maguktól nem sokat lehet tudni, a házastársak egymással váltott leveleiből csak kevés maradt fenn. Laura, aki Engels és Eleanor halála után a Marx-hagyatékot kezelte, szinte minden magánjellegű levelet megsemmisített, mert nem akarta, hogy illetéktelen kezekbe vagy éppen a nyilvánosság elé kerüljenek.” Az viszont kétségbevonhatatlan tény, hogy kapcsolatuk a legnagyobb próbatételeket is átvészelte és életük végéig együtt küzdöttek.
A házasságkötés után néhány hónapot Kreutznachban töltött, melynek során tanulmányozta Niccolò Machiavelli, Montesquieu, Jean-Jacques Rousseau néhány kulcsfontosságú művét, továbbá Anglia, Franciaország, Németország, Lengyelország, Svédország történelmét feldolgozó munkákat, különös részletességgel az 1789-es francia forradalom történetét. Összesen 24 könyvet jegyzetelt ki öt jegyzetfüzetbe és látott el tárgymutatókkal a rá jellemző alapossággal. Az utólag Kreutznachi füzetek névvel illetett füzeteit gondosan megőrizte, rendszeresen átlapozta és még évek múlva is felhasználta írásaihoz. Kreutznachi tartózkodása idején kezdte írni A zsidókérdéshez című tanulmányát, melyet majd Párizsban fejezett be.

### Párizs

#### A Deutsch–Französische Jahrbücher

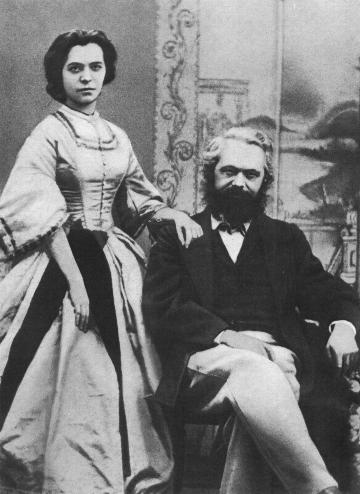
Marx és legidősebb lánya, Jenny

Időközben véglegesen eldőlt, hogy a Deutsch–Französische Jahrbücher kiadásának helye Párizsban lesz. A leendő közreműködők személyére vonatkozó eredeti elképzelések azonban sorra kudarcot vallottak. Ruge párizsi útja során elutasításban részesült Hughes Felicité Robert de Lamennais, Louis Blanc, Alphonse de Lamartine, Pierre Leroux, Étienne Cabet és Victor Considerant részéről, így az eredeti koncepció magva, a német–francia közös jelleg már az elejétől csorbát szenvedett. Cornu szerint: „A kudarc fő oka az volt, hogy a legtöbb akkori francia szocialista és kommunista hívő, vagy legalábbis deista volt, és megbotránkoztak a német radikálisokon, akik elméletüket az istentagadásra és a vallás megszüntetésének alapelvére építették.” Marx minden igyekezete ellenére Feuerbach is udvariasan elhárította a felkérést, illetve Mihail Bakunyin és Georg Herwegh sem tudott részt venni a szerkesztésben. Marx és Ruge mellett csak Engels, Moses Hess, Heinrich Heine és Karl Ludwig Bernays alkotta a munkatársi csapatot, ami messze elmaradt a tervektől.
Marx várandós feleségével október első felében érkezett Párizsba és kezdetben Rugéval egy házban laktak a Rue Vaneau 23. szám alatt. Ruge Marx, Herwegh és Mäurer, illetve házastársaik részvételével megpróbált létrehozni egy lakóközösséget, közös háztartással. Herwegh már az ajánlatot visszautasította, Marxék pedig két hét után elköltöztek.
A folyóirat a nehézségek ellenére elindult, melynek irányvonalát nem beköszöntővel körvonalazták, hanem az előkészítés időszakának levelezését publikálták Ruge által szerkesztett változatban. Ez nyolc levelet ölelt fel, melyekből hármat-hármat Marx és Ruge, egyet-egyet pedig Feuerbach és Bakunyin írt. A terjedelmes programadó szövegekből, legfőképpen Marx szeptemberi, Rugéhoz írt leveléből kiderül, hogy a Deutsch–Französische Jahrbücher spiritus rectora Marx volt. Marx materializmusának kibontakozását mutatja, hogy határozottan óvott a dogmatizmustól és a merev, doktriner konstrukcióktól, ezekkel ellentétben, a valóság vizsgálatát és a gyakorlatot hangsúlyozta: „A jövőt megkonstruálni és egyszer s mindenkorra elintézni mindent nem a mi dolgunk, de annál bizonyosabb az, amit jelenleg el kell végeznünk – minden fennálló kíméletlen kritikájára gondolok, kíméletlen kritikára abban az értelemben, hogy nem fél eredményeitől, és éppoly kevéssé a meglevő hatalmakkal való konfliktustól.” Marx ekkor még forradalmi demokrata volt, de már „szocialista követelésekről”, „szociális igazságról” írt, és szembeállította egymással az „ember uralmát” a „magántulajdon uralmával”. A levelet áthatotta az elkötelezettség a valóságnak megfelelő racionalista gondolkodás iránt, ezzel úton volt a materialista világnézet felé. Itt azonban még csak a tudat reformját tűzte ki elérendő célul, s ebben a tekintetben azonos álláspontot foglalt el Rugéval.

„Semmi sem akadályoz meg tehát bennünket abban, hogy kritikánkat a politika kritikájához, a politikában való pártot foglaláshoz, tehát a valóságos harcokhoz kapcsoljuk és velük azonosítsuk. Akkor nem doktriner módon lépünk a világ elébe egy új elvvel: itt az igazság, itt térdelj le! A világ elveiből fejtünk ki a világnak új elveket. Nem mondjuk a világnak: hagyj fel harcaiddal, ezek ostobaságok; mi odakiáltjuk neked az igazi harci jelszót. Mi csak megmutatjuk neki, hogy voltaképpen miért is harcol, a tudat pedig olyan dolog, amelyet el kell sajátítania, még ha nem akarja is.
A tudat reformja csak abban áll, hogy a világot ráeszméltetjük tudatára, hogy felébresztjük álmából, amelyet önmagáról álmodik, hogy megmagyarázzuk neki saját akcióit. Egész célunk csakis az lehet, hogy – amint ezt Feuerbach is teszi a vallás kritikájában – a vallási és politikai kérdéseknek öntudatos emberi formát adjunk.
Jelmondatunk tehát ez legyen: a tudat reformja, nem dogmák révén, hanem a misztikus, önmaga előtt homályos tudat elemzése révén, akár vallásosan, akár politikailag lép is fel ez.”

– Karl Marx

A párizsi tartózkodás első hónapjai Marx fejlődésében ugrásszerű változást idéztek elő. A korabeli Európa emigráns forradalmárjait összegyűjtő város rengeteg új impulzussal szolgált számára. Szocialista, kommunista, legális és illegális csoportok képviselőivel ismerkedett meg, eszmét cserélt, vitázott velük. Igen fontos ezek közül az Igazak Szövetsége (Bund der Gerechten) nevű szervezet, illetve egyik párizsi vezetőjének, German Mäurernek hatása, annál is inkább, mivel Mäurerrel egy ideig lakótársak voltak, és kiemelhető még Moses Hess, akivel már a Rheinische Zeitung szerkesztésén együtt dolgoztak, de barátság csak Párizsban alakult ki köztük.
Párizsban Marxék fiatal értelmiségi körökben nagy népszerűségnek örvendtek és aktív társasági életet éltek. Gyakran megfordultak Marie d’Agoult híres szalonjában, de egyfajta szalonként működött otthonuk is és több neves író, gondolkodó az állandó vendégkörükhöz tartozott. Az ilyen jellegű pezsgő életvitel nem csak a politikai aktivitást serkentette, hanem barátságok is szövődtek, például Marx és Heinrich Heine között, aki viszonzatlan szerelmet érzett Marx csinos felesége iránt. Marxék jó kapcsolatot ápoltak továbbá az orosz irófejedelemmel Lev Nyikolajevics Tolsztojjal is, és többször megfordultak párizsi rezidenciáján. Arisztokrata körökben egyébként az alacsony és torzonborz kinézetű Marxot a „Mór” („Maure”) gúnynévvel illeték. Lafargue visszaemlékezéseiben megjegyzi, hogy leányai barátjuknak tekintették, nem apának nevezték, hanem viccelődve és iróniával csúfnevén. Megismerkedett Pierre-Joseph Proudhon-nal, akinek „Mi a tulajdon?” című könyvét elismeréssel illette. Hajnalig tartó beszélgetések, viták során összebarátkoztak, Marx megpróbálta bevezetni a hegeliánus filozófiába, amit – később ironikusan megjegyezte – német nyelvtudás híján, Proudon sosem sajátított el alaposan. Barátságuk azonban nem mélyülhetett el, mert Marx gyors szellemi fejlődése következtében egyre kritikusabban viszonyult hozzá, s útjaik elváltak. Marx párizsi ismerősei közé tartozott még Mihail Alekszandrovics Bakunyin is, aki sok évvel későbbi visszaemlékezéseiben így írt róla: „Először 1844-ben, Párizsban találkoztam vele. [...] Akkor ő már sokkal előbbre volt, mint én, és még ma is nemcsak ebben áll felettem, hanem abban is, hogy sokkal többet tud. […] Marx, annak ellenére, hogy fiatalabb volt nálam, már tudós materialista, tudatos szocialista és ateista volt.” Igazi barátság soha nem alakult ki közöttük – személyiségük teljesen eltért egymástól – sőt ellentéteik az idők során csak egyre élesebbé váltak.

#### A hegeli jogfilozófia kritikájához. Bevezetés
Az ezen időszak viharos gyorsaságú változásai Marx életében és gondolkodásában A hegeli jogfilozófia kritikájához. Bevezetés (Zur Kritik der Hegelschen Rechtsphilosophie. Einleitung) című munkájában koncentrálódtak. Marx ebben az írásban egy szellemes összegzéssel lezárja valláskritikai korszakát, s megkezdődik filozófiakritikája, melyben a filozófia megvalósítása formájában törekszik a filozófia megszüntetésére:

„Németországban a vallás kritikája lényegében lezárult, márpedig a vallás kritikája minden kritika előfeltétele.[…]
A vallástalan kritika alapzata: az ember csinálja a vallást, nem a vallás csinálja az embert. Mégpedig a vallás annak az embernek az öntudata és az önérzete, aki vagy még nem szerezte meg önmagát, vagy már ismét elvesztette. De az ember nem valami elvont, a világon kívül kuksoló lény. Az ember az az ember világa, az állam, a társadalom. Ez az állam, ez a társadalom termeli a vallást, egy visszájára fordított világtudatot, mert maga is visszájára fordított világ. A vallás ennek a világnak általános elmélete, enciklopédikus összefoglalása, népszerű formába öntött logikája, spiritualista becsületügye, lelkesedése, erkölcsi szentesítése, ünnepélyes kiegészítése, általános vigasztaló és igazoló alapja. A vallás az emberi lényeg fantasztikus megvalósulása, mert az emberi lényegnek nincs igazi valósága. A vallás elleni küzdelem tehát közvetve küzdelem ama világ ellen, amelynek szellemi aromája a vallás.
A vallási nyomorúság a valóságos nyomorúság kifejezése, s egyszersmind tiltakozás a valóságos nyomorúság ellen. A vallás a szorongatott teremtmény sóhaja, egy szívtelen világ lelke, mint ahogyan szellemtelen állapotok szelleme. A vallás a nép ópiuma.
A vallást mint a nép illuzórikus boldogságát megszüntetni annyi, mint a nép valóságos boldogságát követelni.”

– Karl Marx,  

Immár a magántulajdon megszüntetésének programjával a proletariátus osztályálláspontjára helyezkedett, s forradalmárként nyilatkozott meg. Egyik központi kategóriájává vált a „gyakorlat” fogalma, amelynek legfontosabb jelentése az „elvek magaslatán álló” „forradalom gyakorlata”:

„A spekulatív jogfilozófia kritikája már mint a német politikai tudat eddigi módjának határozott ellenfele sem önmagába torkollik, hanem olyan feladatokba, amelyek megoldására csak egy eszköz van: a gyakorlat.
Felvetődik a kérdés: eljuthat-e Németország egy á la hauteur des principes (az elvek magaslatán) álló gyakorlathoz, vagyis egy forradalomhoz, amely nemcsak a modern népek hivatalos színvonalára emeli, hanem arra az emberi magaslatra is, amely e népek legközelebbi jövője lesz.
A kritika fegyvere persze nem pótolhatja a fegyverek kritikáját, az anyagi hatalmat anyagi hatalommal kell megdönteni, ám az elmélet is anyagi hatalommá válik, mihelyt a tömegeket megragadja.”

– Karl Marx,  

Marx ebben a művében jutott el arra a fontos következtetésre, hogy a forradalom alanya, megvalósítója a proletariátus, s a materialista magyarázatot abban találta meg, hogy ezt az újonnan képződött társadalmi osztályt „közvetlen helyzete”, az „anyagi szükségszerűség” kényszeríti a forradalom végrehajtására. A proletariátus e definíciója még egészen elnagyolt, de az írás leghangsúlyosabb részét alkotja.

„Miben van tehát a német emancipáció pozitív lehetősége?
Felelet: Abban, hogy képződik egy radikális láncokat hordó osztály, a polgári társadalom olyan osztálya, amely nem a polgári társadalom osztálya, olyan rend, amely minden rend felbomlása, olyan szféra, amely egyetemes szenvedései révén egyetemes jellegű, és nem tart igényt semmiféle különös jogra, mert nem valamiféle különös jogtalanságot, hanem egyáltalán a jogtalanságot követik el ellene, amely többé nem egy történelmi jogcímre, hanem már csak arra az emberi jogcímre hivatkozhatik, amely nem egyoldalú ellentétben áll a német államiság következményeivel, hanem mindenoldalú ellentétben áll annak előfeltételeivel, végül olyan szféra, amely nem emancipálhatja magát anélkül, hogy magát a társadalom összes többi szférái alól és ezzel a társadalom összes többi szféráit ne emancipálná, amely egyszóval az ember teljes elvesztése, tehát csak az ember teljes visszanyerésével nyerheti meg önmagát. A társadalom e felbomlása egy különös rend alakjában, ez a proletariátus.”

– Karl Marx,  

Marx kijelentette, hogy az emberi emancipáció az „eddigi világrend felbomlása”, amely a „szolgaság minden faját megtörő” „radikális forradalom” formájában mehet végbe. E forradalom egyik legfontosabb előfeltétele a forradalom elméletének, a filozófiának és gyakorlatának, a proletariátusnak az egyesülése.

„Miként a filozófia a proletariátusban találja meg az anyagi, úgy a proletariátus a filozófiában találja meg a szellemi fegyvereit, és mihelyt a gondolat villáma mélyen becsap ebbe a naiv népi talajba, végbemegy a németnek emberré való emancipálódása.”
Németországban a szolgaság semmilyen faját nem lehet megtörni anélkül, hogy a szolgaság minden faját meg ne törnék. Az alapos Németország nem forradalmasodhat, ha nem alapjaiban forradalmasodik. A német emancipációja az ember emancipációja. Ennek az emancipációnak agya a filozófia, szíve a proletariátus. A filozófia nem valósíthatja meg magát a proletariátus megszüntetése nélkül, a proletariátus nem szüntetheti meg magát a filozófia megvalósítása nélkül.
Amikor már minden belső feltétel beteljesült, a német feltámadás napját a gall kakas harsogása fogja hírül adni.”

– Karl Marx,  

#### ADeutsch–Französische Jahrbüchermegszűnése
A folyóirat egyetlen dupla száma 1844 februárjában jelent meg. Marx és Engels cikkeinek kommunista irányzata, Heinének a bajor királyt gúnyoló versei kiváltották a porosz hatóságok reakcióit, és a szerkesztőségen belüli ellentéteket is fölerősítették. A porosz kormány titkosrendőrsége segítségével figyelemmel kísérte a külföldi, főleg franciaországi és svájci kommunista szerveződéseket, ám a Guizot-kormánynál nem sikerült kieszközölnie a kiadvány betiltását. Ezért a lap elkobzása céljából megszigorították a határellenőrzést, és letartóztatási parancsot adtak ki az esetlegesen hazatérő Ruge, Marx, Heine és Bernays ellen. Az ellenőrzések következtében több száz példányt elkoboztak a határon, ami érzékeny veszteséget jelentett a csupán 1000 példányban megjelenő kiadvány számára. „Ausztriában Metternich »szigorú intézkedéseket« helyezett kilátásba minden olyan könyvkereskedővel szemben, akinél ezt a »visszataszító és felháborító« iratot megtalálják.” Az üldözés annál is inkább a lap bukását siettette, mivel az egyedüli potenciális „felvevőpiac” Poroszországban volt. Francia földön alig volt támogatása a haladó sajtó részéről, olvasótábora elenyésző volt, ráadásul a német emigránsok párizsi lapja, az akkor még reakciós politikai irányvonalat követő Vorwärts! is erőteljesen megtámadta. Ruge azonnal belátta, hogy a Jahrbücher gazdasági értelemben teljes bukás, ezért gyorsan beszüntette pénzügyi részvételét a folyóiratban, de mivel nem szándékozott nyíltan szakítani Marxszal, kerülőúton cselekedett. Titokban rábeszélte Fröbelt, a lap kiadóját és nyomdászát, hogy lépjen vissza a szerződéstől. Ebben a politikai különbségek legalább olyan súllyal estek latba, mint a gazdasági ellehetetlenülés. Marx erről nem tudott, amikor a lap megszűnésével kapcsolatos, április 14-én megjelentetett nyilatkozatában Julius Fröbel gazdasági okokból történő visszalépésére tett utalást.
A vállalkozás anyagi csődjét a szerkesztőség tagjai közötti politikai és személyes nézeteltérések felerősödése kísérte. Ruge és Hess között már 1843 augusztusában megmutatkoztak az eszmei konfliktusok, Rugét zavarta Hess kommunista meggyőződése. Másrészt Ruge és Marx között is fokozatosan elmélyült a politikai-világnézeti szakadék. Marx fejlődése Párizsban rendkívül felgyorsult, néhány hónap alatt befejeződött kommunistává és materialistává válása, miáltal eltávolodott a kommunizmusra egyre ellenségesebben tekintő Rugétól. Párizsba érkezése után Ruge szinte azonnal megbetegedett, s nem tudott részt venni a szerkesztési munkában. A kész lap jelentősen eltért elképzeléseitől, s csalódottságát nem rejtette véka alá, viszont elismerte, hogy figyelemre méltó dolgokat is tartalmazott. Leveleiben bírálta kommunista irányvonalát, Marxot azonban csak stílusa miatt kritizálta. Az elvi jellegű ellentéteket pénzügyi nézeteltérések tetézték: „Marx keserűen vetette szemére, hogy a vele szemben vállalt kötelezettségek ellenére felhagy a lap kiadásával, és gyakorlatilag jövedelemforrás nélkül hagyja éppen akkor, amikor felesége első gyermekét várja. Ez a szemrehányás annál is jogosultabb volt, minthogy Ruge, aki a folyóirat eladása révén nagyjából visszakapta a pénzét, s azonkívül szerencsés spekulációkkal is növelte volt a vagyonát, hogy Marxszal szemben még fennálló tartozását a folyóirat példányaival egyenlítette ki, Marxra hagyva az értékesítés gondját.” Marx és Ruge között a szakítás Herwegh – Ruge szerint léha – életmódjának elítélése kapcsán következett be, amikor Marx kikelt Ruge nyárspolgári mentalitása ellen. Auguste Cornu szerint: „…ez csak alkalom volt a szakításhoz: annak igazi oka az volt, hogy politikai és társadalmi nézeteik merőben eltértek egymástól.”
Marx a Jahrbücher megszűnése ellenére folytatni tudta kutatásait, mivel több forrásból is némi pénzhez jutott. Egyrészt apránként értékesítette a Rugétól honorárium helyett kapott példányokat, másrészt barátai gyűjtést rendeztek részére Kölnben, ebből március közepén 1000 tallér származott, harmadrészt Georg Jung a folyóirat száz elkobzott példányáért 800 frank kártérítést adott. Időközben felesége május 1-jén megszülte első gyermeküket, Jennyt, de az újszülött gondozásában való járatlanság keltette szorongás miatt egy hónap elmúltával Trierbe utazott a kicsivel, hogy elsajátítsa édesanyjától a csecsemőgondozás alapjait, s néhány hónapig a biztonságot nyújtó szülői házban maradt. Így Marx teljes erővel újra nekiláthatott tanulmányainak.

#### Gazdasági-filozófiai kéziratok 1844-ből
Marx már Kreutznachban elhatározta, hogy mélyebben tanulmányozni fogja a polgári társadalmat. „Most, miután elolvasta Engelsnek A nemzetgazdaságtan bírálatának vázlata című cikkét, világossá vált előtte, hogy éppen a politikai gazdaságtan területén rejlenek az emberi viszonyok alapkérdései, s ezeknek a filozófiai materializmus és a proletár politika általa kidolgozott álláspontjáról való rendszeres tanulmányozása igen nagy eredményekkel biztat.” E tanulmányok során jött létre a három jegyzetfüzetet megtöltő Gazdasági-filozófiai kéziratok 1844-ből című befejezetlen munka, mely először teljes terjedelmében 1932-ben jelent meg. Párizsi tanulmányai során ezen írásműhöz szorosan kapcsolódó öt másik jegyzetfüzet is született, melyek kivonatokat tartalmaznak Jean-Baptiste Say, Fryderyk Skarbek, Adam Smith, David Ricardo, John Stuart Mill, John Ramsay McCulloch, Pierre Prévost, Antoine Destutt de Tracy, Friedrich List, John Law, Pierre Le Pesant, Heinrich Friedrich Osiander és mások munkáiból, illetve Engels fenti tanulmányából. Engelsnek ez a cikke egyedülálló befolyást gyakorolt Marxra a tekintetben, hogy szisztematikus közgazdasági kutatásait elkezdte, de abban a vonatkozásban is, hogy Engelsre mint publicistára és forradalmárra felfigyelt. A másik kiemelendő, közvetlen irodalmi impulzus, Moses Hess 1843-ban megjelent három tanulmányán túl, különösen A pénz lényegéről (Über der Geldwesen) című írása, amely eredetileg a Jahrbücherben jelent volna meg. Továbbá Wilhelm Schulz A termelés mozgása (Die Bewegung der Produktion) című művének hatása említhető még.

##### Előtanulmányok: Say, Skarbek, Smith
Marx 1844 tavaszán, rendszeres közgazdasági tanulmányainak elején csupán a közgazdaság iránt rendkívüli módon érdeklődő laikus volt. Erről tanúskodik, hogy ekkor még nem tudta szétválasztani a klasszikusokat és vulgarizálóikat, vegyesen olvasott mindent, másrészt mivel angolul még nem tudott, legtöbbjüket francia szerzőktől, illetve fordításban ismerte meg. Kezdetben azonban egyrészt Engels hivatkozásai segítséget jelentettek számára az értékesebb munkák kiválogatásában, másrészt szokásához híven, olyan mennyiségben falta a szakirodalmat, hogy hamarosan maga is otthonosan mozgott benne. Első jegyzetfüzetében Jean-Baptiste Say Értekezés a politikai gazdaságtanról, illetve Fryderyk Skarbek A társadalmi gazdaság elmélete című művét kivonatolta. (Mindkét közgazdász Adam Smith követője, interpretálója volt.) Második és harmadik jegyzetfüzetét viszont már Smith Vizsgálódások a nemzetek gazdagságának természetéről és okairól című korszakalkotó magnum opusának kivonatai töltötték meg. Figyelemre méltó, hogy Sayre vonatkozó ezen anyagaiban csupán egyetlen saját gondolatot rögzített, de az a polgári közgazdaságtan axiomatikus talpkövének, a magántulajdonnak szükségszerűségét kérdőjelezte meg: „A magántulajdon tény, melynek megalapozása nem tartozik a nemzetgazdaságtanra, de amely annak alapzatát képezi. – Nincs gazdagság magántulajdon nélkül, és a nemzetgazdaságtan lényege szerint a meggazdagodás tudománya. Nincs tehát politikai gazdaságtan a magántulajdon nélkül. Az egész nemzetgazdaságtan tehát egy szükségszerűség nélküli tényen nyugszik.” Ez a megjegyzés már előrevetítette a tulajdonviszonyok meghatározó jelentőségét Marx későbbi munkásságában.

##### Az elidegenült munka
Az elidegenült munka című rész a kézirat kulcsfejezete. Ezt az is jelzi, hogy szinte műfajváltás történik a Kéziratokban, az addigi többnyire hosszú idézetekből álló, rövid hozzáfűzött megjegyzésekkel gazdagított tematika átváltozik önálló gondolatok kifejtésévé, amelyben az egyes szerzőkre való hivatkozások csak utalásszerűek.

#### Egy barátság születése

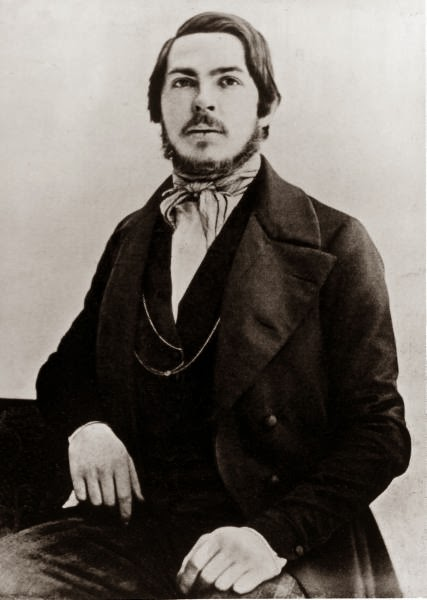
Friedrich Engels

1844. augusztus végén Engels hazafelé tartva útba ejtette Párizst, hogy meglátogassa Marxot. Augusztus 28-án történt nevezetes találkozásuk helyszíne a híres Café de la Régence volt. Engels Párizsban töltött tíz napja alatt véget nem érő beszélgetések során cserélték ki nézeteiket, gondolataikat, melyre sok évvel később így emlékezett vissza: „Amikor Marxot 1844 nyarán Párizsban meglátogattam, kiderült, hogy az elmélet minden területén tökéletesen egyetértünk, s ekkortól kezdődik közös munkánk.” Már nyoma sem volt az első találkozásuk bizalmatlan légkörének, sőt méltán kijelenthető, hogy ez a néhány nap sorsfordító volt mindkettejük számára, egy életre szóló barátság és közös munka kezdete. Engels javasolta, hogy írjanak egy kritikát Bruno Bauer és társai ellen, melyet eredetileg 40 oldalasra terveztek. Engels még Párizsban megírta a ráeső 20 oldalt, s aztán hónapokkal később meglepetéssel vette tudomásul, hogy az elkészült mű 300 oldalt meghaladó terjedelműre duzzadt Marx hozzájárulása nyomán, és A szent család vagy a kritikai kritika kritikája címen fog megjelenni.

#### AVorwärts!

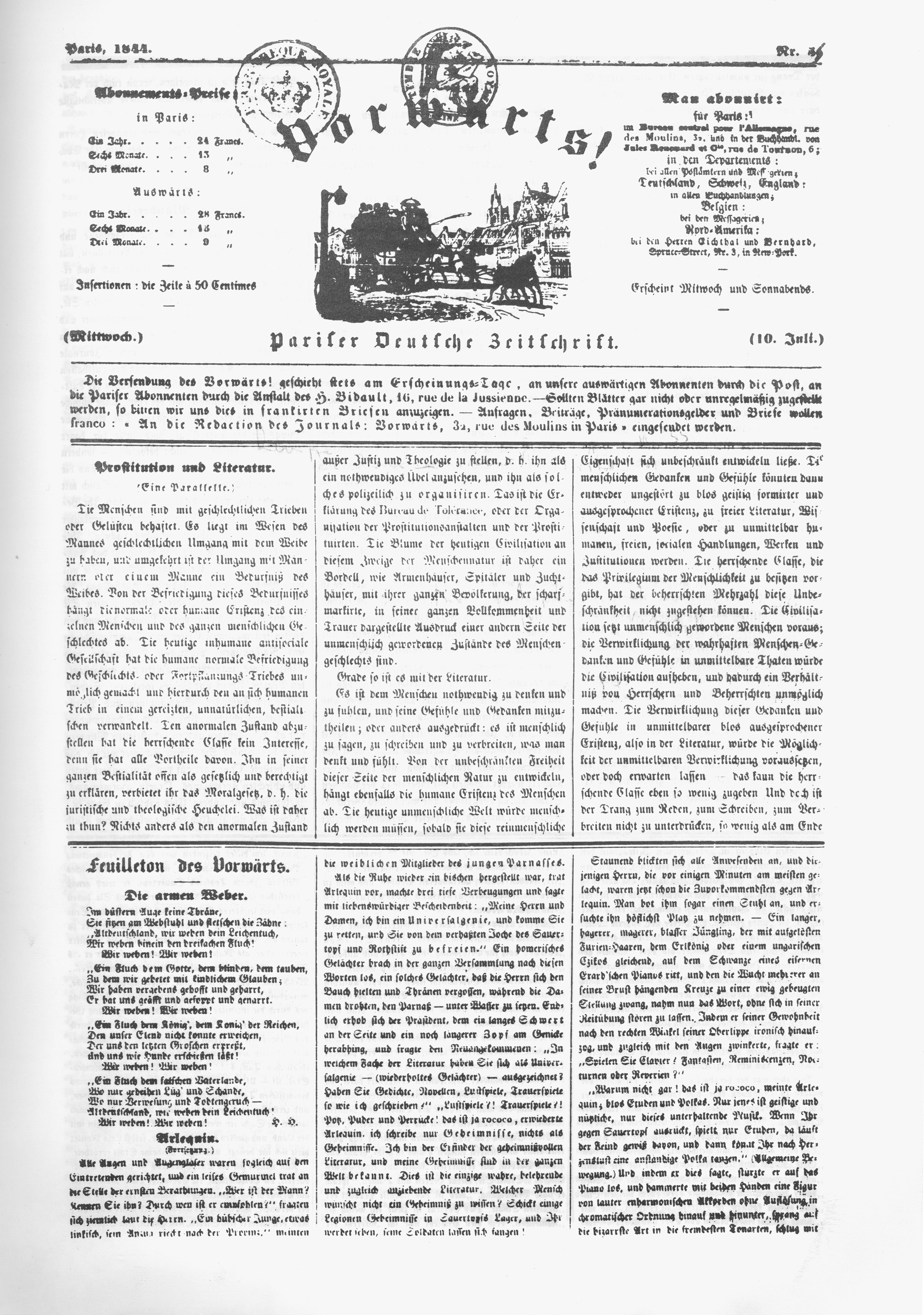
A Vorwärts! címlapja (1844. július 10.)

1844 tavaszán–nyarán Heinrich Börnsteinnek, a Vorwärts! kiadójának politikai nézetei jelentősen megváltoztak, csatlakozott az ún. humanisták köréhez, – akik később inkább szocialistáknak hívták magukat –, s a lapot a rendelkezésükre bocsátotta. Májustól az új főszerkesztő, Karl Ludwig Bernays irányítása alatt a lap egyre inkább szocialista orgánummá vált, melyhez Marx is jócskán hozzájárult, ugyanis 1844 nyarától fizetés nélküli munkatársként részt vett az újság szerkesztésében. A lap sokat foglalkozott a sziléziai takácsok felkelésével, s az egyre jobban terjedő szegénység problémájával, melyek alkalmat nyújtottak Ruge és Marx számára, hogy eltérő nézeteiket ütköztessék. Ruge bár magánleveleiben ostorozta Marxot, nyilvánosan nem merte felvállalni kettejük politikai konfliktusát, sőt igyekezett úgy beállítani, mint jelentéktelen, pusztán formai különbséget, s ez a törekvése Marx eszméinek tudatos meghamisítását jelentette. Valójában Ruge nézetei liberálisak voltak, az általa magasztalt ún. humanista eszmék kimerültek a munka megszervezésének mint egyetemes csodaszernek a gondolatában. Ruge „Egy porosz” aláírással jelentette meg írásait, s mivel ő valójában szász volt, azt a tévhitet kelthette, hogy szerzőjük Marx. Marxot bosszantotta Ruge eljárása, s „Kritikai széljegyzetek »Egy porosz« cikkéhez: »A porosz király és a szociális reform«” címmel írt vitacikket. Ebben kifejtette, hogy pauperizmus nem pusztán poroszországi jelenség, hanem minden fejlett országra jellemző, s okai a tőkés gazdaságban rejlenek. Példaként részletesen elemezte a brit pauperizmust, melyet a burzsoázia álszent módon neveléssel és jótékonykodással próbált megoldani. Kitért a nagy múltú brit szegénytörvény teljes kudarcára, a Thomas Malthus szegényellenes ideológiájára támaszkodó, büntető jellegű dologházak rendszerének felállítására. Határozottan cáfolta Ruge azon állítását, mellyel kétségbe vonta a német munkások általános műveltségi fokát, s a szabómesterséget folytató Wilhelm Weitling Az összhang és a szabadság biztosítékai (Garantien der Harmonie und Freiheit) című művét hozta fel ellenérvként, melyet zseniális írásnak nevezett. A takácsfelkelést egy jelentéktelen, helyi eseménynek minősítő Rugéval szemben azt hangoztatta, hogy az részlegessége ellenére egyetemes történelmi tett volt, mivel a lázadás a kapitalizmus körülményei között elvesztett emberi lényeg visszaszerzésére irányult.

„Az a közösség azonban, amelytől a munkás el van szigetelve, egészen más realitású és egészen más terjedelmű közösség, mint a politikai közösség. Ez a közösség, amelytől a munkást saját munkája választja el, maga az élet, a fizikai és szellemi élet, az emberi erkölcsiség, az emberi tevékenység, az emberi élvezet, az emberi lényeg. Az emberi lényeg [Wesen] az emberek igazi közössége [Gemeinwesen]. Ahogyan az ettől a lényegtől való szörnyű elszigeteltség aránytalanul többoldalú, elviselhetetlenebb, borzalmasabb, ellentmondásosabb a politikai közösségtől való elszigeteltségnél, úgy ennek az elszigeteltségnek a megszüntetése, és még az ellene való részleges reakció, felkelés is annyival végtelenebb, amennyivel az ember végtelenebb az állampolgárnál, és az emberi élet a politikai életnél. Az ipari felkelés ezért bármily részleges is, egyetemes lelket zár magába: a politikai felkelés bármily egyetemes is, a legkolosszálisabb forma alatt is szűkkeblű szellemet rejt.”

– Karl Marx,  

Politikai felkelés alatt Marx a német liberális burzsoázia törekvésére, a polgári forradalomra célzott. Majd végül definíciószerűen tisztázta a politikai és a társadalmi forradalom összefüggéseit és különbségeit:

„Minden forradalom megszünteti a régi társadalmat; ennyiben szociális. Minden forradalom megdönti a régi hatalmat; ennyiben politikai. […] A forradalom egyáltalában – a fennálló hatalom megdöntése és a régi viszonyok megszüntetése – politikai aktus. Forradalom nélkül azonban a szocializmus nem valósulhat meg. Szüksége van erre a politikai aktusra, amennyiben szüksége van a szétzúzásra és a megszüntetésre. Ahol azonban szervező tevékenysége kezdődik, ahol öncélja, lelke előtérbe lép, ott a szocializmus ledobja a politikai burkot.”

– Karl Marx, 

#### Kiutasítás
A porosz kormány már 1844 februárjától követelte a Vorwärts! szerkesztőinek kiutasítását, akkor még sikertelenül. A megfelelő súlyú okot Bernays egy augusztus 3-i cikke szolgáltatta, mely a IV. Frigyes Vilmos elleni sikertelen merénylet kapcsán, felszólította a királyt, hogy teljesítse a nép jogos követeléseit. Augusztus 17-én ráadásul megjelent Marx cikke, melyben kigúnyolta a király pongyola stílusát. Ezek kimerítették a felségsértés tényét, s válaszul a porosz kormány felkérte a francia kormányt, hogy indítson eljárást Bernays ellen, s tiltsa be az újságot. François Guizot külügyminiszter az ellenzéki sajtótól tartva, csupán a megkövetelt lapóvadék befizetésének elmulasztása miatt indított eljárást, így december 13-án a főszerkesztőt csupán 2 havi börtönre és 300 frank kártérítésre ítélték. A lap szerkesztői viszont elhatározták a havi folyóirattá való alakulást, hogy ne kelljen óvadékot fizetniük. A porosz követ erre határozottabb hangot ütött meg, melynek hatására 1845. január 25-én Tanneguy Duchâtel belügyminiszter elrendelte Heine, Börnstein, Bernays, Marx, Bakunyin, Heinrich Bürgers és Ruge kiutasítását. Az intézkedés kiváltotta az ellenzéki sajtó viharos tiltakozását, minek hatására csökkentették a kiutasítottak számát. Heinét a világhírére való tekintettel békén hagyták. Ruge szász állampolgárságára hivatkozva fellebbezett, így őt is kivették a kiutasítandók közül. Bernays a sajtótiltakozásoknak köszönhette, hogy kihúzták a listáról. Végül Marx, Bakunyin és Bürgers, illetve egy tévedés folytán a korábbi főszerkesztő, Bornstedt, – aki Poroszország és Ausztria titkos ügynöke volt – maradt a kiutasítottak listáján. Marx ellen porosz letartóztatási parancs volt érvényben, így Belgiumot választotta következő lakhelyének. 1845. január 27-én kapta meg a végzést, s február 3-án hagyta el Párizst Bürgers társaságában. Az 1844–45-ös tél Európa egyik leghidegebb tele volt, s egy fárasztó kocsiút után 5-én, teljesen átfagyva érkeztek meg Brüsszelbe.

### Brüsszel

#### Brüsszeli kezdetek
Marxék Brüsszelbe érkezésük után a Bois Sauvage Hotelben szálltak meg, annál is inkább, mivel már ott lakott a forradalmi demokratává vált, s emigrációba kényszerült neves költő, Ferdinand Freiligrath és a szocialista Karl Heinzen. Bürgers visszaemlékezése szerint Marx másnap reggel így fordult hozzá: „Ma el kell mennünk Freiligrath-hoz, itt van most, és jóvá kell tennem, hogy a Rheinische Zeitung annyit bántotta annak idején, amikor még nem volt a párt kebelében; Hitvallás-ával mindent kiegyenlített.” Ekkortól fogva hosszantartó barátság alakult ki közöttük, Heizennel viszont politikai ellentéteik később elmélyültek. Az elsők között felkeresett személy volt a jogász Karl Maynz, aki a letelepedési engedély megszerzésében segített számára, sokáig a levelezési címe is Maynz lakása volt. Február 7-én adta be I. Lipót belga királyhoz letelepedési kérvényét, amit nem kapott meg könnyen. A belga hatóságok előbb információkat gyűjtöttek felőle, legfőképpen politikai szándékairól, mivel már február 14-én érkezett róla egy – valójában téves – ügynöki jelentés, hogy egy lap kiadását tervezi. Az engedélyt csupán március 22-én kapta meg, s azzal a feltétellel, hogy tartózkodik a napi politikai publikációktól. Nem okozott nehézséget számára az írásos nyilatkozatban tett ígéret, mert agendájában egy elméleti igényű könyv megírása, illetve tanulmányai folytatása szerepeltek. Előbbit dokumentummal is bizonyítani tudta, mivel szerződése volt a darmstadti Leske kiadóval egy A politika és a nemzetgazdaságtan bírálata című könyv megírására, amire már előleget is kapott. Mindemellett Alexis-Guillaume Hody, brüsszeli rendőrfőnök ugyanezen a napon egy átiratot küldött a polgármesternek, melyben tájékoztatta az engedély megadásáról, feltételeiről, de egyúttak kérte, hogy: „[...] ha tehát megtagadja ezen nyilatkozatát, vagy egyéb ellenséges cselekedetet tervez a porosz kormánnyal, szomszédunkkal és szövetségesünkkel szemben, nagyon örülnék, ha Ön rögtön tájékoztatna engem erről.” Ez egyértelmű felszólítás az adatgyűjtésre Marxról, de ez csak mellékszál a belga közbiztonsági rendőrség (Administration de la sûreté publique) 73 946-os számú aktájának megnyitása mellett Charles Marx trieri íróról. Marx ezen előzmények után letelepedhetett családjával Brüsszelben, ahol az 1848-as forradalmak kitöréséig maradt.
Jenny Marx miután Párizsban potom áron eladta ingóságaik nagyrészét, hogy előteremtse az útiköltséget, kislányával betegen indult útnak a csikorgó hidegben, s február 21-én érkezett meg Brüsszelbe. A hotelből gyorsan elköltöztek, de következő lakásukban sem laktak tovább néhány hétnél. Végleges helyet májusban találtak Brüsszel St. Josse nevű, keleti külvárosában, a nevezetes rue de l’Alliance 5. szám alatt. Marx azt hitte, hogy sikerült elkerülnie a hatóságok figyelmét, erről tanúskodik egy Herwegnek írt 1847-es levele: „amióta elhagytam Párizst […] minden intézkedést megtettem, hogy ne találjanak meg és ne férkőzhessenek a közelembe.” Ezzel szemben a közbiztonsági rendőrség aktájában már megtalálható a rue de l’Alliance-on lévő lakcíme. Hamarosan egy kisebb forradalmi kolónia alakult ki a rue de l’Alliance-on. Rövid időn belül megérkezett Engels, aki a tőszomszédságban bérelt lakást, s mindketten késznek mutatkoztak egy immár elmélyültebb közös munkára. Csatlakozott Heinrich Bürgers is, majd Sebastian Seiler, aki egy kis hírügynökséget alapított, mely szocialista szellemben írt, franciaországi, belgiumi, németországi híranyaggal igyekezett ellátni német lapokat, továbbá Jenny öccse, Edgar von Westphalen, Joseph Weydemeyer, Georg Werth és Wilhelm Wolff. Jenny újra gyermeket várt, anyja pedig aggódott rendezetlen körülményeik miatt, ezért végleg átengedte neki fiatal szobalányát, Helene Demuthot. Az akkor 25 éves trieri parasztlány élete hátralévő részében a Marx-család háztartását vezette, a legkritikusabb időkben is kitartott mellettük és az évek során családtaggá vált. Jenny férjére bízta a ház lakhatóvá tételét, s várandós hónapjait kislányával és Helene Demuth-tal anyjánál töltötte Németországban. Szeptember közepén tért vissza, s 26-án megszületett második lányuk, Laura. 

#### Tézisek Feuerbachról
Marx Tézisek Feuerbachról című műve 1845 tavaszán – nagy valószínűséggel márciusban – keletkezett, s annak a 100 oldalas jegyzetkönyvének 51–55. oldalán maradt fenn, mely az 1845 és 1847 közötti időszakból származó legkülönfélébb tárgyú, vegyes bejegyzéseket tartalmazza. Először Engels publikálta 1888-ban, Ludwig Feuerbach és a klasszikus német filozófia vége című írása különkiadásának függelékeként Marx Feuerbachról címmel. A tézisek szövegében Engels néhány megértést könnyítő stilisztikai változtatást végzett. A betű szerinti eredeti szöveg először 1926-ban jelent meg. Engels fenti művének bevezetőjében írt sorai bizonyítják, hogy milyen nagyra értékelte Marx Feuerbach-téziseit: Ezek jegyzetek – későbbi kidolgozás céljára, hevenyében leírva, semmiképpen sem nyomtatásra szánva, de felbecsülhetetlenek mint az első dokumentum, amelyben az új világnézet zseniális csírája le van fektetve. Marx eltávolodása Feuerbachtól fokozatosan, abban az ütemben történt, ahogy a hegeli filozófia, a tőkés társadalom, a polgári nemzetgazdaságtan bírálata során eljutott egy új, a gyakorlatra orientált materialista világnézethez. A Gazdasági-filozófiai kéziratok-ban és A szent család-ban kifejtett új gondolatainak valódi súlya még nem tudatosult számára teljesen, holott nézeteiban már túllépett Feuerbachon. A Gazdasági-filozófiai kéziratok-ban még lelkes elismeréssel ír róla, mint „a régi filozófia igazi leküzdőjé”-ről, „az igazi materializmus és a reális tudomány megalapítójá”-ról, évekkel később, egyik visszaemlékezésében némi öniróniával ezt a „Feuerbach-kultuszt” már humorosnak tartja. Cornu megállapítása szerint: „Eddig csak szórványos bíráló megjegyzésekkel illette Feuerbachot, bár ezek abban a mértékben élesedtek, ahogyan ő maga a kommunizmushoz közeledett, s nézeteik különbözőből ellentétessé változtak. Marx most a tézisekben egészében bírálta Feuerbach filozófiáját. Mindamellett ezt sokkal enyhébb hangnemben tette, mint előzőleg Bauer nézeteivel: utóbbit most már egyszerűen reakciós gondolkodónak tartotta, Feuerbachban viszont változatlanul haladó filozófust látott.”
A Feuerbach-tézisek különleges jelentősége, hogy Marx elhatárolja materializmusát minden korábbi materializmustól, amivel egy újabb fejlődési fokot ért el a dialektikus materializmus kidolgozása terén. Feuerbach bár rendkívül fontos szerepet játszott az idealizmus kritikájában, de társadalomfilozófiájában idealista maradt. Marx a materializmust azzal tette dialektikussá, hogy a (társadalmi) gyakorlat kategóriáját központi szerepbe emelte, s Feuerbach metafizikus materializmusát megszabadította utolsó idealista maradványaitól. Első tézisében így ír:

„Minden eddigi materializmusnak (Feuerbach materializmusát is beleszámítva) az a fő fogyatékossága, hogy a tárgyat, a valóságot, érzékiséget csak az objektum vagy a szemlélet formájában fogja fel; nem pedig mint emberi érzéki tevékenységet, gyakorlatot; nem szubjektíven. Ezért történt, hogy a tevékeny oldalt, a materializmussal ellentétben, az idealizmus fejtette ki – de csak elvontan, mivel az idealizmus természetesen nem ismeri a valóságos érzéki tevékenységet mint olyant. Feuerbach érzéki – a gondolati objektumoktól valóban megkülönböztetett – objektumokat akar: de magát az emberi tevékenységet nem fogja fel tárgyi tevékenységnek. Ennélfogva A kereszténység lényegé-ben csak az elméleti viszonyulást tekinti az igazán emberinek, míg a gyakorlatot csak piszkos-zsidó megjelenési formájában fogja fel és rögzíti. Ennélfogva nem érti meg a forradalmi, a gyakorlati-kritikai tevékenység jelentőségét.”

– Karl Marx,  

„A marxista filozófiának a szemléleti materializmustól való különbsége tehát mindenekelőtt a gyakorlat elvileg új felfogásában, megismerésbeli szerepének magas értékelésében van.” – állapítja meg Ojzerman, majd így folytatja: „A társadalmi gyakorlat a megismerés aktív anyagi alapja, az a szubjektum-objektum viszony, amelyben az eszmei és az anyagi átalakul egymásba.” A második tézis szerint gondolkodásunk objektivitását, igazságtartalmát, tárgyiságát csak a gyakorlat bizonyíthatja be:

„Az a kérdés, hogy az emberi gondolkodást tárgyi igazság illeti-e meg – nem az elmélet kérdése, hanem gyakorlati kérdés. A gyakorlatban kell az embernek gondolkodása igazságát, vagyis valóságát és hatalmát, evilágiságát bebizonyítania. Az olyan gondolkodás valóságáról vagy nem-valóságáról folytatott vita, amely elszigeteli magát a gyakorlattól – tisztára skolasztikus kérdés.”

– Karl Marx,  

Marx szerint a gyakorlat nem pusztán a megismerés alapja, hanem a társadalmi élet legfontosabb tartalmát is alkotja. A nyolcadik tézisben megfogalmazza azt az alapvető törvényszerűséget, hogy:

„A társadalmi élet lényegileg gyakorlati.”

– Karl Marx,  

Marx a gyakorlat egy sajátos formáját, a forradalmi gyakorlatot helyezi a fókuszba. Harmadik tézisével bírálja Feuerbachnak azt a nézetét, mely szerint a társadalmat nevelés útján át lehet alakítani:

„Az a materialista tanítás, hogy az emberek a körülményeknek és a nevelésnek termékei, megváltozott emberek tehát más körülményeknek és változott nevelésnek termékei, megfeledkezik arról, hogy a körülményeket éppen az emberek változtatják meg, és hogy a nevelőt magát is nevelni kell. Ennélfogva szükségszerűen oda jut, hogy a társadalmat elkülöníti két részre, melyek egyike fölötte áll a társadalomnak (például Robert Owen-nél). A körülmények változásának és az emberi tevékenységnek egybeesését csak mint forradalmasító gyakorlatot lehet felfogni és racionálisan megérteni.”

– Karl Marx,  

Marx szerint Feuerbach nézete az emberi lényeget illetően elhibázott. „Ám mi az emberi lényeg?” – teszi fel a kérdést Ojzerman, majd így folytatja – „Feuerbach szerint ez nem más, mint az egyének nembeli közössége, mely természeti kötelékekkel kapcsolja őket össze. Mivel minden egyén rendelkezik meghatározott nembeli jegyekkel, ezért ő maga az emberi lényeg megtestesülése.” Csakhogy ez a felfogás a társadalmi tudatot, s annak egy sajátos formáját, a vallást képtelen helyesen megragadni. Marx hatodik tézise ezzel szemben az emberi lényeget a társadalmi viszonyok összességeként határozza meg:

„[…] az emberi lényeg nem valami az egyes egyénben benne lakozó elvontság. Az emberi lényeg a maga valóságában a társadalmi viszonyok összessége.”

– Karl Marx,  

„Az emberi lényegnek a társadalmi viszonyok összességeként való meghatározása radikális szakítást jelent Feuerbach filozófiai antropológiájával, amely számára az emberi lényeg valami elsődleges, lényegében történelem-előtti, ami csak kibontakozik a történelemben. Ezzel szemben a történelmi materializmus szerint a társadalmi viszonyok változóak (s ennek megfelelően a különböző korokban minőségileg különbözőek), a termelőerők fejlettségi szintje által meghatározottak, tehát másodlagosak, származékos jellegűek. Ebből a nézőpontból tekintve az emberi lényeget vagyis a társadalmi viszonyok összességét maga az emberiség alkotja meg a világtörténelem folyamán.” – értékeli Ojzerman Marx emberi lényeg felfogásának jelentőségét.
Marx legismertebb, legtöbbet idézett Feuerbach-tézise a tizenegyedik, melyben filozófiájának lényegét aforisztikus formában szembe állítja nemcsak az ún. régi materializmussal, hanem minden addigi filozófiával. E filozófia lényegi tulajdonsága, hogy túllép a világ megértésén, interpretálásán, s célokat tűz ki az emberiség számára, melyek a világ (forradalmi) megváltoztatására irányulnak.

„A filozófusok a világot csak különbözőképpen értelmezték; de a feladat az, hogy megváltoztassuk.”

– Karl Marx,  

#### Angliai utazás

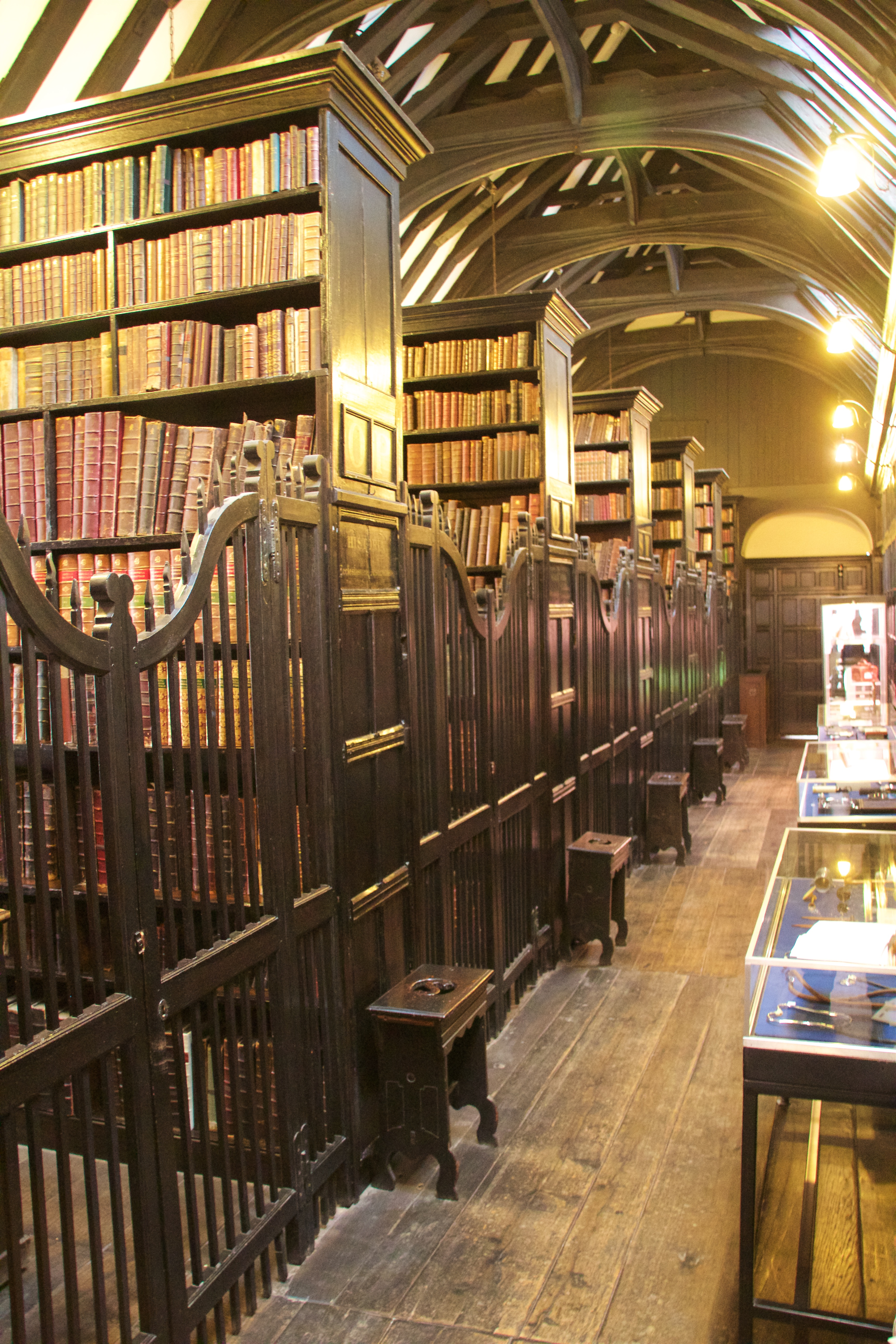
Az 1653-ban alapított Chetham’s Library az Egyesült Királyság legrégibb közkönyvtára

1845 július közepén Marx és Engels utazást tett Angliába, ahonnan augusztus 24-én tértek vissza Brüsszelbe. Utazásuk fő célja egyrészt közgazdasági ismereteik bővítése, másrészt közvetlen kapcsolatok kialakítása az Igazak Szövetsége és a chartisták vezetőivel. Első állomásuk Manchester volt, ahol Engels otthonosan mozgott, s egyúttal Marx kalauzának szerepét is ellátta. Idejük nagy részét a manchesteri Old Chetham Könyvtárban töltötték, ahol Marx részben közgazdasági, részben társadalmi és politikai kérdésekkel foglalkozó műveket olvasott és jegyzetelt ki. Augusztusban Londonba utaztak az Igazak Szövetsége és a chartisták vezetőivel való találkozás céljából. A londoni Igazak Szövetsége egyre szorosabb kapcsolatba került a chartistákkal és hatásukra jelentős ideológiai változások zajlottak le a szervezetben. Heinrich Bauer, Karl Schapper és Joseph Moll a negyvenes évek elején még az utópista Étienne Cabet hívei voltak, ám 1845-re már úgy látták, hogy telepek létesítését kezdeményező kommunizmusa kudarcra van ítélve, s a forradalom támogatóivá váltak. Ebben az akkoriban Londonban tartózkodó Wilhelm Weitling és a The Nothern Star című chartista lap kiadója, George Julian Harney hatása játszott jelentős szerepet. Marx és Engels részt vettek egy összejövetelen, melyen chartisták, az Igazak Szövetsége tagjai és demokraták találkoztak, akik elfogadták Engels indítványát egy minden Londonban élő demokrata részvételével tartandó gyűlésről és egy egyesület alapításáról a nemzetközi demokratikus mozgalom támogatására.

#### Lemondás a porosz állampolgárságról
Laura lánya megszületésén kívül az 1845-ös év hátrelévő részében még egy fontos magánéleti esemény történt Marx életében. Levelet intézett a trieri főpolgármesterhez, melyben kivándorlási engedélyt kért az Amerikai Egyesült Államokba, ami egyben a porosz állampolgárságról való lemondást is jelentette. Mint Marx 1848-ban a Neue Rheinische Zeitungban a nyilvánosság elé tárta, valójában nem állt szándékában kivándorolni, csak önvédelemből mondott le porosz állampolgárságáról, hogy elkerülje a franciaországihoz hasonló üldöztetéseket. A főpolgármester az ügyben átiratot küldött a kormányzati prezidenshez, aki a belügyminiszter hozzájárulását kérte. A belügyminiszteri engedély november 23-án született meg, s december 1-jén a trieri porosz kormány belügyi osztálya kiállította Marx porosz állampolgárságának megszüntetéséről szóló okiratot.

#### A német ideológia

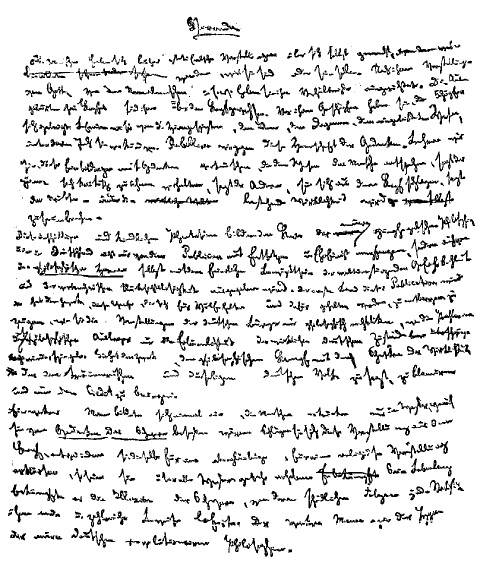
A német ideológia kéziratának első oldala (Marx kézírása)

A német ideológia A szent család után Marx és Engels második közös műve. Tartalmi szempontból két alapvető részre oszlik, az első, az ún. Feuerbach-fejezet társadalomfilozófiai alapelveik, a történelmi materializmus pozitív kifejtése, míg a második a Hegel utáni, németországi idealizmus (Bruno Bauer, Max Stirner) és utópizmus („igazi” szocializmus) bírálata. A könyv megírásának közvetlen okát Bauer és Stirner 1845 szeptemberében megjelent írásai szolgáltatták, melyekben dogmatizmussal vádolták őket. Ezért Marx és Engels tervbe vett írásaikat félretéve, 1845 szeptemberétől 1846 augusztus végéig dolgoztak a könyvön, melyet eredeti koncepciójuk szerint A szent család-hoz hasonló, szatirikus, polemikus műnek szántak Bauer, Strirner és az „igazi” szocializmus ellen. Ám a hangsúlyok, a tárgyalás műfaja és a cím – „A lipcsei zsinat” –, menet közben megváltoztak, s Feuerbach kritikája, de még inkább saját társadalomfilozófiai elveiknek a kifejtése vált elsődleges szemponttá. A könyvet nem tudták megjelentetni, mivel a szóba jöhető kiadók az „igazi” szocialisták kezében voltak, s így az befejezetlen maradt. A német ideológia néhány részlet kivételével szerzőik életében nem került nyilvánosság elé, a teljes kritikai kiadás először 1932-ben jelent meg.
Marx és Engels a történelmi materializmus elméletének alaptételeit ebben a művükben taglalták először részletesen. Tudományosan bizonyították azt a tételt, hogy az emberek társadalmi léte határozza meg társadalmi tudatukat. Az emberi társadalom lényegi alapszerkezetét a termelési mód fogalmával írták le, aminek legfőbb tartalmi összetevői a termelőerők és a termelési viszonyok (társadalmi érintkezési formák), s a közöttük feszülő ellentmondás a történelmi fejlődés hajtóereje. „A termelőerőknek a szükségletek kielégítéséből eredő fejlődése meghatározza mind a forgalmat mint csereforgalmat, mint kereskedelmet, mind pedig az érintkezési formákat, azaz a társadalmi viszonyokat, amelyeket Marx később termelési viszonyoknak nevez. Az érintkezési formákat voltaképpen a termelőerők határozzák meg, s e formák abban a mértékben változtak, ahogyan új, bonyolultabb termelőerők keletkeztek nagyobb szükségletek kielégítésére. A termelés egy meghatározott állapotának ugyanis a társadalmi érintkezésnek egy meghatározott formája felel meg, éspedig éppen olyan forma, amelyre az adott termelőerők működtetéséhez szükség van. A társadalmi érintkezés formája együtt változik a termelőerőkkel.” – interpretálja Cornu A német ideológia főbb gondolatait. Marx és Engels a következőképpen foglalják össze történetfelfogásukból levont legfontosabb következtetéseiket:

„1. a termelőerők fejlődésében bekövetkezik egy fok, amelyen olyan termelőerők és érintkezési eszközök jönnek létre, amelyek a fennálló viszonyok között csak bajt okoznak, amelyek többé nem termelőerők, hanem rombolóerők (gépi berendezés és pénz) – és ami ezzel összefügg, létrejön egy osztály, amely a társadalom minden terhét kénytelen viselni, anélkül, hogy előnyeit élvezné, amely a társadalomból kiszorítva valamennyi többi osztállyal a leghatározottabb ellentétbe kényszerül; olyan osztály, amely a társadalom összes tagjainak többségét alkotja, és amelytől kiindul a gyökeres forradalom szükségességének tudata, a kommunista tudat, amely természetesen más osztályok soraiban is kialakulhat a szóban forgó osztály helyzetének szemléleténél fogva; 2. azok a feltételek, amelyek között meghatározott termelőerőket alkalmazni lehet, egy meghatározott társadalmi osztály uralmának feltételei, amelynek szociális, tulajdonából eredő hatalma a mindenkori államformában ölt gyakorlati-idealisztikus kifejezést, *** és ezért minden forradalmi harc egy addig uralkodó osztály ellen irányul; 3. minden eddigi forradalomban a tevékenység módja mindig érintetlen maradt, és csupán e tevékenység más felosztásáról, a munkának más személyekre való elosztásáról volt szó, a kommunista forradalom viszont a tevékenység eddigi módja ellen irányul, a munkát**** kiküszöböli és az összes osztályok uralmát magukkal az osztályokkal együtt megszünteti, mert ezt a forradalmat az az osztály viszi véghez, amely a társadalomban már nem számít osztálynak, amely már kifejezője minden osztály, nemzetiség stb. felbomlásának a mai társadalmon belül; és 4. e kommunista tudat tömeges létrehozásához és magának a dolognak a keresztülviteléhez egyaránt az emberek tömeges megváltozása szükséges, ami csakis gyakorlati mozgalomban, forradalomban mehet végbe; a forradalom tehát nemcsak azért szükséges, mert az uralkodó osztályt nem lehet más módon megdönteni, hanem azért is, mert a megdöntő osztály csak forradalomban juthat el odáig, hogy lerázza nyakáról a múlt egész szennyét és képessé váljék a társadalom új megalapozására.”

– Karl Marx–Friedrich Engels,  

Kifejtik, hogy a kommunista forradalom előfeltétele a termelőerők magas fejlettesége, mely egyrészt az emberiség döntő többségét teljesen tulajdonnélkülivé teszi, másrészt megteremti az anyagi bázisát a szükségletek magas szintű kielégítésének, harmadrészt létrehozza az emberiség egyetemes érintkezését, mely az egyes országokat függővé teszi a többinek a forradalmasodásaitól.

„Enélkül 1. a kommunizmus csak mint helyi jelenség létezhetnék, 2. magának az érintkezésnek a hatalmai nem fejlődhettek volna ki mint egyetemes, s ezért elviselhetetlen hatalmak, hazaisütetű-babonás »körülmények« maradtak volna, és 3. az érintkezés minden bővülése megszüntetné a helyi kommunizmust. A kommunizmus empirikusan csak az uralkodó népek tetteként »egyszerre« és egyidejűleg lehetséges, ez pedig a termelőerő egyetemes fejlődését és a vele összefüggő világérintkezést előfeltételezi. […] A proletariátus tehát csak világtörténelmileg létezhetik, mint ahogy akciója, a kommunizmus egyáltalában csak mint »világtörténelmi« létezés lehet meg; mint az egyének világtörténelmi létezése, vagyis mint az egyéneknek olyan létezése, amely közvetlenül összekapcsolódik a világtörténelemmel.”

– Karl Marx–Friedrich Engels,  

#### A Kommunista Levelező Bizottság
Marx és Engels tisztában volt vele, hogy immár alapelveiben kimunkált eszméik terjesztéséhez, a szaporodó szocialista csoportok összefogásához valamilyen szervezeti formára van szükség, ezért 1846 januárjában Marx, Engels és Philippe Gigot, levéltáros vezetésével, megalakult a brüsszeli Kommunista Levelező Bizottság. A 18 alapító tag történelmi névsora a következő: Karl Marx; Fridrich Engels; Philippe Gigot; Jenny Marx; Edgar von Westphalen, Marx sógora; Ferdinand Freiligrath, költő; Joseph Weydemeyer, egykori porosz hadnagy; Moses Hess, publicista; Herman Kriege, újságíró; az időközben brüsszelbe érkezett Wilhelm Weitling; Ernst Dronke, író, publicista; Louis Heilberg, újságíró; Georg Weerth, költő, publicista; Sebastian Seiler, újságíró; Wilhelm Wolff, publicista, klasszika-filológia tanár; Ferdinand Wolff, újságíró; Karl Wallau, nyomdai szedő; Stephan Born, nyomdai szedő, újságíró. Marx Proudhonhoz írt májusi levelében, melyben megpróbálja megnyerni franciaországi levelezőnek, így foglalja össze a bizottság céljait: 

„Levelezésünk egyrészt tudományos kérdések megvitatásával szándékozik foglalkozni, másrészt népszerű írások kritikai áttekintésével és a szocialista propagandával, melyet Németországban ezzel az eszközzel ki lehet fejteni. Fő célunk azonban abban áll, hogy a német szocialistákat kapcsolatba hozzuk a francia és angol szocialistákkal; tájékoztassuk a külföldieket a Németországban kibontakozó szocialista mozgalmakról, a Németországban élő németeket pedig a szocializmus franciaországi és angliai haladásáról. Ily módon a véleménykülönbségek kifejezésre juthatnak; kialakul majd az eszmecsere és a pártatlan kritika. Ez olyan lépés, melyet a szociális mozgalomnak meg kell tennie irodalmi megnyilvánulásában, hogy a nemzeti korlátoktól megszabaduljon.”

– Karl Marx,  

A brüsszeli bizottság levelet küldött számos németországi szocialistának, kommunistának, s javasolta, hogy alakítsanak hasonló levelező csoportokat. Köln, Elberfeld, Vesztfália, Szilézia kommunistái rendszeres kapcsolatba kerültek a brüsszeli bizottsággal, híreket küldtek a munkásmozgalmi szempontból releváns, helyi eseményekről, Brüsszelből pedig körleveleket, propaganda anyagokat kaptak. A brüsszeli bizottság februárban felvette a kapcsolatot az Igazak Szövetsége párizsi csoportjának vezetőjével, August Hermann Ewerbeckkel is, s néhány hónap múlva ott is megalakult a levelező bizottság. Marxnak ez volt az első gyakorlati, politikai vállalkozása, rendkívüli alapossággal végezte, s igen sok időt és munkát invesztált bele.

#### Szakítás Weitlinggel
Amikor Weitling Brüsszelbe települt át, Marx, Engels és társaik barátságosan fogadták. A kezdeti közvetlen légkör azonban hamarosan fagyossá vált. Messianisztikus kommunista nézeteket vallott, valamiféle új megváltónak képzelte magát, s ráadásul lenézte a tudományos tevékenységet. Engels évek múlva így jellemezte – első találkozásukhoz képest – megváltozott viselkedését:

„Később Weitling Brüsszelbe jött. De már nem az a naiv fiatal szabólegény volt, aki elámulva saját tehetségén, tisztázni igyekszik, vajon milyen is lehet hát egy kommunista társadalom. Most a fölénye miatt irigyeitől üldözött nagy ember volt, aki mindenütt vetélytársakat, titkos ellenségeket, kelepcét szimatolt; országról országra hajszolt próféta, akinek zsebében kész recept volt a földi mennyország megvalósítására, és aki azt képzelte, mindenki azon igyekszik, hogy ezt tőle ellopja. Már Londonban összkülönbözött a Szövetség embereivel és Brüsszelben sem tudott megférni senkivel, pedig itt különösen Marx és felesége szinte emberfölötti türelmet tanúsítottak iránta.”

– Friedrich Engels,  

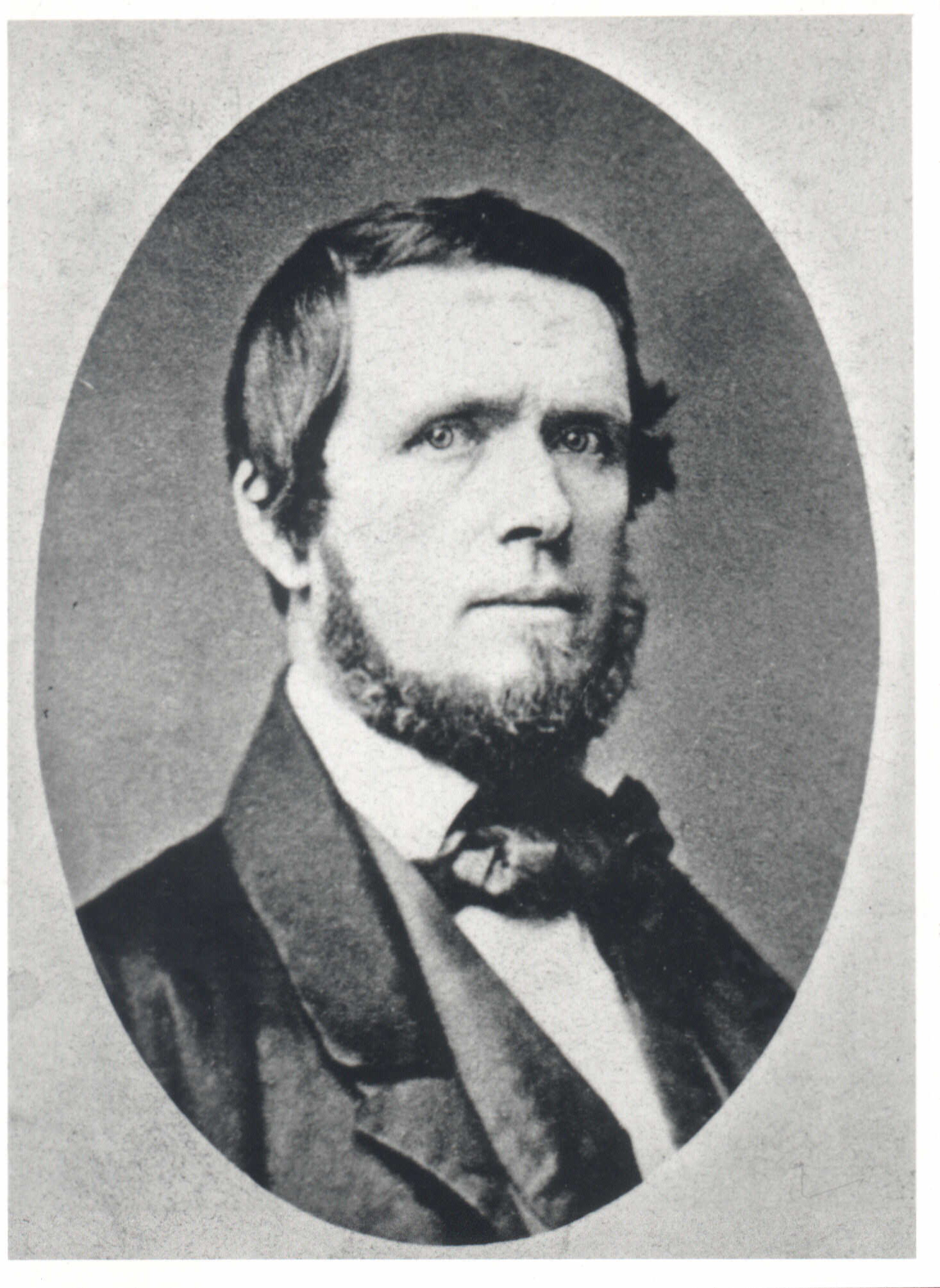
Wilhelm Weitling

A konfliktus kipattanására március 30-án került sor a levelező bizottság összejövetelén, melyen vendégként jelen volt Pavel Annyenkov is, akinek visszaemlékezésében maradt fenn az esemény részletes leírása. Legelőször Engels tartott bevezető beszédet. „Be sem fejezhette fejtegetését, mert Marx képtelen volt türtőztetni magát: »Mondja csak Weitling« – szakította félbe barátját, rámeredve az asztal túloldalán ülő megszólítottra. – »Maga, aki akkora felfordulást csinált Németországban a szónoklataival, mivel indokolja tevékenységét, és a jövőben milyen alapokra szándékozik helyezni azt?«” Weitling hosszú, zavaros, gyakran önismétlő monológgal válaszolt, melyet Marx erélyesen letromfolt: „[…] fellázítani a munkásokat tudományos alapok vagy konstruktív elmélet nélkül »egyenértékű a prédikálás haszontalan és tisztességtelen formájával, amely hivatott prófétát feltételez az egyik oldalon, s csupán szájtáti tökfilkókat a másikon«” Weitling reszkető hangon kérte ki magának az elhangzottakat, s olajat öntött a tűzre, amikor kijelentette: „»szerény erőfeszítő munkájának talán nagyobb befolyása volt a közös ügyre, mint a kritikának és kávéházi elemzésnek a meggyötört, szenvedő emberek világától távoli tanokról.« Amikor megpróbált előhozakodni a proletárokkal, Marx haragja végképp elszabadult. Felugrott a székből, öklével az asztalra vágott, hogy csak úgy csörömpölt a lámpa, úgy üvöltötte: »Soha senkinek nem vált még hasznára a tudatlanság.« Az összejövetel viharos gyorsasággal félbeszakadt.” Weitling megszégyenülése ellenére még hetekig eljárt Marxékhoz, ám Hermann Kriege elítélése kapcsán a szakítás végső fázisába ért.

#### Körlevél Kriege ellen
A Kommunista Levelező Bizottság 1846. május 11-i összejövetelén Marx és Engels indítványára, Weitling egyedüli ellenszavazatával elfogadtak egy határozatot és részletes indoklását, mely utólag a Körlevél Kriege ellen címet kapta. A határozat első három pontja leszögezi: „1. A Hermann Kriege szerkesztő által a »Volkstribun«-ban képviselt irányzat nem kommunista. 2. Az a gyermetegen fellengzős mód, ahogyan Kriege ezen irányzatot képviseli, a legnagyobb mértékben kompromittáló a kommunista pártra nézve mind Európában, mind Amerikában, mivel ő New Yorkban a német kommunizmus irodalmi képviselőjének számít. 3. Az a fantasztikus érzelmi ábrándozás, amelyet Kriege »kommunizmus« néven prédikál New Yorkban, a legnagyobb mértékben demoralizálólag kell hogy hasson a munkásokra, ha azt magukévá teszik.” A 14 oldalnyi indoklásban Marx és Engels ízekre szedi Kriege írásait, s hol szarkasztikus gúnnyal, hol racionális érvekkel gyakorolnak megsemmisítő bírálatot. Legelőször a Volkstribun „Az asszonyokhoz” című, komikusan szentimentális, csöpögő cikkét veszik célba, s teszik nevetség tárgyává. Kriege írása a „kommunizmus átváltoztatása szeretet-ömlengéssé”, – a cikkben a szeretet szó pontosan 35 alkalommal fordul elő valamilyen kontextusban, – végletesen leegyszerűsítő ábrázolásában a kommunizmus az egoizmus szeretettel eltöltött ellentéte, írják a szerzők. Majd bebizonyítják, hogy teljesen irreális és reakciós az a politikai törekvés, mely minden embert magántulajdonossá akar tenni. Egyfelől a felosztható földek még amerikai méretekben is korlátozott mennyisége képezne átléphetetlen akadályt, másfelől a kapitalista gazdasági környezet, az egyenlőtlen munkatermelékenység következményeként egyesek elkerülhetetlenül meggazdagodnának, míg mások elszegényednének. A brüsszeli Kommunista Levelező Bizottság kőnyomatos technikával sokszorosította a körlevelet s elküldte a többi levelező bizottságnak, beleértve Kriegét is, s követelték, hogy jelentesse meg lapjában. Kriege nem tehetett mást, mint hogy publikálta a bírálatot, de ezt követően cikksorozatot indított, mely tele volt rágalmazásokkal Marx, Engels és társaik ellen. Ezek után szakításuk teljessé vált Weitlinggel, aki hamarosan Amerikába távozott, s elkerülte, hogy a kialakult konfliktus nyílt ellenségességgé váljék. A történtek hatására a Weitlinghez közel álló, s vele hasonló nézeteket valló Moses Hess lemondott levelező bizottsági tagságáról, s eltávolodott Marxtól és Engelstől.

#### Levélváltás Proudhonnal

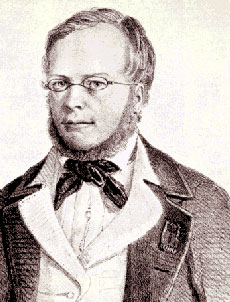
Pierre-Joseph Proudhon (1848)

1846. május 5-én Marx levelet írt Proudhonnak, melyben felkérte, hogy legyen a brüsszeli bizottság párizsi levelezője. Bár az egész levél hangneme kifogástalan udvariasságot tükröz, utóiratának tartalma azonban Proudhont érzékenyen érinthette: „Óva intem Önt a Párizsban tartózkodó Grün úrtól. Ez az ember egy irodalmi szélhámos és semmi egyéb, afféle sarlatán, aki modern eszmékkel szeretne házalni. Tudatlanságát fellengzős és hetyke szólamok mögé próbálja rejteni, ám csak azt érte el, hogy zagyvaságaival nevetségessé tette magát. Visszaélve ismeretségeivel, melyeket pimaszsága révén neves szerzőkkel kötött, a maga számára piedesztált épít ebből és ilymódon kompromittálja ezeket a szerzőket a német közönség előtt. […] Őrizkedjék ettől a parazitától.” Marx nem a levegőbe beszélt, tarsolyában volt az „egyelőre” kiadatlan A német ideológia alapos Grün bírálata, mely egy teljes fejezetet tesz ki. Azonban Proudhon és Grün között egyfajta érdekviszonyon alapuló barátság állt fenn, ugyanis mivel Proudhon nem beszélt németül, Grün interpretálta számára a németországi forrásból származó szakirodalmat, főleg filozófiát. Proudhon május 17-i válaszlevelében a figyelmeztetést visszatetszőnek találta, megvédte Grünt, sőt egy kioktatással felérő erkölcsi prédikációt is papírra vetett, melyben indirekt módon dogmatizmussal és intoleranciával vádolta Marxot. Függetlenül Proudhon szubjektív szándékaitól a levél néhány metaforába bújtatott részletének kifejezetten gúnyos felhangjai voltak, melyre egy kiragadott példa: „[…] proletárjaink annyira szomjaznak a tudományra, hogy nagyon rosszul fogadnák, ha véren kívül más innivalót nem adnának nekik.” – idézi Franz Mehring. Proudhon levele vége felé Marx figyelmébe ajánlotta éppen kinyomtatás alatt álló, A nyomorúság filozófiája című új művét, s némi lekezelő iróniával megjegyezte: „Nos, kedves filozófusom, jelen pillanatban itt tartok; feltéve persze, hogy nem tévedek, és akkor Önnek alkalma adódik majd egy alapos náspágolásra, amelynek jó szívvel alávetem magam.” S ha ez még mind nem lett volna elég, megjegyzi, hogy Grün éppen most szándékozik németre fordítani munkáját, s megtisztelő lenne mindnyájuk számára, ha Marx segítene a német verzió terjesztésében. Marx nem válaszolt a levélre, de amint tehette, elolvasta A nyomorúság filozófiáját, s A filozófia nyomorúsága című következő könyvével kritikai össztüzet zúdított rá.

#### A filozófia nyomorúsága
Az 1840-es évek második felében a párizsi forradalmi csoportok közül sokra nagy hatással voltak a kispolgári anarchista Pierre-Joseph Proudhon nézetei, melyeket elsősorban A gazdasági ellentmondások rendszere vagy nyomorúság filozófiája című, 1846 őszén publikált művében fejtett ki. Proudhon könyvében fellépett a munkások sztrájkharca, a szakszervezetei és általában minden politikai küzdelme ellen, elmélete szerint a kapitalizmust békés úton kell átalakítani független kistermelők társadalmává, melyet a pénz nélküli cserebankok révén vélt megvalósítani. Marx rögtön felismerte, hogy a kialakulóban lévő munkásmozgalomra milyen romboló hatást gyakorolnak ezek az eszmék, s A filozófia nyomorúsága című könyvében, súlyos kritikával illette Proudhont. Könyve első felében téves, s részben plagizált közgazdasági nézeteit szedte ízekre, míg második felében filozófiai kritikát gyakorolt vulgárissá torzított hegelianizmusa fölött. Rámutatott, hogy Proudhon lényegileg nem veti el sem a tőkés magántulajdont, sem az árutermelést, sem a konkurenciát, illetve a kapitalizmus egyéb fontos szerkezeti elemeit. Marx történetfilozófiai nézeteinek kifejtése során megkülönbözteti a proletariátus önálló osztállyá válásának két stádiumát: az első az objektív osztályhelyzet kialakulása, a második ennek szubjektív tudatosulása, önálló, cselekvő politikai erővé szerveződése:

„A gazdasági feltételek először munkássá változtatták a lakosság tömegét. A tőke uralma e tömeg számára közös helyzetet, közös érdekeket teremtett. Ilymódon ez a tömeg a tőkével szemben már osztály, de önmaga számára még nem az. Ebben a harcban, amelynek csak néhány fázisát jeleztük, ez a tömeg egyesül, önmaga számára is osztállyá alakul. Az érdekek, amelyeket védelmez, osztályérdekekké válnak. De az osztálynak osztály elleni harca politikai harc.”

– Karl Marx,  

Könyvének végső történelmi konklúziójaként a proletariátus osztályharcának minden osztály és osztályuralom eltörléséhez kell vezetnie:

„Egy elnyomott osztály a létfeltétele minden osztályantagonizmuson alapuló társadalomnak. Az elnyomott osztály felszabadítása tehát szükségszerűen magában foglalja egy új társadalom megteremtését. Hogy az elnyomott osztály képes legyen magát felszabadítani, ahhoz az kell, hogy a már megszerzett termelőerők és a fennálló társadalmi viszonyok ne tudjanak többé egymás mellett létezni. Valamennyi termelési szerszám közül a legnagyobb termelőerő maga a forradalmi osztály. A forradalmi elemek osztállyá szerveződése feltételezi, hogy már megvannak mindazok a termelőerők, amelyek a régi társadalom méhéban kifejlődhettek.
Azt jelenti-e ez, hogy hogy a régi társadalom bukása után új osztályuralom lesz, amely egy új politikai hatalomban summázódik? Nem.
A munkásosztály felszabadulásának feltétele minden osztály eltörlése, mint ahogy a harmadik rend, a polgári rend felszabadulásának feltétele az összes rendek eltörlése volt.
A munkásosztály, fejlődése folyamán, a régi polgári társadalmat olyan társulással fogja helyettesíteni, amely kizárja az osztályokat és antagonizmusukat, és akkor nem lesz többé voltaképpeni politikai hatalom, mert a politikai hatalom éppen a polgári társadalomban meglevő antagonizmus hivatalos summázása.
Addig azonban a proletariátus és a burzsoázia közötti antagonizmus osztálynak osztály ellen vívott harca, olyan harc, amely legmagasabb fokú megnyilvánulásában totális forradalom.”

– Karl Marx,  

#### AKommunisták Szövetsége
A brüsszeli Kommunista Levelező Bizottság jó kapcsolatot ápolt a londoni Igazak Szövetsége vezetőivel, s Marx és Engels nézetei nagy hatást gyakoroltak körükben. Engels a következőképpen írja le történteket, melyek a Kommunisták Szövetsége megalakításához vezettek:

„[...]1847 tavaszánMollmegjelent Brüsszelben Marxnál és rögtön utána Párizsban nálam, hogy elvtársai nevében ismételten felszólítsanak bennünket a Szövetségbe való belépésre. Felfogásmódunk általános helyességéről, mondotta, éppúgy meg vannak győződve, mint annak szükségességéről, hogy a Szövetséget a régi konspirációs hagyományoktól és formáktól megszabadítsák. Ha be akarunk lépni, alkalmat adnak nekünk arra, hogy kritikai kommunizmusunkat a Szövetség egy kongresszusán kiáltványban kifejtsük, amelyet azután a Szövetség kiáltványaként közzétesznek; s ugyanígy lehetőségünk lesz közreműködni abban, hogy a Szövetség elavult szervezete helyébe új, korszerű és célirányos szervezet lépjen.”

– Friedrich Engels, 

Bár korábban elzárkóztak az Igazak Szövetségébe való belépéstől, erre az ajánlatra már nem lehetett nemet mondani. Marx 1847. január 23-án belépett a szövetségbe, s Engelssel együtt hozzálátott annak teljes átformálásához. A szervezet 1847. június 2-ától 7-ig tartotta első konkresszusát Londonban, melyen Engels párizsi, Wilhelm Wolff pedig brüsszeli küldöttként vett részt, míg Marx sajnálatos módon, pénz hiányában távol maradt a történelmi eseményről. Ezen határozatot fogadtak el a szövetség átszervezéséről, melynek új neve Kommunisták Szövetsége lett, a „Minden ember testvér” kispolgári jelmondatát a „Világ proletárjai, egyesüljetek!” internacionalista jelmondatra cserélték. Új, ideiglenes szervezeti szabályzatot fogadtak el, mely még csupán elég homályosan határozta meg a szövetség célját: „A Szövetség célja az emberek felszabadítása a vagyonközösség elméletének elterjesztése és minél hamarabbi gyakorlati bevezetése révén.” A kongresszus a Szövetség programjának, az ún. „kommunista hitvallásnak” a kérdését rendkívül óvatosan kezelte, ezért a második kongresszusig csupán vitára bocsátotta a helyi csoportok részére Engels egy vázlatos, kérdés–felelet formájú tervezetét. Ezt Engels október végén és novemberben újraírta „A kommunizmus alapelvei” címmel, de még az átírt szöveg is csak ideiglenes, munkaanyag funkciót töltött be egy végleges változat elkészültéig.
A Kommunisták Szövetségének brüsszeli csoportja augusztus 5-én alakult meg, s elnökének Marxot választotta. A csoport aktív szerepet töltött be a brüsszeli Német Munkásegyletben – ahol Marx a később nyomtatásban is megjelent Bérmunka és tőke című előadássorozatát tartotta – és a nemzetközi összetételű Demokrata Társaságban, amiben Marx alelnöki szerepet is vállalt.
A Szövetség második kongresszusa november 30-tól december 8-ig ülésezett Londonban, melyen már Engels és Wolff mellett Marx is részt vett. Ezen megvitatták és elfogadták a végleges szervezeti szabályzatot, amely a módosítások által immár teljesen marxista lett, s konkrétan meghatározta a szervezet célját: „A Szövetség célja a burzsoázia megdöntése, a proletariátus uralma, a régi, osztályellentéteken alapuló polgári társadalom megszüntetése és egy új, osztályok nélküli és magántulajdon nélküli társadalom megalapítása.” A kongresszus megbízta Marxot és Engelst a szövetség programadó dokumentumának kiáltvány formában történő megírásával, amely A Kommunista Párt kiáltványa címmel született meg.

### Az 1848-as forradalmak
Az 1848-as februári franciaországi forradalom kitörésekor Marx visszatért Párizsba. Amint a forradalom átterjedt Németországba, Kölnbe utazott, ahol a Neue Rheinische Zeitung főszerkesztője lett. Nagy rokonszenvvel követte a magyar eseményeket is, Kossuth Lajos 1848-as tevékenységét Dantonhoz és Carnot-hoz hasonlította.
A forradalmak leverése után Marxot sajtó útján elkövetett bűncselekmények és a kormány elleni fegyveres ellenállásra való felhívás vádjával bíróság elé állították. Felmentették a vád alól, és azon a címen, hogy nincs meg a porosz állampolgársága, kiutasították. Visszatért Párizsba, majd miután onnan is kiutasították, Londonba ment, és élete végéig ott élt.

### Száműzetés
Marxék élete a száműzetésben kezdetben rendkívül nehéz volt, barátja, Engels anyagi támogatása ellenére is nyomorogtak, egyik fia, Edgar tuberkulózisban meghalt. Az 1850-es éveket nagyrészt azzal töltötte, hogy „megélhetési” cikkek százait írta olyan újságokba, mint a New York Daily Tribune, szabad idejében pedig a British Museum könyvtárának gazdag közgazdaságtani anyagát tanulmányozta. Ebben az időben halmozódott fel az a hatalmas jegyzetanyag, melyet csak 1941-ben adtak ki Grundrisse címmel (A politikai gazdaságtan bírálatának alapvonalai).
Családja nélkülözött és felesége, aki munkatársa és állandó támasza is volt nem mutatta ki szenvedéseit és kitartott férje mellett. Nem volt könnyű időszak ez a pár számára. Jenny három gyermekük haláláról naplójában a következő sorokkal emlékezett meg: „Gyermekeim abba haltak bele, hogy tejemmel együtt a kínokat, a gondokat, az örökös bánatot szívták magukba.” A helyzetet tovább bonyolította, hogy ez időben született házvezetőnőjüknek fiú gyermeke, akinek neveltetését az önzetlen Friedrich Engels vállalta. A tehetős barát egyébként rajongásig tisztelte Marxot és Jenny von Westphalen emiatt féltékenyen tekintett rá. Vannak történészek, akik ezt a kapcsolatot elemezve azt mondták, hogy „Marx Engelsben egy második feleségre is szert tett.”
Az 1857-es gazdasági válság előjeleit érezve Marx újabb forradalmi fellendülésben reménykedett, ezért óriási erőfeszítéssel vetette magát közgazdasági munkájába. 1859-ben Berlinben jelent meg A politikai gazdaságtan bírálatához című műve, amely Marx értékelméletének első összefüggő tárgyalását és pénzelméletét tartalmazta. Ez a könyv A tőke előmunkálatának tekinthető, annak alapkérdéseit tárgyalja.

### I. Internacionálé
1864-ben megalakult a Nemzetközi Munkásszövetség, vagyis az I. Internacionálé. Marx fontos szerepet vállalt benne, ő volt Alapító Üzenetének, szervezeti szabályzatának, több kiáltványának szerzője. Nagy erőfeszítéseket tett a sokféle, egymásnak ellentmondó alapokon álló, magukat egyaránt szocialistának valló irányzatok egyesítésére (Mazzini Olaszországban, Proudhon Franciaországban, Bakunyin Svájcban, brit chartizmus, német lassalleanizmus stb.).
A Párizsi Kommün 1871-es bukása után A polgárháború Franciaországban című munkájában elemezte annak tanulságait. Marx neve ekkor vált először széles körben ismertté, beleértve a munkásmozgalmat is. Ekkor mélyült el az Internacionálén belül az ellentét a Bakunyin vezette anarchisták és a marxisták között. A nézetkülönbség nem a szocializmusról alkotott víziójukban, hanem a hozzá vezető út kijelölésében volt. Az anarchisták kizárólag a tömegek közvetlen akciója, szociális forradalom révén gondoltak eljutni az osztály nélküli társadalomba, a proletariátus diktatúrájának Marxék által elkerülhetetlennek tartott közbenső fázisa nélkül.
Az 1872-es Hágai kongresszuson végül a bakunyinistákat kizárták, az Internacionálé székhelyét New Yorkba helyezték át, végül a szervezet 1876-ban feloszlatta magát.

### Élete alkonya

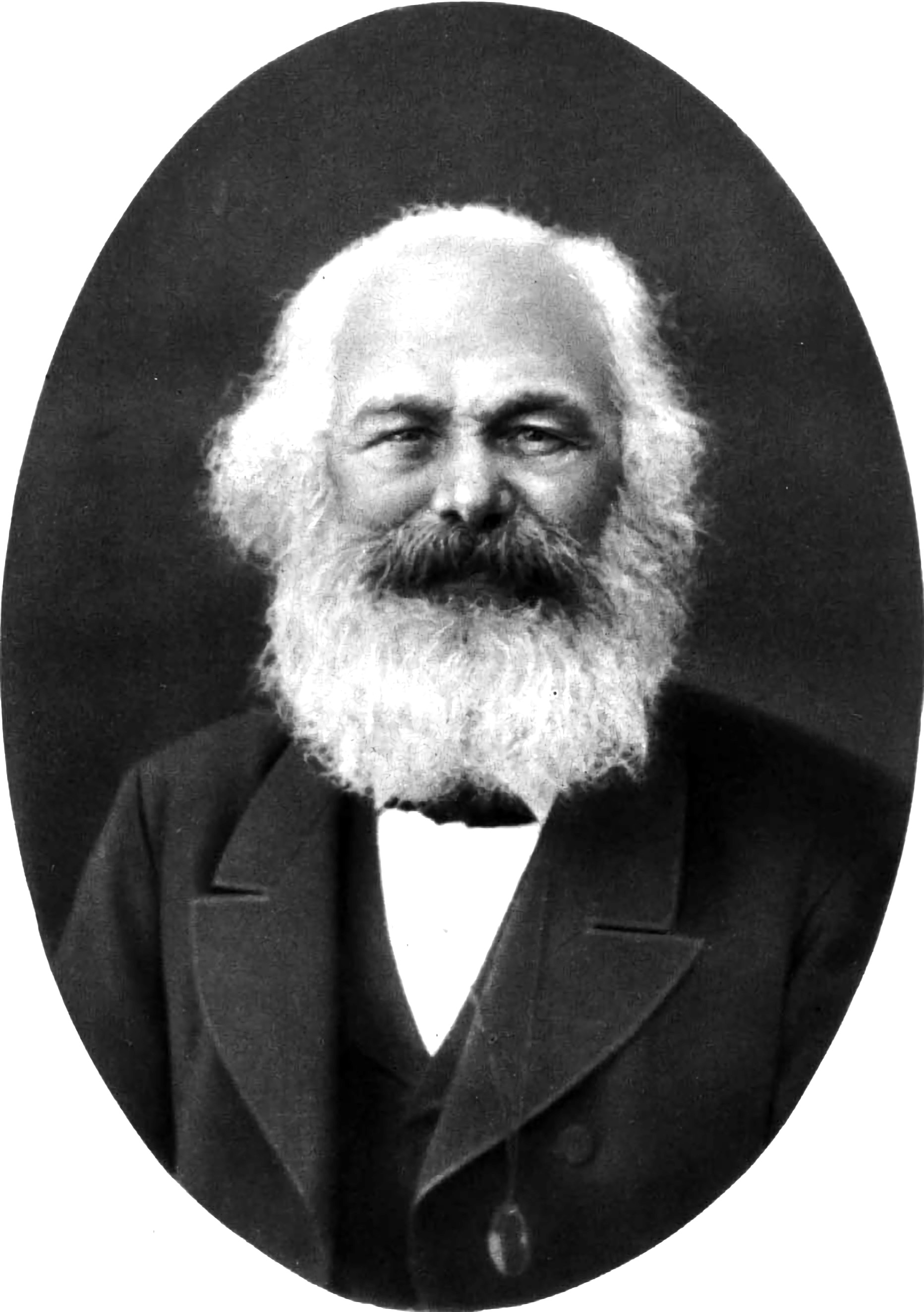
Karl Marx 1882-ben

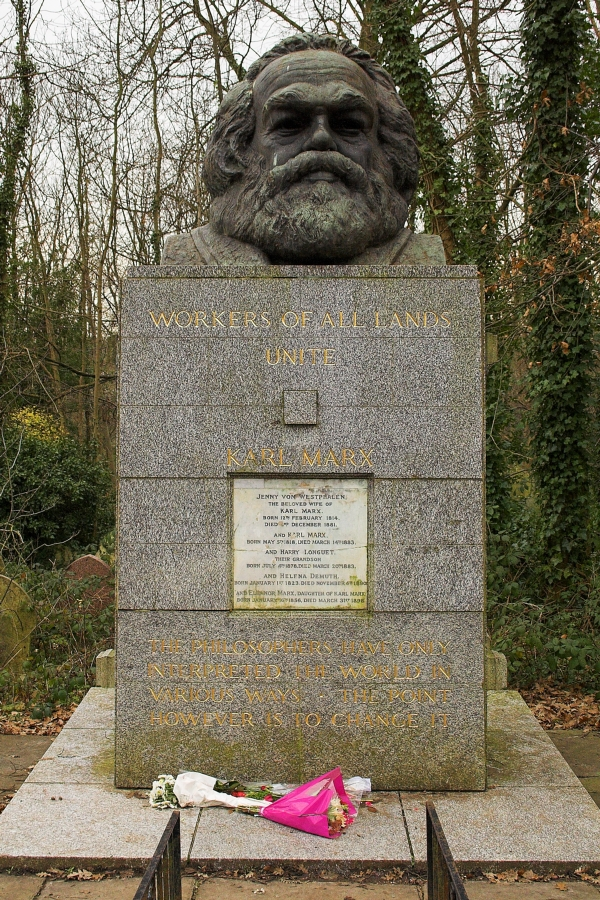
Karl Marx síremléke a londoni Highgate-i temetőben

1867-ben, 20 évi munka után adta ki A tőke első kötetét. A következő két kötet megírása egyre jobban halasztódott, a mű elkészülését rosszabbodó egészségi állapota, illetve az Internacionáléban végzett munkája hátráltatta. 1875-ben megírta a Gothai program kritikáját a Németországi Szociáldemokrata Párt programjáról, de a párttal kapcsolatos szervezőmunka nagyobb részét Engelsre hagyta. Minden erejét A tőke megírására fordította, hatalmas mennyiségű anyagot gyűjtött ehhez, és megtanult oroszul is. Művét mégsem tudta befejezni, később Engels rendezte sajtó alá a hátrahagyott jegyzeteket.
1881-ben meghalt felesége, Jenny, 1883. március 14-én pedig Marx is. Londonban, a Highgate-i temetőben nyugszanak egymás mellett.

## Hatása
Marx gondolatait a későbbi marxista áramlatok meglehetősen ellentmondásosan értelmezték: ez a szociáldemokrácia értelmezésétől az egykori Szovjetunió vagy a Kínai Népköztársaság és még mások „reálszocializmusa” dogmatikus értelmezésein keresztül egészen a kritikai elmélet és az új baloldal nem dogmatikus értelmezéséig terjed. Az egyes elszigetelt, szövegkörnyezetükből önkényesen kiragadott, sablonos marxi fogalmakat és koncepciókat összefoglalóan gyakran jelölik „vulgáris marxizmusként” , de a tanaiból kifejlődő irányzatot marxizmusnak nevezik.

### Marxizmus
Karl Marx és Friedrich Engels tanainak, valamint az erre hivatkozó társadalomelméleti és politikai ideológiák együttesét marxizmusnak nevezik. Ennek a 19. században íródott eszmerendszernek a fő célja, hogy létrehozza a társadalmi osztályok nélküli, kizsákmányolásmentes, kommunista társadalmat.
Lenin szerint a marxizmus három fő részre tagolható: a marxista filozófiára (dialektikus és történelmi materializmus), a marxista gazdaságelméletre és a marxista politikaelméletre. A marxista politikaelméletet Engels a „tudományos szocializmus” megnevezéssel illette, és döntő szerepet játszott Marx munkáinak sajtó alá rendezésében.

### Jelentősége
Ő volt az utolsó gondolkodó, aki megpróbálta a társadalom átfogó filozófiai vizsgálatát. Marx munkásságát követően a társadalomtudományok és a filozófia útja külön vált. Elméleti jelentőségét mutatja, hogy a modern társadalomtudomány három nagy alapítója közé sorolják Émile Durkheimmel és Max Weberrel együtt.
Paul Ricœur szerint Sigmund Freud és Friedrich Nietzsche mellett a „gyanú iskolájának” nagy alakja. Karl Löwith Marxot és Søren Kierkegaardot tekintette a hegeli filozófia két legnagyobb letéteményesének.
Marx egész életét viták övezték, és halála után is rendszeresen felmerült, hogy a marxizmusnak nevezett ideológia és Sztálin diktatúrája által követett marxizmus–leninizmus emberek millióinak gyötrelmet és szenvedést hozó szerepében milyen jelentőséggel bírt személye és gondolatainak súlya.

### Marx bírálói
Eugen von Böhm-Bawerk, az osztrák iskola (németül: Österreichische Schule) megalapítóinak egyike már 1896-ban bírálta, a Marx rendszerének lezárásához (Zum Abschluß des Marxschen Systems) című munkájában. Szerinte A tőke 1. és 3. kötetében ellentmondás van: „Nem tehetek róla, de semmit nem látok, ami itt magyarázat lenne, vagy az önellentmondás feloldása, hanem pusztán a mezítelen ellentmondást magát.”
Mivel Marx az első kötetben azt állította, hogy az árucserében az áru munkaértéken cserélődik, és csak röviden jegyezte meg, hogy ez nem a reális gazdasági mozgást tükrözi és még számtalan közbenső lépés szükséges a körülmények megértéséhez, először mégis a harmadik kötetben részletezte, miért vezet ez az általános profitráta kialakulásához. Böhm-Bawerk abból a feltételezésből indult ki, hogy a 2. és 3. kötet megjelenése azért húzódott el oly hosszan, mert Marx a felvetett problematikára nem talált az elméletével összeegyeztethető megoldást, de valójában azonban a harmadik kötet kézirata előbb készült el, mint az elsőé.
Marxnál a kapitalista termelés, az értékek és árak keletkezésének ábrázolása tehát nem a szükség kényszeréből született így, hanem tudatos és szándékos volt. Böhm-Bawerk szerint az általános profitráta és a termelési árak elmélete ellentmondásban áll az első kötetben ismertetett értéktörvénnyel. Ebben az értelemben kezeli kritikusan A tőke azon megállapításait, melyekkel Marx megindokolta, miért mozognak a termelési árak az értéktörvénnyel meghatározott keretek között. A marxi értéktörvénnyel kapcsolatban Böhm-Bawerk kritikáját később a transzformáció-probléma kontextusában, megváltozott formában mások folytatták.
A Marx bírálóinak egyik legismertebbje Karl Popper osztrák származású angol filozófus. Ő filozófiai és tudományelméleti aspektusokat hiányolt, és ehhez hangsúlyosan hozzászámította a bírálatokkal szembeni immunizálási stratégiát.
A zsidó származású Marxról számos szerző állította és állítja, hogy antiszemita volt. E vádakat elsősorban A zsidókérdéshez című munkájával, továbbá a Ferdinand Lassalle-t kritizáló gúnyos hangvételű levelezésével, illetve egyéb leveleivel kapcsolatban fogalmazták meg. 
A szintén zsidó származású Helmut Hirsch történész a „Marx és Mózes. Karl Marx a „Zsidókérdésről” és a zsidókról” című munkájában vitatja a vád megalapozottságát. A zsidókérdéshez című munkájában Marx például jog előtti egyenlőséget követelt a zsidóknak, vagyis kortársaihoz képest lényegesen haladóbb nézeteket képviselt. Szemére vetették azonban, hogy olyan szavakat, mint „Schacher (kapzsi)” és „Wucher (nyerészkedő)” kritika nélkül vett át, és ily módon írásaiban antiszemita előítéleteket és kliséket is felhasznált. materialista filozófusként egyébként valamennyi vallást bírálta, mint az ideológia és az öncsalás formáit (v. ö.: A hegeli jogfilozófia kritikájához. Bevezetés (Zur Kritik der Hegelschen Rechtsphilosophie. Einleitung).
Micha Brumlik Marx leveleire utalva írta: „Marx élete során izzó antiszemita volt”. Ez a vélemény mégis ellentmondást mutat Marx és például Heinrich Graetz, Wilhelm Alexander Freund, Bernhard Kraus, Sigmund Schott és mások közti személyes jó viszonnyal. Kurt Flasch erről azt írja: „Brumlik könyve nem megbízható filozófiatörténeti kutatás”.
Detlev Claussen szociológus A zsidókérdéshez tartalmát bírálatában „nem materialistának és tudománytalannak” minősíti, mivel a polgárit megelőző és a polgári társadalom közötti különbséget nem képes megragadni és benne ragad az áru- és pénzforgalom elemzésében. Ezzel szemben Marx A tőkében több társadalomkutató megállapítása szerint a történelmivé váló ökonómiai viszonyok bírálatával perspektívát nyitott az antiszemitizmus kezelésében, melyet csak olyan követői, mint például Theodor Adorno és Max Horkheimer A felvilágosodás dialektikája (Dialektik der Aufklärung, 1944) vittek tovább.

### Marxista viták
A mai marxizmuson belül – amely számos és egymásnak részben ellentmondó irányzatokra bomlik – a marxi elméletnek csaknem valamennyi elemét hevesen vitatják. Különösen vitatott pontjai például:
- a munkásosztály szerepe és viszonya más társadalmi mozgalmakhoz,
- a „szocialista demokrácia” definíciója (és szervezeti felépítése),
- a társadalom szocialista átalakulásának előfeltételei,
- az értékteremtés különböző kérdései,
- az alap és a felépítmény viszonya.

Marx számos munkája befejezetlen maradt, hiszen halála ehhez túl korán jött, és így maga a marxizmus sem egy zárt rendszer. Mindez lehetővé teszi mind Marx és Engels munkáinak különféle interpretálásait, mind pedig az elmélet és annak egyes elemeinek különböző mértékű, történelmi kontextusba helyezését.
Marx és Engels maguk is idővel, itt-ott megváltoztatták nézeteiket. Példaként említhető, hogy egymásnak ellentmondó kijelentések születtek azzal kapcsolatban, hogy szocialista forradalomnak feltétlenül egy magasan fejlett kapitalista országban kell kitörnie, vagy pedig akár a kapitalizmus fázisának átugrásával is létre jöhet a megfelelő, különleges körülmények között, mint azt maga Marx írja a Vera Ivanovna Zaszulicsnak írt levelében.

## Emlékezete
Marx eszmeisége nagy hatást gyakorolt a világpolitikára és a szellemi életre. Munkássága eredményeként jött létre a modern szociológia, komoly örökséget hagyott a közgazdasági gondolkodásra és nagy hatást gyakorolt a filozófiára, az irodalomra, a művészetekre és szinte az összes tudományágra. Munkásságának eredménye, hogy az uralkodó kapitalista társadalmi renddel szembeni kritikai hangvétel felerősödött.
Trierben szülőháza múzeumként működik. A Német Demokratikus Köztársaságban 1953-tól 1990-ig a Lipcsei Egyetemet Karl Marx Egyetemnek nevezték, és Szászország egyik legnépesebb városa, Chemnitz a Karl-Marx-Stadt nevet viselte. Kelet-Berlin egyik leghíresebb sugárútja a Karl-Marx-Allee, mely 1961-ben kapta ezt a nevet, melyet az 1990-es német újraegyesülés sem változtatott meg. Eszméiből származtatott ideológiák adtak alapot több más a 20. században működő baloldali rendszernek.
Magyarországon a második világháborút követően hasonlóan más szocialista országokhoz személyi kultusz alakult ki körülötte. Utcákat, intézményeket neveztek el róla, szobrokat emeltek tiszteletére és kötelező tantárgyként oktatták tanait. A rendszerváltást követően ezek mára már a múlt homályába vesztek, de például 2014-ben nagy vita alakult ki, arról, hogy a korábban róla elnevezett Budapesti Corvinus Egyetem aulájában megmaradhat-e a szobra. Az év szeptemberében KDNP-s politikusok követelésére a szobrot eltávolították onnan.
2017. február 12-én, a Berlini Nemzetközi Filmfesztiválon bemutatták A fiatal Karl Marx (Le jeune Karl Marx) című mozifilmet Raoul Peck rendezésében, melynek fogadtatása nagyon pozitív volt, történeti hitelessége számos elismerést kapott a kritikusok, sőt akadémikusok részéről is. Michael Heinrich viszont felhívja a figyelmet a film történeti pontatlanságaira, s emlékeztet rá, hogy játékfilmmel és nem dokumentumfilmmel van dolgunk.
2018 májusában, Marx születésének kétszázadik évfordulóján, szülővárosában, Trierben leleplezték a kínai kormány által adományozott 4,5 méter magas szobrát. Az évfordulóra szervezett rendezvénysorozat megnyitóján részt vett Jean-Claude Juncker az Európai Bizottság elnöke is, aki beszédében megvédte Marxot, kreatív, jövőbe látó filozófusnak nevezte, aki „nem felelős a rémtettekért, amelyeket elkövettek mindazok, akik örökösének és követőinek vallották magukat”.
2018. május 2-án a német ZDF televíziós csatorna bemutatta a Karl Marx − Ein deutscher Prophet („Karl Marx: egy német próféta”) című dokumentumdrámát, mely Marx életét és munkásságát, valamint azt a történelmi és társadalmi hátteret elemzi, amelyben Marx művei megszülettek (rendezte Christian Twente). A dokumentumfilmben kutatók és szakértők elemzik a korszak összefüggéseit. Dramatizált életrajzi részeket is beleszőttek. Marxot Mario Adorf alakítja, aki évek óta szorgalmazta ezt a lehetőséget.

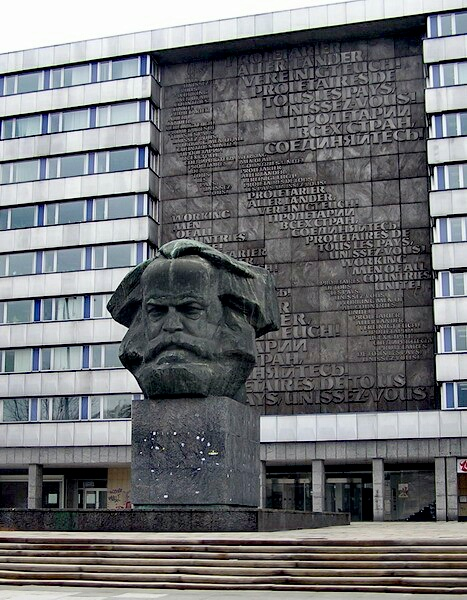
Karl Marx emlékmű Chemnitzben
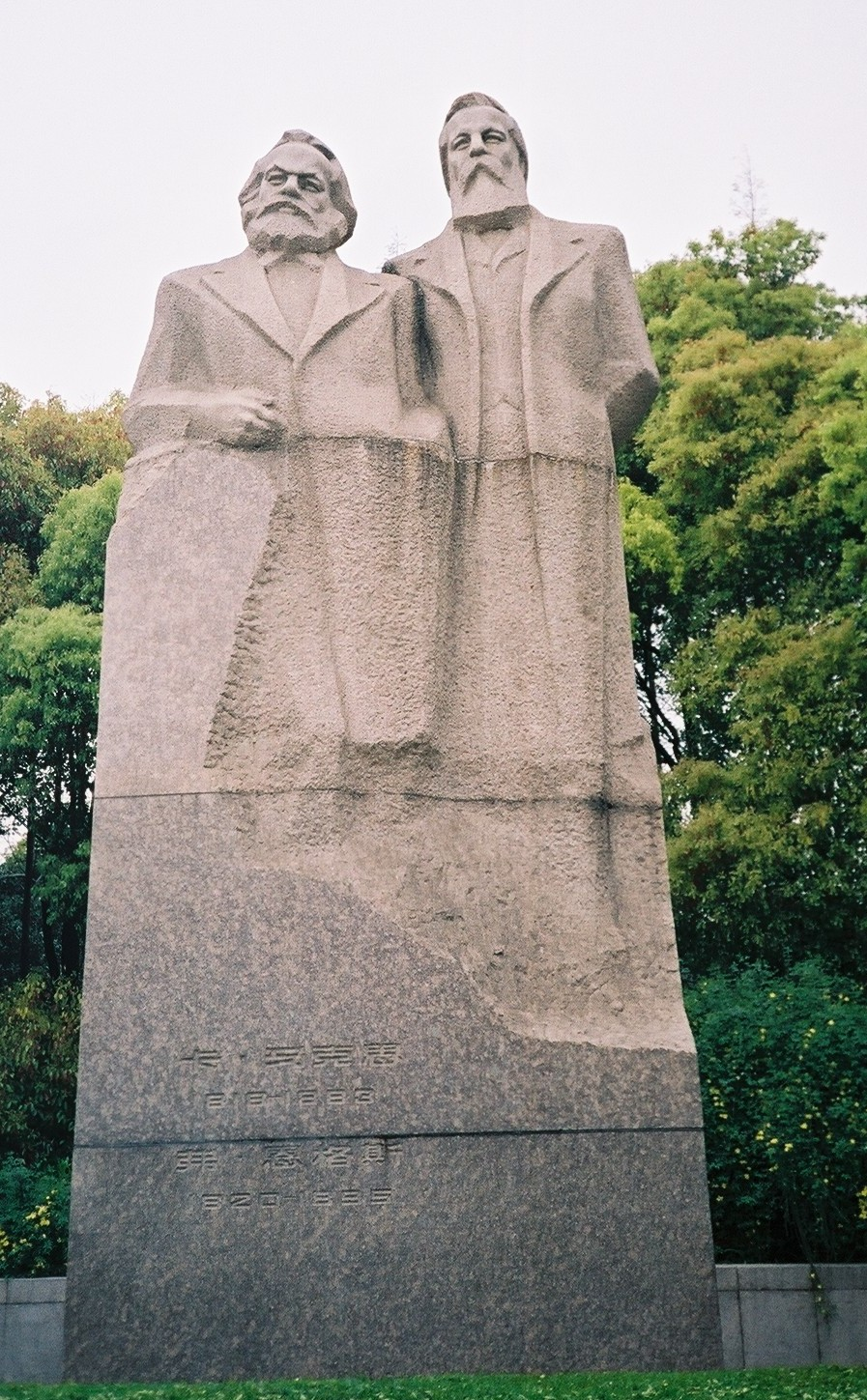
Marx és Engels emlékműve Sanghajban
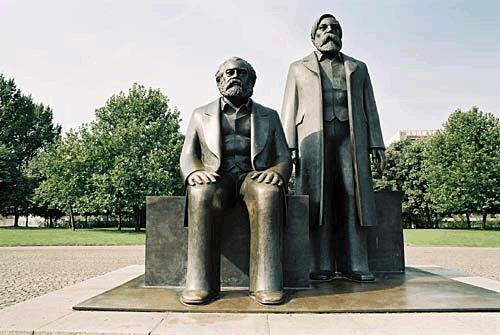
Marx és Engels emlékműve Berlinben
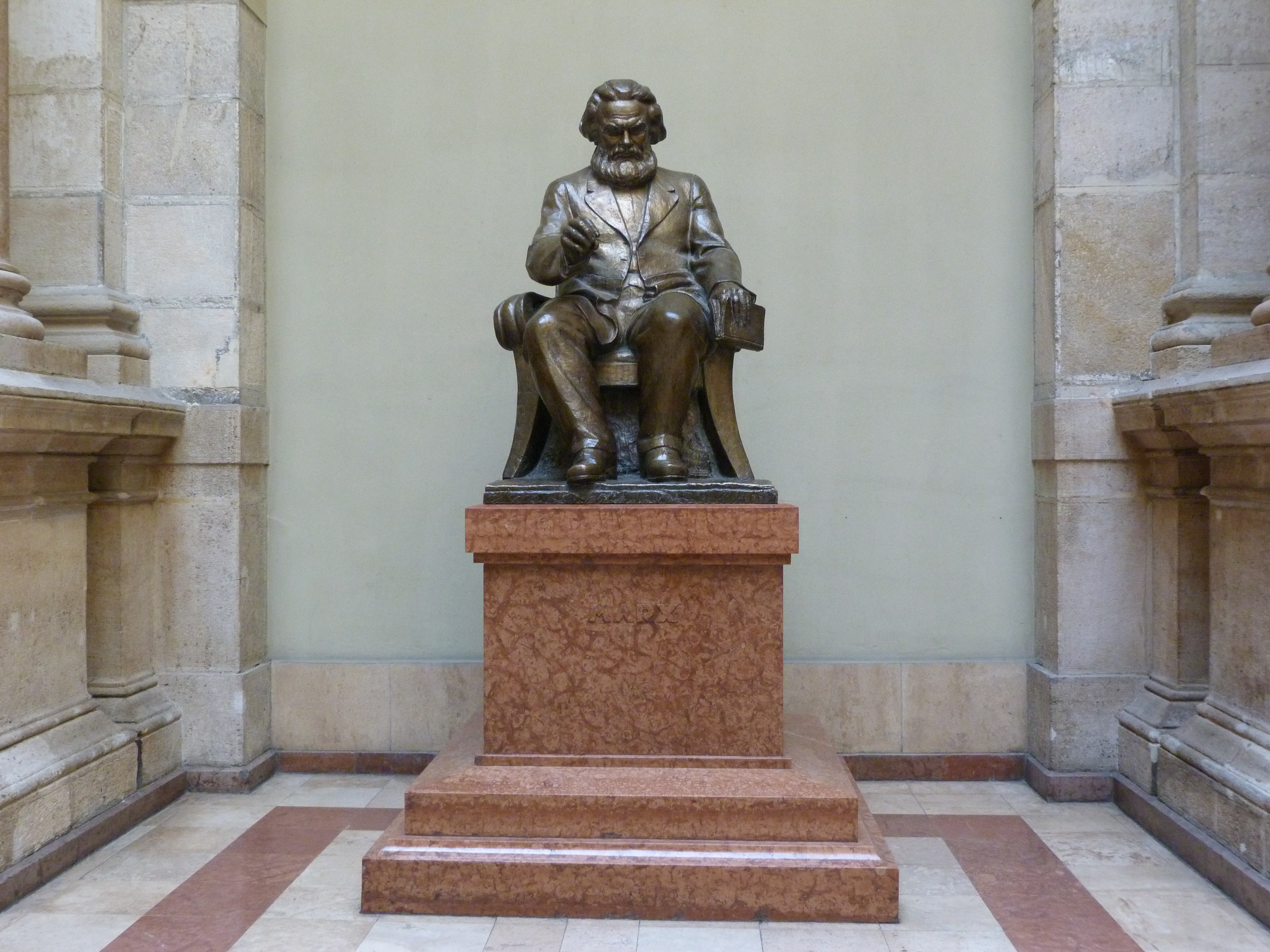
Marx Károly szobra a Budapesti Corvinus Egyetemen
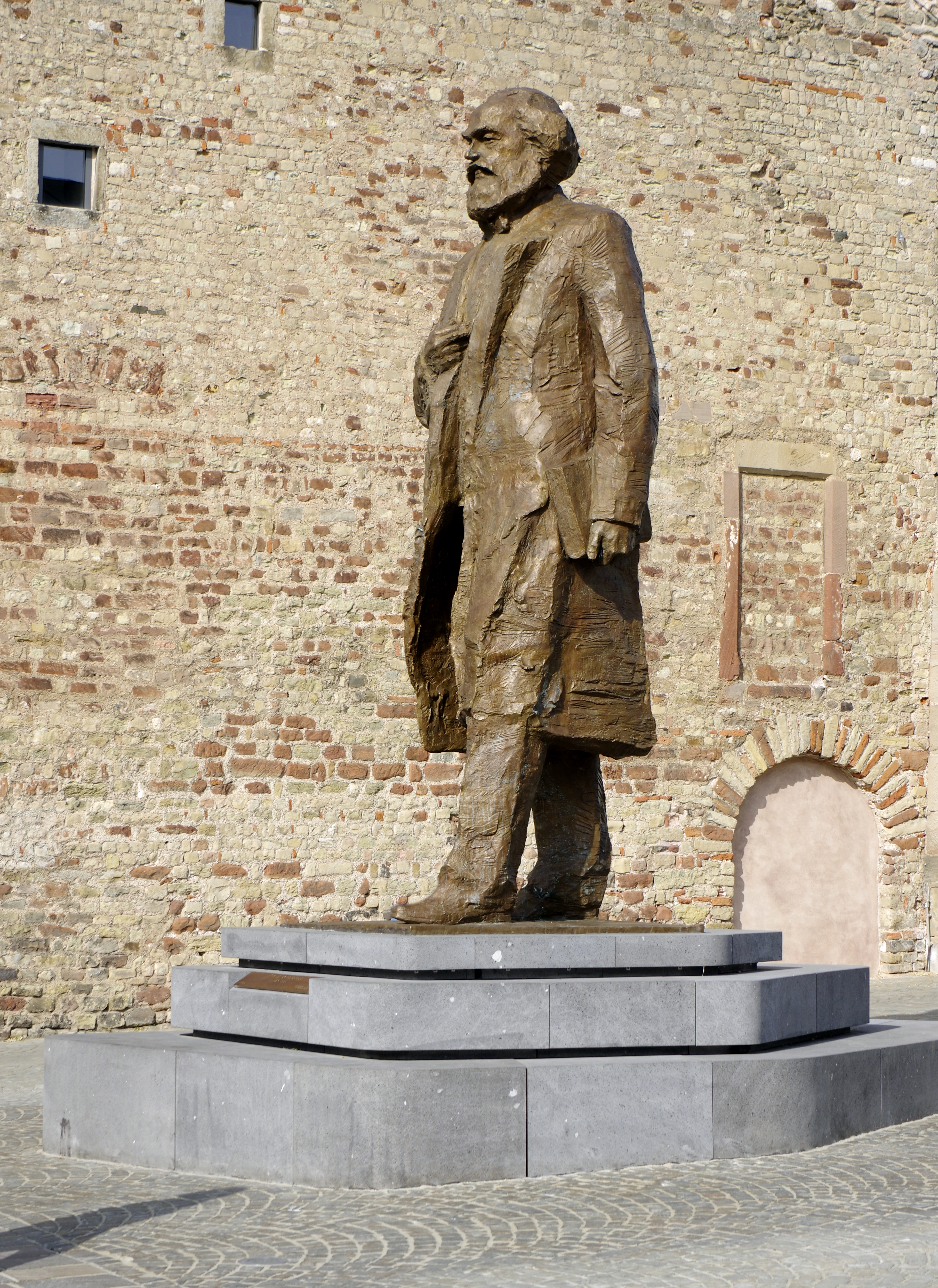
Karl Marx szobra Trierben (2018. május 12.)
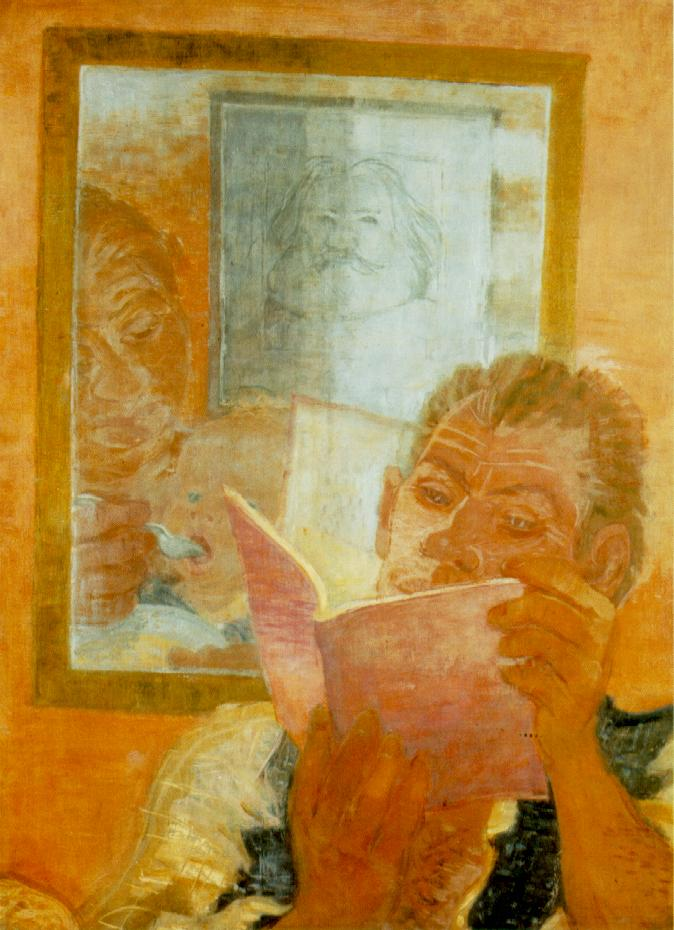
Derkovits Gyula a Három nemzedék című festménye - a falon Marx képével

## Érdekességek

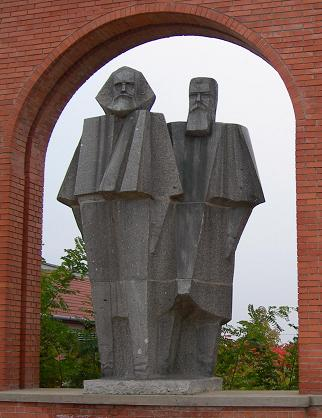
Marx és Engels szobra Budapesten a Memento Parkban

- A tőke albumszerű kiadását Gellért Hugó magyar származású festő illusztrálta.
- A klasszikus műveltségű Marx nagyra becsülte Appianosz történetíró műveit, aki szinte osztályharcos szemléletben mutatja be a római polgárháborúk történetét.
- A világ egyetlen kubista stílusú Marx és Engels szobra ma a budapesti Memento Parkban található, alkotója Segesdi György.[261]

- „»Az emberiség számára kell dolgozni« – ez volt egyik kedvenc mondása.”[262]
- „Marx senkinek sem engedte meg, hogy könyveit és papírjait rendezze, jobban mondva összezavarja; a rendetlenség csak látszólagos volt: tulajdonképpen mindennek megvolt a maga helye, s Marx keresés nélkül mindig megtalálta azt a könyvet vagy füzetet, amelyre éppen szüksége volt. Sokszor még társalgás közben is megállt, hogy valamely éppen említett idézetet vagy számot magában a könyvben mutasson meg. Eggyé forrt dolgozószobájával, melyben a könyvek és iratok úgy engedelmeskedtek neki, mint saját testrészei. Könyvei elrendezésénél nem a külső szimmetria volt az irányadó: negyed- és nyolcadrétű könyvek és brosúrák kerültek közvetlenül egymás mellé, a könyveket nem nagyságuk, hanem tartalmuk szerint rendezte. A könyvek szellemi szerszámai voltak, nem pedig fényűzési tárgyak. »Rabszolgáim ők és engedelmeskedniük kell akaratomnak.« – Kénye-kedve szerint bánt velük, tekintet nélkül alakjukra, kötésükre, a papír vagy nyomás szépségére; sarkaikat behajtotta, széleiket ceruzavonásokkal borította el, soraikat aláhúzta. Jegyzeteket nemigen írt beléjük, de néha nem tudta megállni, hogy felkiáltó- vagy kérdőjelet ne tegyen, amikor valamelyik szerző bakot lőtt. Az aláhúzások rendszerének alkalmazása lehetővé tette számára, hogy rendkívül könnyen megtalálja valamely könyvben a keresett helyet. Az volt a szokása, hogy többéves időközökben mindig újra elolvasta jegyzeteit, és a könyveiben megjelölt helyeket, hogy jól megtartsa őket emlékezetében, amely rendkívül éles és pontos volt. Ifjúkora óta Hegel tanácsa szerint azzal élesítette emlékezőtehetségét, hogy verseket tanult meg könyv nélkül olyan nyelven, amelyet nem ismert.”[263]
- „Úgy pihent, hogy fel-alá járkált a szobában. A szőnyegen, az ajtótól az ablakig, egy teljesen letaposott sáv volt, amely olyan élesen el volt határolva, mint egy gyalogösvény a réten. Néha leheveredett a pamlagra és regényt olvasott, olykor egyidejűleg kettőt-hármat is felváltva; akárcsak Darwin, Marx is nagy regényolvasó volt.”[264]
- „»Minden idegen nyelv fegyver a létért való küzdelemben« – szerette mondogatni.”[265]
- „Egyetlen rendszeres testgyakorlata a járás volt; órák hosszat tudott beszélgetve és dohányozva járni vagy dombot mászni a legcsekélyebb fáradtság nélkül. Mondhatnók, hogy dolgozószobájában járkálva dolgozott; csak rövid időközökre ült le, hogy leírja, amit járás közben kigondolt. Nagyon szeretett járva beszélgetni is, időnként pedig, mikor a vita élénkült vagy a beszélgetés fontossá lett, megállt.”[266]

## Főbb művei
| Megírás ideje                | Első megjelenés               | Eredeti cím | Magyar cím                                                                   | MEM kötet száma |
| ---------------------------- | ----------------------------- | --- | ---------------------------------------------------------------------------- | --------------- |
| 1843                         | 1844, Párizs                  | Zur Judenfrage                                                                                                  | A zsidókérdéshez                                                             | 1               |
| 1844                         | 1845, Frankfurt am Main       | Die heilige Familie, oder Kritik der kritischen Kritik                                                          | A szent család vagy a kritikai kritika kritikája                             | 2               |
| 1844                         | 1932, Berlin                  | Ökonomisch-philosophische Manuskripte aus dem Jahre 1844                                                        | Gazdasági-filozófiai kéziratok 1844-ből                                      | 42              |
| 1845                         | 1932, Berlin                  | Thesen über Feuerbach                                                                                           | Tézisek Feuerbachról                                                         | 3               |
| 1845–1846                    | 1932, Berlin                  | Die deutsche Ideologie                                                                                          | A német ideológia                                                            | 3               |
| 1847                         | 1847, Párizs/Brüsszel         | Misère de la philosophie. Réponse à la Philosophie de la misère de M. Proudhon                                  | A filozófia nyomorúsága. Válasz Proudhon úrnak „A nyomorúság filozófiájá”-ra | 4               |
| 1848. február                | 1848, London                  | Manifest der Kommunistischen Partei                                                                             | A Kommunista Párt kiáltványa                                                 | 4               |
| 1850                         | 1850, London–Hamburg–New York | Die Klassenkämpfe in Frankreich 1848 bis 1850                                                                   | Osztályharcok Franciaországban 1848-tól 1850-ig                              | 7               |
| 1851. december–1852. március | 1852, New York                | Der achtzehnte Brumaire des Louis Bonaparte                                                                     | Louis Bonaparte brumaire tizennyolcadikája                                   | 8               |
| 1857–1858                    | 1939–1941, Moszkva            | Grundrisse der Kritik der politischen Ökonomie                                                                  | A politikai gazdaságtan bírálatának alapvonalai                              | 46/I. és 46/II. |
| 1859                         | 1859, Berlin                  | Zur Kritik der politischen Ökonomie                                                                             | A politikai gazdaságtan bírálatához                                          | 13              |
| 1867                         | 1867, Hamburg                 | Das Kapital. Kritik der politischen Oekonomie. Erster Band. Der Produktionsprocess des Kapitals                 | A tőke. A politikai gazdaságtan bírálata. Első kötet                         | 23              |
|                              | 1885, Hamburg                 | Das Kapital. Kritik der politischen Oekonomie. Zweiter Band. Der Circulationsprocess des Kapitals               | A tőke. A politikai gazdaságtan bírálata. Második kötet                      | 24              |
|                              | 1894, Hamburg                 | Das Kapital. Kritik der politischen Oekonomie. Dritter Band. Der Gesammtprocess der kapitalistischen Produktion | A tőke. A politikai gazdaságtan bírálata. Harmadik kötet                     | 25              |
| 1871                         | 1871, Lipcse                  | Der Bürgerkrieg in Frankreich                                                                                   | A polgárháború Franciaországban                                              | 17              |
| 1875                         | 1890–1891, In: Die Neue Zeit  | Kritik des Gothaer Programms                                                                                    | A gothai program kritikája                                                   | 19              |

## Magyarul

### 1945 előtt
- Tőke és munka. Népszerű kivonat Marx Károly Das Kapital czímű korszakalkotó munkájából. Marx életrajzával; Budapesti Könyvny., Budapest, 1893 (Magyar munkáskönyvtár)
- Marx–Engels: A kommunisták kiáltványa; sajtó alá rend., ford. Bokányi Dezső, Pfeifer Sándor; röv. kiad.; Minta-Antiquarium, Budapest, 1896
- Marx Károly: Bérmunka és tőke; ford. Weltner Jakab, bev. Engels Frigyes; Gutenberg Ny., Budapest, 1899
- A gazdasági materializmus. Marx Károly tanai alapján írta Lafargue Pál; ford. Alpári Gyula; Népszava, Budapest, 1903
- Marx és Engels válogatott művei, 1-2.; szerk., bev., jegyz. Szabó Ervin, életrajzok Garami Ernő, ford. Bresztovszky Ernő et al.; Népszava, Budapest, 1905–1909
- Marx–Engels: A kommunista kiáltvány; ford., bev. Ipolyi Tamás [Kunfi Zsigmond]; Lampel, Budapest, 1910 (Magyar könyvtár)
- A kommunista kiáltvány. Marx Károly és Engels Frigyes bevezetéseivel és Kautsky Károly előszavával; ford. Szabados Sándor; Népszava, Budapest, 1918 (Munkáskönyvtár)
- Bér, ár, profit; ford. Bokányi Dezső; Népszava, Budapest, 1918 (Munkáskönyvtár)
- III. Napóleon államcsínyje; ford. Garami Ernő; Népszava, Budapest, 1918 (Munkáskönyvtár)
- A polgárháború Franciaországban. A Nemzetközi Munkásszövetség kormányzótanácsának fölirata; bev. Engels Frigyes, ford. Szabados Sándor; Népszava, Budapest, 1918
- Bérmunka és tőke; előszó Engels Frigyes, ford. Weltner Jakab; 3. jav. kiad.; Népszava-Könyvkereskedés, Budapest, 1918 (Munkáskönyvtár)
- Bérmunka és tőke; bev. Friedrich Engels, ford. Basky Lajos; Modern Könyvtár, New York, 1918
- Marx–Engels: Kommunista kiáltvány; Külföldi Munkások és Földmívesek Kommunista szervezete Országos Bizottsága, Moszkva, 1919
- Szabadkereskedelem és védővám; ford. Szabados Sándor; Szocialista-Kommunista Munkások Magyarországi Pártja, Budapest, 1919 (Kommunista könyvtár)
- A Nemzetközi Munkásszövetség első üzenete; ford. Szabados Sándor; Szocialista-Kommunista Munkások Magyarországi Pártja, Budapest, 1919
- Bérmunka és tőke; ford.Weltner Jakab, bev. Engels Frigyes; Népszava, Budapest, 1919 (Munkáskönyvtár)
- Bérmunka és tőke; ford. Kavics; Turkesztáni Állami Kiadó, Taskent, 1920
- A zsidókérdés; ford. Frank László; Bécsi Magyar kiadó, Bécs, 1921 (Barna könyvek)
- A tőke. A közgazdaságtan bírálata, 1-2.; ford. Guth Antal; Fischer, Bécs-Wien, 1921
- Marx és Engels filozófiai és politikai fejlődése. Levélváltásuk 1. sorozata. 1844–1853; ford. Rainer Ottó, bev., jegyz. Bolgár Elek; Fischer, Wien, 1922 (Marx-könyvtár)
- Osztályharcok Franciaországban 1848-tól 1850-ig; bev. Friedrich Engels, előszó August Bebel, ford. Bresztovszky Ede; Népszava, Budapest, 1924
- Bevezető a Közgazdaságtan kritikájához; ford., jegyz. Lantos Andor; Lantos, Budapest, 1931 (Akció-könyvtár)
- A filozófia nyomorúsága; ford. Braun Soma; Nova, Budapest, 1932 (Korunk könyvei)
- A zsidókérdés; előszó Újvári László, Újvári Imre, tan. Franz Mehring; Phőnix, Budapest, 1934
- A tőke. A közgazdaságtan bírálata. I. könyv, 1-4.; sajtó alá rend. Friedrich Engels, ford. Nagy Gábor, előszó Jeszenszky Erik; Mentor, Budapest, 1934–1937
- Marx–Engels: A reakciós Poroszországról; Idegennyelvű Irodalmi Kiadó, Moszkva, 1943

### 1945–1956
- Marx–Engels: A magyar forradalom; Józsa Béla Athenaeum, Kolozsvár, 1945 (Marx-Engels könyvtár)
- Bérmunka és tőke; ford. Weltner Jakab; Józsa Béla Athenaeum, Kolozsvár, 1945 (Marx-Engels könyvtár)
- Marx–Engels: A kommunista kiáltvány; ford. Kunfi Zsigmond; Népszava, Budapest, 1945 (A szocialista tudás könyvtára)
- Marx–Engels: A kommunista kiáltvány; Kommunisták Romániai Pártja, Kolozsvár, 1945
- Marx–Engels a reakciós poroszságról; összeáll. E. P. Kandel, I. I. Preisz, szerk. M. B. Mityin; Új Élet, Nagyvárad, 1945
- Bér, ár és haszon; Szikra, Budapest, 1945 (A marxizmus-leninizmus kis könyvtára)
- Marx–Engels: A kommunista kiáltvány; ford. Ipolyi Tamás; Józsa Béla Athenaeum, Kolozsvár, 1945 (Marx-Engels könyvtár)
- Bér, ár, profit. A Nemzetközi Munkásszövetség Főtanácsának Londonban 1865. június 26-án tartott ülésén elmondott beszéd; ford. Bokányi Dezső; Józsa Béla Athenaeum, Kolozsvár, 1945 (Marx-Engels könyvtár)
- Bérmunka és tőke; Szikra, Budapest, 1945 (A marxizmus-leninizmus kis könyvtára)
- Marx–Engels: A történelmi materializmusról. Szemelvények; ford. Rudas László; Szikra, Budapest, 1946 (A marxizmus-leninizmus kis könyvtára)
- Anti-Proudhon. A filozófia nyomorúsága. Engels jegyzeteivel; ford. Braun Soma, átdolg., kieg., utószó Erdélyi Kálmán; Népszava, Budapest, 1946 (Világosság könyvtár)
- Marx–Engels: A Kommunista kiáltvány; ford. R. Rudas László; Szikra, Budapest, 1946 (A marxizmus-leninizmus kis könyvtára)
- Bevezetés a közgazdaságtan bírálatába; ford. K. Havas Géza; Népszava, Budapest, 1946 (A szocialista tudás könyvtára)
- Marx–Engels levelei a történelmi materializmusról; ford. Mónus Ervin; Népszava, Budapest, 1946 (A szocialista tudás könyvtára)
- Marx–Engels: Művészet, irodalom; vál., sajtó alá rend. M. A. Lifsic, ford. Gáspár Endre, előszó Lukács György; Szikra, Budapest, 1946
- III. Napoleon államcsínyje; ford. Garami Ernő; Népszava, Budapest, 1947
- A gothai program kritikája; Idegennyelvű Irodalmi Kiadó, Moszkva, 1947
- Louis Bonaparte brumaire tizennyolcadikája; Idegennyelvű Irodalmi Kiadó, Moszkva, 1947
- Marx–Engels válogatott tanulmányai; Szocialista Könyvbarátok, Budapest, 1947
- Marx politikai gazdaságtana. A munkabér és a tőke akkumulációja (felhalmozása); ford. Schőnstein Sándor, átdolg. Nagy Tamás, átnézte Rudas László; Szikra, Budapest, 1948
- Marx–Engels: Kommunista kiáltvány; ford. Rudas László, bev. Nemes Dezső; Népszava, Budapest, 1948
- A kommunista kiáltvány. Marx és Engels valamennyi előszavával; ford. Rudas László; Szikra, Budapest, 1948 (A marxizmus-leninizmus kis könyvtára)
- Osztályharcok Franciaországban. 1848–1850; Szikra, Budapest, 1948 (A marxizmus-leninizmus kis könyvtára)
- A tőke. A politikai gazdaságtan bírálata. I. köt. 1. könyv, A tőke termelőfolyamata; ford. Rudas László, Nagy Tamás; Szikra, Budapest, 1948
- Marx–Engels: A történelmi materializmusról. Szemelvények; új, bőv. kiad.; Szikra, Budapest, 1949 (A marxizmus-leninizmus kis könyvtára)
- Louis Bonaparte brumaire tizennyolcadikája; ford. Nagy Ábel; Szikra, Budapest, 1949 (A marxizmus-leninizmus kis könyvtára)
- Bér, ár és haszon; 4. jav. kiad.; Szikra, Budapest, 1949 (A marxizmus-leninizmus kis könyvtára)
- Marx–Engels: A kommunista kiáltvány; Pravda, Bratislava, 1949 (Magyar könyvtár)
- Marx–Engels: A történelmi materializmusról. Szemelvények; Bratsztvo-Jedinsztvo, Noviszád, 1949 (A marxizmus-leninizmus könyvei)
- Bérmunka és tőke; Bratsztvo-Jedinsztvo, Noviszád, 1949 (A marxizmus-leninizmus könyvei)
- Bér, ár és haszon; Bratsztvo-Jedinsztvo, Noviszád, 1949 (A marxizmus-leninizmus könyvei)
- Osztályharcok Franciaországban. 1848-1850; Bratsztvo-Jedinsztvo, Noviszád, 1949 (A marxizmus-leninizmus könyvei)
- Marx–Engels: Kommunista kiáltvány; Bratsztvo-Jedinsztvo, Noviszád, 1949 (A marxizmus-leninizmus könyvei)
- Marx–Engels: Művészet, irodalom; Bratsztvo-Jedinsztvo, Noviszád, 1949 (A marxizmus-leninizmus könyvei)
- Marx–Engels: Válogatott művek, 1-2.; Szikra, Budapest, 1949
- Marx–Engels: Válogatott levelek. 1843–1895; ford. Gáspár Endre, sajtó alá rend. Devecseri Emil, Liszkai Zoltán; Szikra, Budapest, 1950
- A gothai program kritikája; Testvériség-Egység, Noviszád, 1950 (A marxizmus-leninizmus könyvei)
- Marx–Engels: A "Tőke" első kötetéről. Ismertetések, cikkek, levelek; szerk. Nagy Tamás, ford., sajtó alá rend. Liszkai Zoltán, Devecseri Emil, Molnár Ferenc; Szikra, Budapest, 1950 (A marxizmus-leninizmus kis könyvtára)
- A filozófia nyomorúsága; Bratsztvo-Jedinsztvo, Noviszád, 1950 (A marxizmus-leninizmus könyvei)
- Cikkek és emlékezések; Testvériség-Egység, Noviszád, 1950 (A marxizmus-leninizmus könyvei)
- Louis Bonaparte brumaire tizennyolcadikája; Testvériség-Egység, Noviszád, 1950 (A marxizmus-leninizmus könyvei)
- A tőkés termelés első szakasza. Kooperáció. Munkamegosztás és manufaktúra. Az úgynevezett eredeti felhalmozás; Testvériség-Egység, Noviszád, 1950 (A marxizmus-leninizmus könyvei)
- Bevezetés a politikai gazdaságtan bírálatához; ford. Devecseri Emil, szerk. Friss István; Szikra, Budapest, 1951 (A marxizmus-leninizmus kis könyvtára)
- Művészetről, irodalomról. Gyűjtemény Marx és Engels műveiből és leveleiből; Szikra, Budapest, 1951 (A marxizmus-leninizmus kis könyvtára)
- Árú és pénz; Testvériség-Egység, Újvidék, 1951 (A marxizmus-leninizmus könyvei)
- A gép és a nagyipar; Testvériség-Egység, Újvidék, 1951 (A marxizmus-leninizmus könyvei)
- A tőke. A politikai gazdaságtan bírálata. 3. köt. 3. könyv, A tőkés termelés összfolyamata; ford. Nagy Tamás; Szikra, Budapest, 1951
- Marx–Engels: A történelmi materializmusról; Pravda, Bratislava, 1952 (A marxizmus-leninizmus könyvtára)
- A filozófia nyomora. Válasz Proudhon úr "A nyomor filozófiája" című művére; Szikra, Budapest, 1952 (A marxizmus-leninizmus kis könyvtára)
- A német ideológia. Szemelvények Marx és Engels 1845–1846-ban írt kéziratban maradt művéből; Szikra, Budapest, 1952
- Bér, ár, haszon; Pravda, Bratislava, 1952 (A marxizmus-leninizmus könyvtára)
- Proletárnemzetköziség és hazafiság. Szemelvények Marx, Engels, Lenin, Sztalin műveiből; Szikra, Budapest, 1952
- A statisztika Marx, Engels, Lenin, Sztálin műveiben. Idézetgyűjtemény; Statisztikai Kiadó, Budapest, 1953 (A szocialista statisztika könyvtára)
- Marx, Engels, Lenin: A vallásról. Cikkek és levelek gyűjteménye; sajtó alá rend. Hock Rezső, Olajos Mihály; Testvériség-Egység, Újvidék, 1953 (A marxizmus-leninizmus könyvei)
- A tőke. A politikai gazdaságtan bírálata. 2. köt. 2. könyv, A tőke forgalmi folyamata; ford. Nagy Tamás; Szikra, Budapest, 1953
- A gothai program kritikája; Szikra, Budapest, 1953 (A marxizmus-leninizmus kis könyvtára)
- A politikai gazdaságtan bírálatához; ford. Gergő Zoltán, szerk. Czóbel Ernő; Szikra, Budapest, 1953 (A marxizmus-leninizmus kis könyvtára)
- A tőkés termelés előtti tulajdonformák. "A tőkeviszonyt vagy az eredeti felhalmozást megelőző folyamat" elemzése; Szikra, Budapest, 1953 (A marxizmus-leninizmus kis könyvtára)
- A nevelésről. Szemelvénygyűjtemény Marx, Engels, Lenin, Sztálin műveiből; Tankönyvkiadó, Budapest, 1955
- Marx–Engels: Levelek "A tőké"-ről; ford. Bródy András; Szikra, Budapest, 1956
- Marx–Engels: A szakszervezetekről; Szikra, Budapest, 1956

### 1957–1989
- Karl Marx és Friedrich Engels művei, 1-48.; sajtó alá rend. a Marxizmus-Leninizmus Klasszikusainak Szerkesztősége; Kossuth, Budapest, 1957–1988
- Értéktöbblet-elméletek, 1-3.; sajtó alá rend. a Marxizmus-leninizmus klasszikusainak szerkesztősége; Kossuth, Budapest, 1958–1963
- A forradalmi Spanyolország; ELTE, Budapest, 1958
- A tőke. A politikai gazdaságtan bírálata, 1-2.; sajtó alá rend., bev., kieg. Friedrich Engels, ford. Rudas László, Nagy Tamás; Kossuth, Budapest, 1961–1967
- Marx–Engels: A vallásról; sajtó alá rend. a Marxizmus-leninizmus Klasszikusainak Szerkesztősége; Kossuth, Budapest, 1961
- Marx–Engels: A Frank periódus; ELTE, Budapest, 1961
- Marx–Engels: A szakszervezetekről; Táncsics–Práca, Budapest–Bratislava, 1961
- A polgárháború Franciaországban. A Nemzetközi Munkásszövetség három üzenete; bev. Engels, ill. Daumier, Denis, Manet; Kossuth–Magyar Helikon, Budapest, 1961
- Gazdasági-filozófiai kéziratok 1844-ből; sajtó alá rend. a marxizmus-leninizmus klasszikusainak szerkesztősége; Kossuth, Budapest, 1962
- Marx–Engels: Válogatott művek, 1-2.; sajtó alá rend. a Marxizmus-Leninizmus-Klasszikusainak szerkesztősége; Kossuth, Budapest, 1963
- Marx–Engels: Az 1. Internacionáléról; sajtó alá rend. a Kossuth Könyvkiadó marxizmus-leninizmus klasszikusainak szerkesztősége; Kossuth, Budapest, 1964 (A marxizmus-leninizmus klasszikusainak kiskönyvtára)
- Marx, Engels, Lenin: A nemzeti kérdésről; sajtó alá rend. a marxizmus-leninizmus klasszikusainak szerkesztősége, bev. Arató Endre; Kossuth, Budapest, 1965
- Karl Marx és Friedrich Engels művei, 1-3.; sajtó alá rend. a Marxizmus-leninizmus Klasszikusainak Szerkesztősége; Kossuth, Budapest, 1966–1976
- Művészetről, irodalomról. Gyűjtemény Marx és Engels írásaiból; sajtó alá rend. a marxizmus-leninizmus klasszikusainak szerkesztősége; Kossuth, Budapest, 1966
- Marx, Engels, Lenin: A nőkérdésről és a családról; Kossuth, Budapest, 1967
- Marx, Engels, Lenin: A történelmi materializmusról; sajtó alá rend. a Marxizmus-Leninizmus Klasszikusainak Szerkesztősége; Kossuth, Budapest, 1967
- Marx–Engels: Technika és társadalom; sajtó alá rend. a Marxizmus-leninizmus klasszikusainak szerkesztősége; Kossuth, Budapest, 1969 (A marxizmus-leninizmus klasszikusainak kiskönyvtára)
- A démokritoszi és epikuroszi természetfilozófia különbsége. Doktori disszertáció; Franklin Ny., Budapest, 1969
- A proletár internacionalizmusról. Részletek Marx, Engels, Lenin írásaiból és beszédeiből; Táncsics, Budapest, 1969
- Marx, Engels, Lenin: Az anarchizmusról; szerk. Székely Andorné; Kossuth, Budapest, 1970
- Marx, Engels, Lenin: A Párizsi Kommünről; sajtó alá rend. a marxizmus-leninizmus klasszikusainak szerkesztősége; Kossuth, Budapest, 1971
- Angol hétköznapok. Ahogyan Marx látta; vál., bev. Richard Sperl, magyar kiadás szerk. Szalontai Sándorné, ill. Elizabeth Shaw; Kossuth, Budapest, 1971
- A politikai gazdaságtan bírálatának alapvonalai. Nyersfogalmazvány. 1857–1858, 1-2.; sajtó alá rend. a marxizmus-leninizmus klasszikusainak szerkesztősége, ford. Lissauer Zoltán; Kossuth, Budapest, 1972
- Marx, Engels, Lenin: A proletár nemzetköziségről; sajtó alá rend. a marxizmus-leninizmus klasszikusainak szerkesztősége; Kossuth, Budapest, 1972
- Marx–Engels: A kommunista kiáltvány; Kárpáti Kiadó, Uzsgorod, 1973
- Marx–Engels: A Kommunista Párt kiáltványa. A Kommunista Párt kiáltványa valamennyi előszavával; sajtó alá rend. a marxizmus-leninizmus klasszikusainak szerkesztősége; 6. bőv. kiad.; Kossuth, Budapest, 1973 (A marxizmus-leninizmus klasszikusainak kiskönyvtára)
- Marx–Engels: Feuerbach. A materialista és az idealista szemlélet ellentéte. "A német ideológia" 1. fejezete; sajtó alá rend. a marxizmus-leninizmus klasszikusainak szerkesztősége; Kossuth, Budapest, 1973 (A marxizmus-leninizmus klasszikusainak kiskönyvtára)
- Marxról. Marx, Engels és Lenin írásaiból; Kossuth, Budapest, 1973
- Marxista etika. Szemelvénygyűjtemény Marx, Engels és Lenin műveiből; szerk. Farkas Endre; Tankönyvkiadó, Budapest, 1973
- Marx–Engels: A Kommunista Párt kiáltványa; szerbhorvát nyelvből ford. Pap György, bev. Veljko Korac; Mladost, Beográd, 1974 (A marxizmus kiskönyvtára)
- Marx és Engels Magyarországról. Cikkek, levelek, szemelvények; összeáll. Remsei Flóra, szerk. Kálmán Endre, Lissauer Zoltán; Kossuth, Budapest, 1974
- Marx–Engels: A német ideológia; ford. Kislégi Nagy Dénes; Magyar Helikon–Európa, Budapest, 1974
- Marx, Engels, Lenin: Az ifjúságról; sajtó alá rend. a marxizmus-leninizmus klasszikusainak szerkesztősége; Kossuth, Budapest, 1974
- Marx, Engels, Lenin: A sajtóról; sajtó alá rend. a marxizmus-leninizmus klasszikusainak szerkesztősége; Kossuth, Budapest, 1974
- Marx, Engels válogatott művei, 1-3.; vál. Vörös Gyula, szerk. Recski Ágnes, sajtó alá rend. a marxizmus-leninizmus klasszikusainak szerkesztősége; Kossuth, Budapest, 1975
- Louis Bonaparte brumaire tizennyolcadikája; sajtó alá rend. a marxizmus-leninizmus klasszikusainak szerkesztősége; Kossuth, Budapest, 1975 (A marxizmus-leninizmus klasszikusainak kiskönyvtára)
- A gothai program kritikája. Marx, Engels, Bebel, Bracke, Kautsky és Liebknecht leveleivel, Lenin Állam és forradalom c. művének részleteivel és programdokumentumokkal; szerk. Kálmán Endre, sajtó alá rend. a marxizmus-leninizmus klasszikusainak szerkesztősége; Kossuth, Budapest, 1975
- Marx, Engels, Lenin: A vallásról; sajtó alá rend. a marxizmus-leninizmus klasszikusainak szerkesztősége; Kossuth, Budapest, 1975
- Bérmunka és tőke; sajtó alá rend. a Marxizmus-leninizmus klasszikusainak szerkesztősége; Kossuth, Budapest, 1976 (A marxizmus-leninizmus klasszikusainak kiskönyvtára)
- Osztályharcok Franciaországban 1848-tól 1850-ig; Kossuth, Budapest, 1976 (A marxizmus-leninizmus klasszikusainak kiskönyvtára)
- Marx–Engels: Levelek a történelmi materializmusról; Kossuth, Budapest, 1976 (A marxizmus-leninizmus klasszikusainak kiskönyvtára)
- Szemelvények Marx, Engels, Lenin műveiből. Olvasókönyv az általános és középiskolák tanulói számára; vál., összeáll. Szabolcs Ottó, Szebenyi Péter; Tankönyvkiadó, Budapest, 1977
- A tőkés termelést megelőző formák; Kossuth, Budapest, 1978 (A marxizmus-leninizmus klasszikusainak kiskönyvtára)
- Marx–Engels: A Kommunista Párt kiáltványa; fel. szerk. Bada István; Jugoszláv Gyűjtők Egyesülete, Novi Sad, 1979
- Marx, Engels, Lenin a nevelésről. Szemelvénygyűjtemény; vál., összeáll. Gyóni Lajosné; BTF, Budapest, 1979 (A Budapesti Tanítóképző Főiskola kiadványai)
- Marx–Engels: A Kommunista Párt kiáltványa; Kossuth–Kárpáti, Budapest–Uzsgorod, 1980 (A marxizmus-leninizmus klasszikusainak kiskönyvtára)
- A polgárháború Franciaországban; Kossuth, Budapest, 1981 (A marxizmus-leninizmus klasszikusainak kiskönyvtára)
- Marx, Engels, Lenin: A tudományos kommunizmusról; sajtó alá rend. a Marxizmus-Leninizmus Klasszikusainak Szerkesztősége; Kossuth, Budapest, 1981
- Marx–Engels: A magyar szabadságharcról; Kossuth, Budapest, 1982 (Források)
- Marx, Engels, Lenin: A kultúráról; Kossuth, Budapest, 1982
- A Nemzetközi Munkásszövetség alapító üzenete és szervezeti szabályzata; Kossuth, Budapest, 1983
- Marx a háborúról és a hadseregről; vál., szerk. Kocsis Bernát; Zrínyi, Budapest, 1983
- Marx–Engels: A szakszervezetekről; ford. Hitseker Mária; Népszava, Budapest, 1984
- Marx–Engels: Technika és társadalom; előszó, Papp Sándor; 2. bőv. kiad.; Kossuth, Budapest, 1984 (Források)
- Marx–Engels: A filozófia történetéről; vál., tan. Hermann István; Kossuth, Budapest, 1985
- Marx–Engels: Aforizmák; szerk. Munkácsi Mária; Kossuth, Budapest, 1985
- Marx–Engels: A Kommunista Párt kiáltványa; utószó Domonkos Anna; 58. kiad.; Kossuth, Budapest, 1986 (Források)
- Marx, Engels, Lenin: A népesedési kérdésről; vál., bev. Szabó A. Ferenc; Kossuth, Budapest, 1987
- Marx–Engels: Az összetartozás öröme; összeáll., bev. Heinrich, Hilde Gemkow, ill. Thomas Schleusing; Kossuth, Budapest, 1987
- Marx és Proudhon / Marx: A filozófia nyomorúsága / Pierre-Joseph Proudhon: A nyomorúság filozófiája; összeáll., előszó Haskó Katalin, szerk. Lukács Katalin, Proudhon-részletek ford. Lukács Katalin, Petőcz György; Kossuth, Budapest, 1988
- Válogatás Marx és Engels műveiből, 1-2.; szerk. Glavina Zsuzsa, Török László; Kossuth, Budapest, 1988
- A közvetlen termelési folyamat eredményei. A tőke kiadatlan hatodik fejezete; utószó Török Hilda, ford. Glavina Zsuzsa, Lissauer Zoltán; Kossuth, Budapest, 1988 (Források)

### 1990–
- Marx és Rjazanov a titkos diplomáciáról / Karl Marx: Leleplezések a XVIII. század diplomáciai történetéről / David B. Rjazanov: Karl Marx Oroszország európai hegemóniájának eredetéről; szerk., előszó Tagai Imre, ford. Tagai Imre, Lissauer Zoltán, Hülvely István; Kossuth, Budapest, 1990
- Marx–Engels: Kommunista kiáltvány; előszó A. J. P. Taylor, ford. Nagy György; Scolar, Budapest, 1998
- Horváth Árpád–Kingston Tiszai Klára: "A számkivetés nagyjai...". Marx, Engels Kossuthról és a magyarokról. 1848–1885; Heraldika, Budapest, 2002

### Karl Marx és Friedrich Engels művei, 51 db (1957–1988)
Karl Marx és Friedrich Engels művei, 51 db (1–48.); sajtó alá rend. a Marxizmus-Leninizmus Klasszikusainak Szerkesztősége; Kossuth, Budapest, 1957–1988

#### Karl Marx, Marx Károly
- - 1. 1839–1844; 1957
  - 2. 1844–1846; 1958
  - 3. 1845–1846; 1960
  - 4. 1846–1848; 1959
  - 5. 1848; 1961
  - 6. 1848–1849; 1962
  - 7. 1849–1851; 1962
  - 8. 1851–1853; 1962
  - 9. 1853; 1964
  - 10. 1854–1855; 1965
  - 11. 1855–1856; 1966
  - 12. 1856–1859; 1967
  - 13. 1859–1860; 1965
  - 14. 1857–1860; 1966
  - 15. 1860–1864; 1968
  - 16. 1864–1870; 1964
  - 17. 1870–1872; 1968
  - 18. 1872–1875; 1969
  - 19. 1875–1883; 1969
  - 23. A tőke. I. könyv; 1967
  - 24. A tőke. II. könyv; 1968
  - 25. A tőke. III. könyv; 1974
  - 26/1. Értéktöbblet-elméletek. A "Tőke" IV. könyve. Első rész; 1976
  - 26/2. Értéktöbblet-elméletek. A "Tőke" IV. könyve. Második rész; 1976
  - 26/3. Értéktöbblet-elméletek. A "Tőke" IV. könyve. Harmadik rész; 1976
  - 40. 1835–1843 (Marx ifjúkori írásai); 1980
  - 42. Karl Marx. 1844 január–augusztus / Friedrich Engels. 1844 január–augusztus / Karl Marx és Friedrich Engels. 1845–1848 február (Marx és Engels fiatalkori írásai); 1981
  - 43. Karl Marx és Friedrich Engels. Cikkek. 1848 június–1849 május / Marx és Engels kéziratos hagyatékából; 1982
  - 44. Karl Marx és Friedrich Engels. Levelek, cikkek, beszédek. 1849 szeptember–1873 május; 1984
  - 45. Karl Marx és Friedrich Engels. Jegyzetek, konspektusok, cikkek; 1982
  - 46/1. A politikai gazdaságtan bírálatának alapvonalai. Első rész; ford. Lissauer Zoltán; 1972
  - 46/2. A politikai gazdaságtan bírálatának alapvonalai. Második rész; ford. Lissauer Zoltán; 1972
  - 47. A politikai gazdaságtan bírálatához (1861–1863. évi kézirat). Harmadik fejezet. A tőke általában; 1985
  - 48. A politikai gazdaságtan bírálatához (1861–1863. évi kézirat); 1988

#### Friedrich Engels, Engels Frigyes
- - 20. Eugen Dühring úr tudomány-forradalmasítása / A természet dialektikája; 1963
  - 21. 1883–1889; 1970
  - 22. 1890–1895; 1970
  - 27. Levelek. 1842–1851; 1971
  - 28. Levelek. 1852–1855; 1971
  - 29. Levelek. 1856–1859; 1972
  - 30. Levelek. 1860–1864; 1973
  - 31. Levelek. 1864–1867; 1973
  - 32. Levelek. 1868–1870; 1974
  - 33. Levelek. 1870–1874; 1975
  - 34. Levelek. 1875–1880; 1975
  - 35. Levelek. 1881–1883; 1976
  - 36. Levelek. 1883–1887; 1978
  - 37. Levelek. 1888–1890; 1977
  - 38. Levelek. 1891–1892; 1977
  - 39. Levelek. 1893–1895; 1979
  - 41. Friedrich Engels cikkei és versei. 1838–1844 / Levelek. 1838 augusztus–1842 augusztus (Engels fiatalkori írásai); 1979
  - 42. Karl Marx. 1844 január–augusztus / Friedrich Engels. 1844 január–augusztus / Karl Marx és Friedrich Engels. 1845–1848 február (Marx és Engels fiatalkori írásai); 1981
  - 43. Karl Marx és Friedrich Engels. Cikkek. 1848 június–1849 május / Marx és Engels kéziratos hagyatékából; 1982
  - 44. Karl Marx és Friedrich Engels. Levelek, cikkek, beszédek. 1849 szeptember–1873 május; 1984
  - 45. Karl Marx és Friedrich Engels. Jegyzetek, konspektusok, cikkek; 1982

## Fordítás
- Ez a szócikk részben vagy egészben  a   Karl Marx című német Wikipédia-szócikk ezen változatának fordításán alapul.  Az eredeti cikk szerkesztőit annak laptörténete sorolja fel. Ez a jelzés csupán a megfogalmazás eredetét és a szerzői jogokat jelzi, nem szolgál a cikkben szereplő információk forrásmegjelöléseként.

## Bibliográfiák
- Andrew Chitty: A MARX BIBLIOGRAPHY (with sections on the Young Hegelians and 20th-century Marxists) (angol nyelven). University of Sussex, England, 2012. március 17. (Hozzáférés: 2018. május 15.)
- Andrew Chitty: Karl Marx bibliography of online papers (angol nyelven). philpapers.org/, 2013. június 15. (Hozzáférés: 2018. május 15.)